# Època arcaica

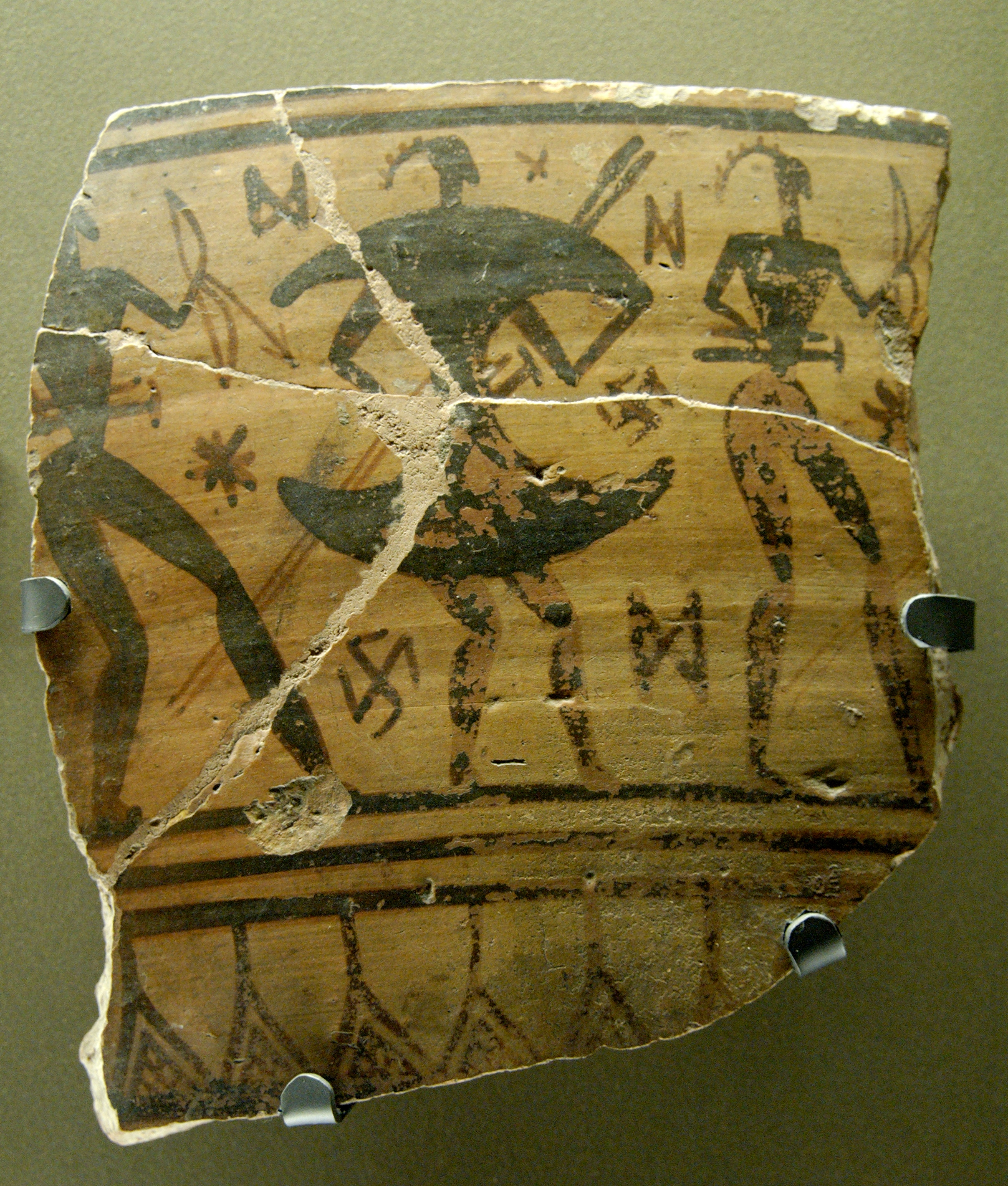
Guerrers grecs en un fragment de ceràmica de figures negres atribuït al Mestre del Dípilon. Cap al 760 aC

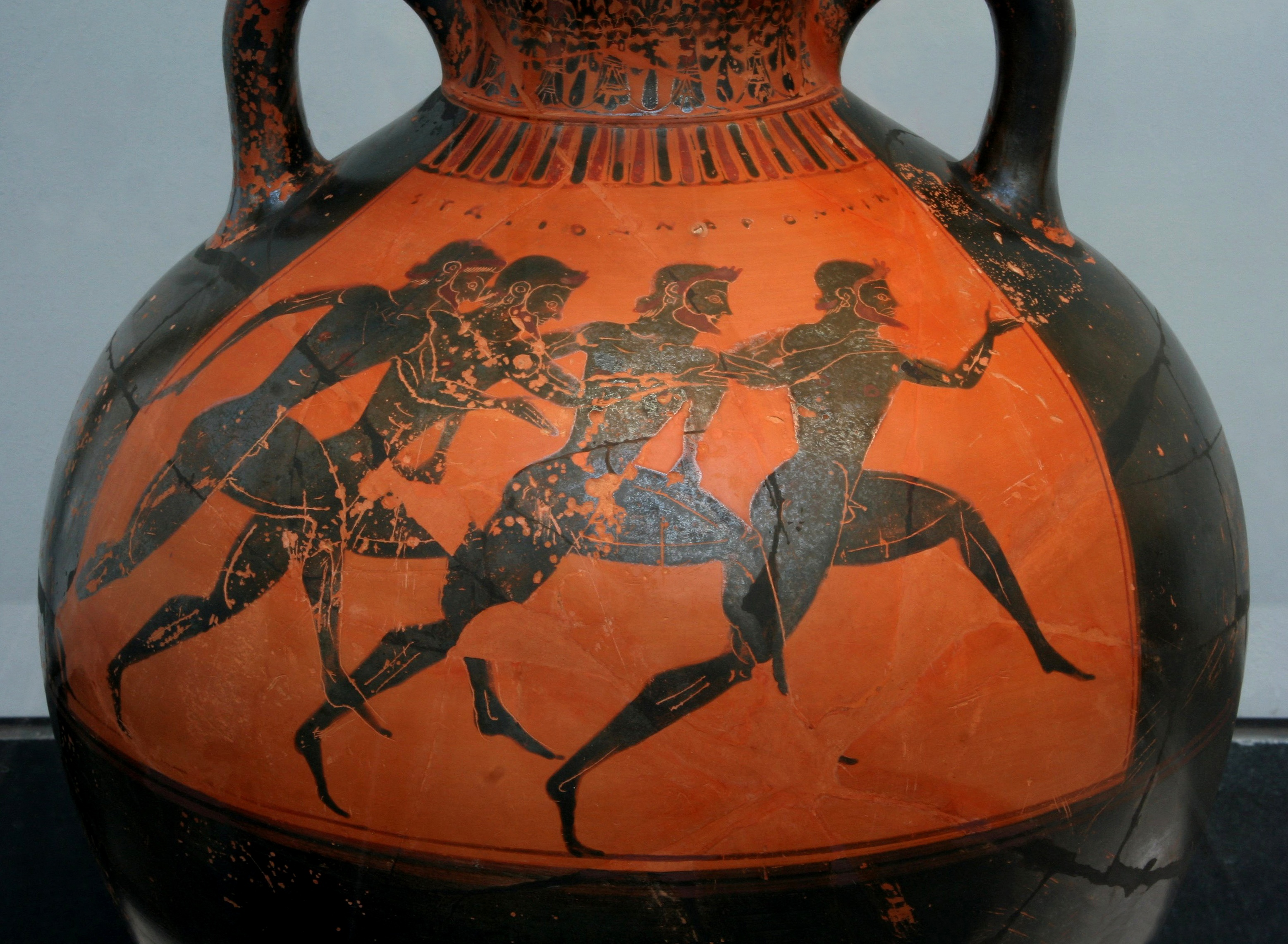
Amphoreús (αμφορεύς —Per ser transportades en ambdós costats del vaixell-, d'on prové el mot català «àmfora») de ceràmica de figures negres que representa una carrera dels Jocs Panatenàics. Cap al 530 aC

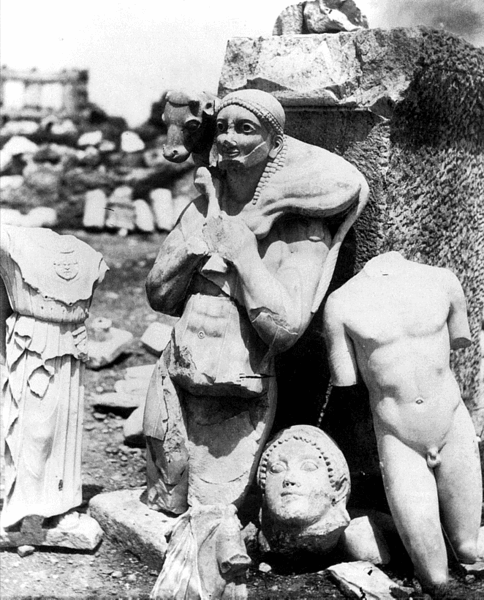
Escultures del període arcaic (entre elles el Moscòfor) trobades durant les excavacions de l'Acròpolis d'Atenes (fotografia de 1886).

Època arcaica és un període de la història de l'antiga Grècia amb la qual la historiografia distingeix l'etapa en la qual l'Hèl·lade (Ἕλλάδα) va sortir del període anterior l'edat fosca, caracteritzada per la distribució de l'espai hel·lènic entre tribus indoeuropees que parlaven  distintes variants de la futura llengua grega - aqueus, jonis,doris, eolis, arcadis, superposats sobre els prehel·lènics pelasgs -, que van introduir l'edat del ferro enmig d'una total absència de fonts escrites i una dràstica ruptura cultural enfront de la civilització micènica, la fi de la qual segueix sent objecte de debat) i es van conformar els trets de la civilització grega, que quedarà plenament cristal·litzada en la posterior època clàssica. Entre els segles VIII i VI aC es van desenvolupar les ciutats estat gregues o polis (plural invariable en català, en grec: singular polis, πόλις, i plural poleis, πόλεις), que fins i tot es van expandir per tota la Mediterrània mitjançant la colonització. Malgrat la gran fragmentació política, els grecs van construir una identitat comuna enfront d'altres pobles de l'Antiguitat, de la qual van adquirir una consciència vigorosa, evidenciada en les manifestacions culturals i artístiques i en una peculiar cosmovisió que s'ha interpretat com a tensió entre l'apol·lini i el dionisíac.
Convencionalment l'inici de l'època arcaica s'estableix a la primera Olimpíada (Ὀλυμπιάς, còmput del temps en períodes de quatre anys que comença amb la celebració dels primers Jocs Olímpics, 776 aC); mentre que el final el marca la Revolta Jònica (dècada del 490 aC), quan els grecs de la costa d'Àsia Menor van demanar l'ajuda de les ciutats de Grècia continental per frenar l'expansió de l'Imperi Persa, fet que va desembocar en les guerres mèdiques (492-490 i 480-479 aC).
Abans de l'època arcaica els grecs habitaven en petites comunitats agropecuàries aïllades pel seu accidentat medi físic: curull de valls a l'interior, i amb un litoral retallat, ple de caps, golfs i illes. Tot i la pobresa del sòl i l'aridesa, es van donar creixements demogràfics i progressos socioeconòmics que van impulsar a les petites aldees originàries a unir-se en entitats més grans. Aquest procés, anomenat synoikismos (συνοικισμóς -'cohabitació', 'compartir l'oikos, la «casa»' -), va donar lloc al naixement de les polis. Alhora, s'establiren llocs de culte religiós, compartits per comunitats molt més allunyades entre si, mitjançant l'amfictionia (ἀμφικτιονία -'construir junts'-); la qual cosa va anar conformant pràctiques polítiques per a tota mena de relacions, pacífiques i hostils, com la simmachia (συμμαχία -'lluitar junts'-), la koinon (κοινόν -'comú'-, traduït habitualment com a «lliga»),l'hegemonia (ἡγεμονία), l'equilibri de poders, la política de blocs, etc.
Paral·lelament, la pressió demogràfica i la prosperitat econòmica mal repartida van provocar una conflictivitat social que va tenir, bàsicament, dues vàlvules d'escapament: la colonització de la Mediterrània i les reformes sociopolítiques internes protagonitzades per legisladors i tirans.
Després de segles d'oblit de l'escriptura lineal micènica, els grecs van tornar a ser un poble històric en adoptar l'alfabet fenici i adaptar-lo al seu idioma amb l'alfabet grec, els primers testimonis del qual apareixen cap al segle viii aC (Copa de Nèstor, Inscripció del Dípilon).A partir de la poesia oral que té les seves arrels en segles anteriors, en aquesta època es van compondre per escrit les principals creacions de la literatura grega: els dos poemes homèrics, la Ilíada i l'Odissea (l'autoria i la ubicació temporal dels quals han estat objecte de debat des de l'Antiguitat, i encara ho segueixen sent), que van fixar els mites ancestrals dels herois de l'edat del bronze, en textos que no es van acabar de fitxar fins al segle vi aC (probablement per iniciativa de Pisístrat)i la seva difusió va ser crucial per a la conformació de la civilització grega en el seu conjunt, i per a la pervivència d'aquesta a la civilització occidental.

## La colonització de la Mediterrània

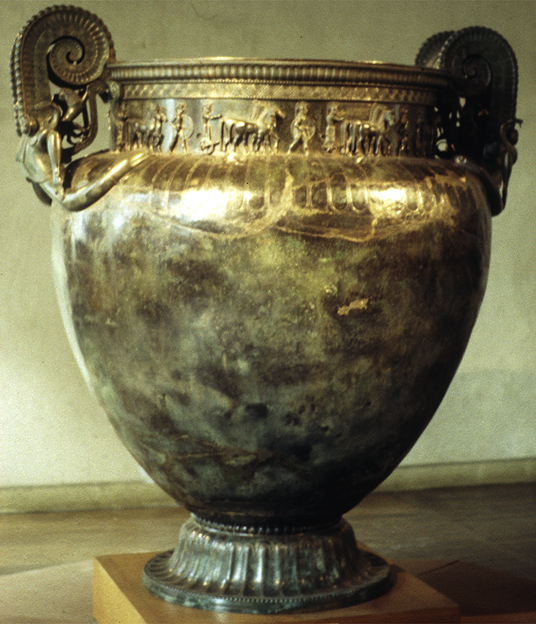
Crater (κρατήρ - "mesclador" - paraula de la qual venen "crater" i "cràter") de bronze realitzat per un artesà laconi, trobada a Vix (nord-oest de l'actual França), una zona molt allunyada de la Mediterrània, prova de l'extensa difusió de les manufactures gregues. Vers el 530 aC.
Els craters eren recipients de gran capacitat (1100 litres en aquest cas) on es barrejava el vi amb aigua i espècies (era considerat propi de bàrbars el beure el vi sense barrejar). Les libacions col·lectives formaven part essencial de la vida social (simposion συμπóσιον - "beure junts" -). Molts altres tipus de recipients, habitualment de ceràmica, eren necessaris per a la sofisticada cultura grega del vi (οἶνος, oinos). Les àmfores servien per al transport i la conservació de l'oli d'oliva, una altra de les bases agrícoles de la cultura grega. La base de l'alimentació de l'antiga Grècia, el pa, molt sovint no era l'artos (ἄρτος, de blat, reservat per les lleis de Soló per a les festivitats), sinó el maza (μᾶζα, d'ordi). La resta d'aliments es coneixien amb el nom d'opson (ὄψον.

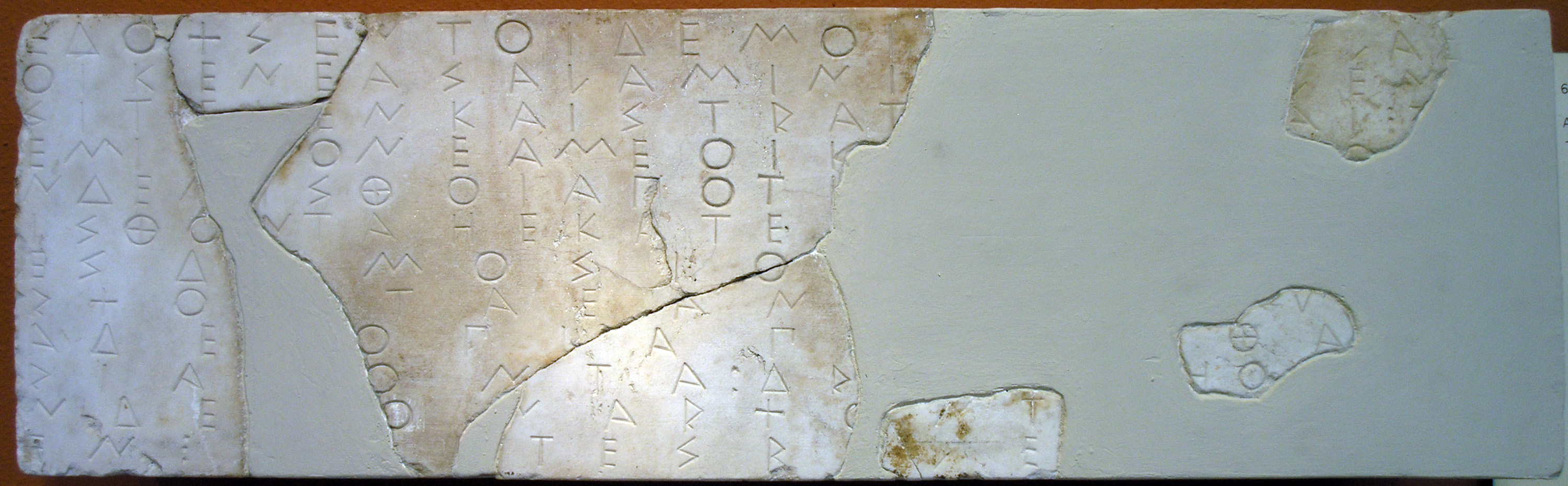
Reglament dels klērouchos (κληροῦχος) de Salamis (Salamina). Vers el 510 aC

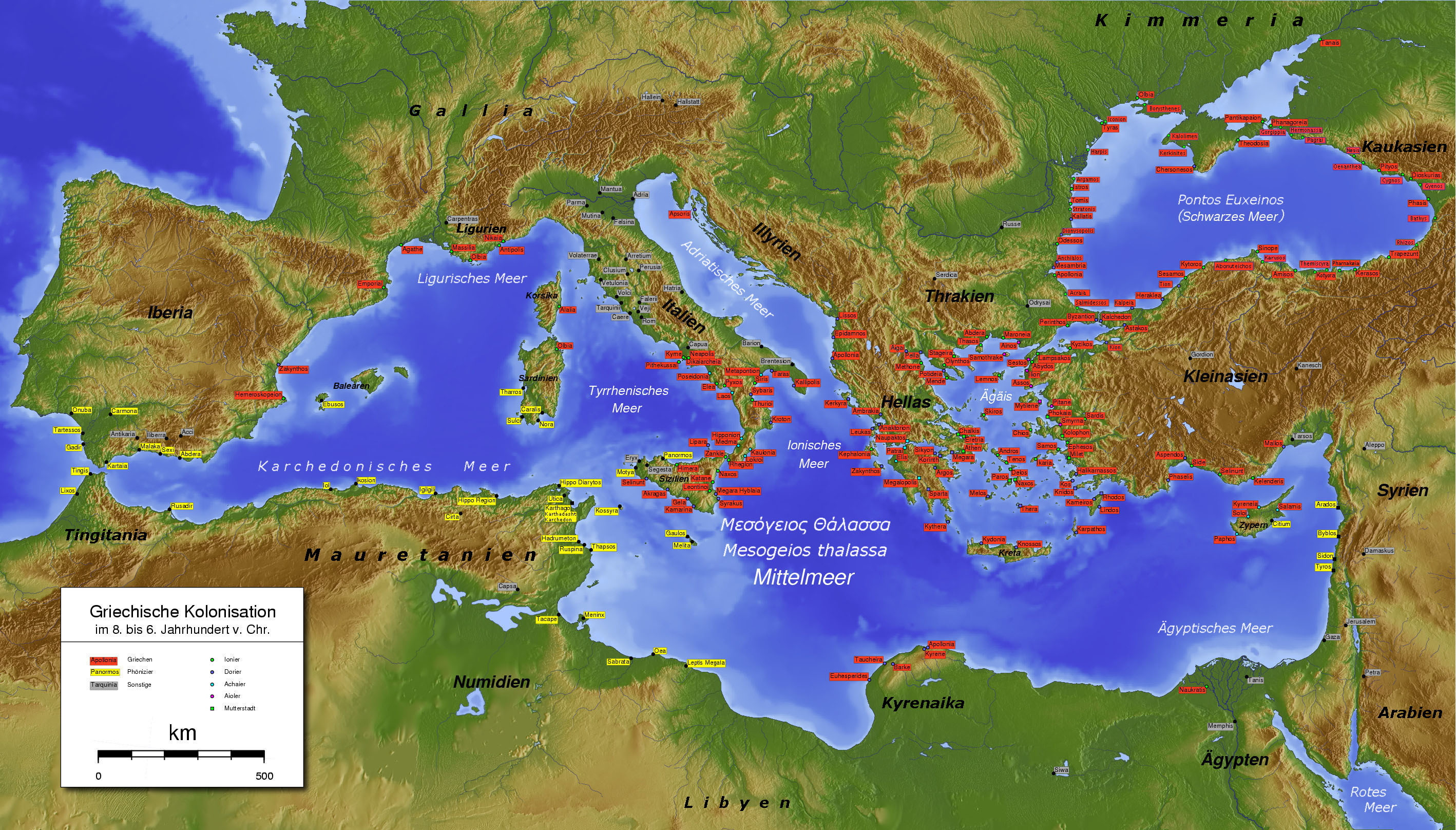
Les colònies gregues (en vermell) enfront de les colònies feno-púniques (en groc).

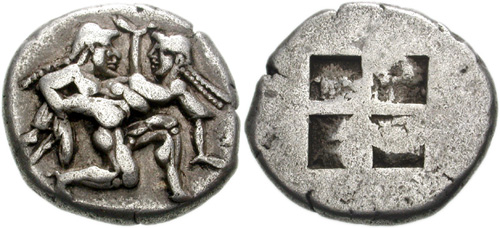
Estatera (στατήρ - "pes" -, "estàter") de 9,31 g de plata de Thasos, de la primera meitat del segle V aC

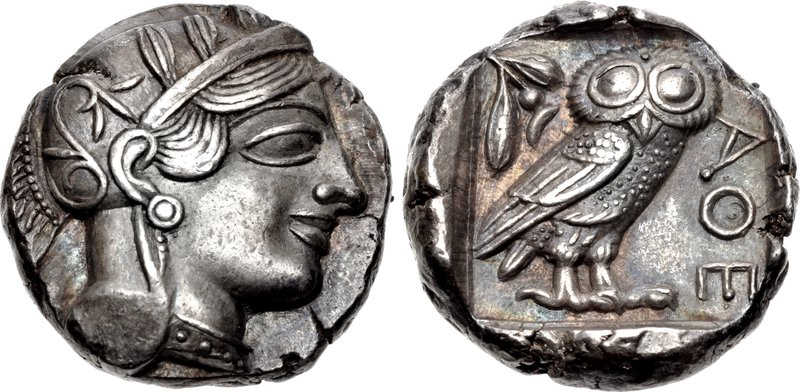
Tetrádrakmon (τετράδραχμα - "4 dracmes" -, "tetradracma") de 16,85 g. de plata d'Atenes, del segle V aC (Dissenys similars, amb l'efígie d'Atenea i els seus símbols iconogràfics - les fulles d'olivera i l'òliba -, s'utilitzaven des del segle anterior).

### Antecedents
Al principi de l'època arcaica les àrees ocupades per grecs presentaven una sèrie de variants dialectals. La distribució d'aquests dialectes ha suggerit que en segles anteriors (a l'edat fosca) i al llarg de dates no ben precisades s'havia produït una sèrie de migracions de doris, jonis i eolis, en alguns casos a zones ja habitades per grecs en època micènica.
Els doris havien ocupat part del Peloponès, les illes del sud de les Cíclades, Creta, el Dodecanès i diverses ciutats del sud d'Àsia Menor (Halicarnàs, Cnidos).
Els jonis, des del Àtica (segons la tradició, dirigits pels descendents del rei Codros d'Atenes), s'havien desplaçat a les Cíclades (exceptuant les de més al sud) i al centre de la costa asiàtica de l'Egeu que va passar a dir-se Jònia (la Dodecàpolis -'dotze ciutats'-: Focea, Clazòmenes, Teos, Lebedos, Colofó, Efes, Èritres, Priene, Miüs i Milet, juntament amb les illes de Quios i Samos).
Els eolis, per la seva banda, s'havien dirigit des Beòcia i Tessàlia a la part nord d'Àsia Menor (d'Esmirna fins a Tènedos - Pítane, Mirina, Larisa, Temnos, Nòtion -), així com a l'illa de Lesbos. Es dona la circumstància que en la majoria dels llocs de fora de Grècia continental ocupats pels jonis i els eolis no hi havia assentaments grecs preexistents.
Per la seva banda, l'illa de Xipre, que presentava una variant dialectal diferent, anomenada grec arcadoxipriota, havia estat ja hel·lenitzada cap al segle xii aC.

### La colonització de l'època arcaica
A partir del segle viii aC (el de la primera Olimpíada), estaven ben establertes les rutes comercials entre l'Hèl·lada i el Llevant mediterrani, dominades pels fenicis (grec antic: Φοίνικες, Phóinikes 'vermells' o 'porpres', pel tint que produïen i que constituïa bona part de les exportacions), que estaven fent valer la seva empremta cultural entre els grecs (com ho testimonia el mateix alfabet). A partir de llavors va començar un fort procés colonitzador, que va ser protagonitzat tant per polis de la Grècia continental com per les insulars i les asiàtiques. En la fase que es pot delimitar entre el segle viii aC i la primera meitat del vii aC, destaca l'absència de protagonisme de ciutats importants: ni àtics ni beocis van fundar colònies en aquesta ocasió, i els espartans només una. Van ser sobretot polis dinàmiques, enfrontades físicament al mar i sense possibilitats d'expansió territorial (Corint, Calcis, Erètria, Milet, Focea, Rodes).
Davant la pressió demogràfica i la difícil vida en un entorn físic limitat, la sortida natural dels grecs amb menys possibilitats econòmiques fou l'emigració, en expedicions navals organitzades per un ecista (οἰκιστής), de col·lectius més o menys nombrosos, als quals fins i tot s'impedia per la força tornar a la polis d'origen si fracassaven en el seu intent. Quan els expedicionaris tenien èxit, i trobaven un lloc propici per al seu assentament, fundaven colònies de diferents característiques (ἀποικία, apoikia 'habitar lluny', colònies urbanes, especialment les més antigues; ἐμπόρια, empória  'mercat', petites factories i llocs d'intercanvi; κληρουχία kleroukhía  'repartit en sorts', les més recents, especialment les creades amb propòsits militars) que mantenien vincles de dependència religiosa, comercial (fins i tot monetària després de la difusió de la moneda -es calcula que, dels dos milers de polis, la meitat van emetre moneda en algun moment-) i molt habitualment llaços polítics d'aliança amb la seva regió d'origen: la ciutat-mare o metròpolis.
L'expansió es va dur a terme en diverses fases i diferents direccions. Una d'elles va ser vers del nord-est, per la península Calcídica (anomenada així per Calcis, lloc de procedència dels seus colons), Tasos, Tràcia, el Pont Euxí ('mar hospitalari', la mar Negra) i els seus accessos (Bizanci, Calcedònia, Sinope, Quersonès).
L'expansió envers el Mediterrani occidental comportà la formació d'una pròspera regió, anomenada Magna Grècia (Μεγάλη Ἑλλάς), completament hel·lenitzada, al sud de la península itàlica (Cumes, Tarant, Règion, Síbaris, Partènope) i Sicília (Naxos, Siracusa, Catana, Leontins).
Els grecs van arribar fins a la península Ibèrica, on van entrar en contacte amb el mític rei Argantoni de Tartessos (el qual, vers el 600 aC va rebre cordialment una expedició focea); i van xocar amb els interessos d'un altre poble en plena expansió comercial: els fenicis, especialment els de la principal colònia d'aquests (Cartago), i arribaren a l'enfrontament militar (batalla d'Alàlia, 537 aC). Es van fundar importants colònies gregues al sud de l'actual França (Massàlia) i a la costa mediterrània de la península Ibèrica (Empòrion i Rode).
La navegació de l'època arcaicava incloure el mític periple d'un grup de grecs de Massàlia per l'Ocèan, les costes atlàntiques del nord d'Europa, que, recollit en fonts romanes, es coneix amb el nom de periple massaliota.
Cap al sud, a l'antic Egipte la presència de grecs era immemorial, especialment a la zona del delta del Nil, tot i que la reivindicació d'haver fundat Heliòpolis o Sais és més aviat llegendària, lligada al mite de l'Atlàntida; és més evident, per contra, l'origen de Nàucratis com una concessió als mercenaris grecs per part del faraó. També hi va haver una àmplia zona de colonització grega a la costa de l'actual Líbia (Cirene).
El creixent comerç grec consistia en l'intercanvi de manufactures d'alta qualitat provinents de Grècia (ceràmiques, bronzes, teixits, perfums, joies, oli, vi) per matèries primeres de les colònies (cereals i metalls).

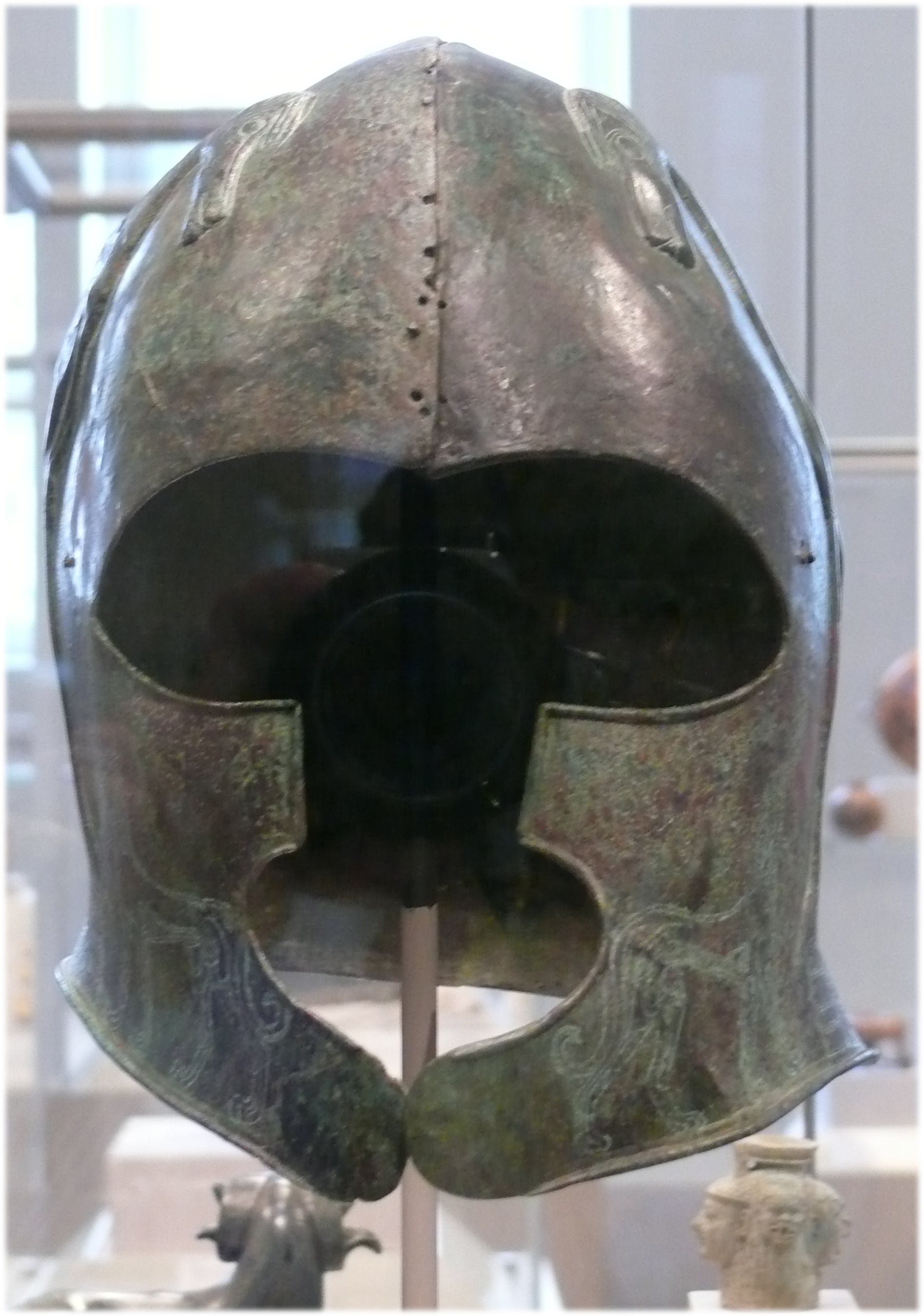
Elm de bronze. Creta, segle VII aC

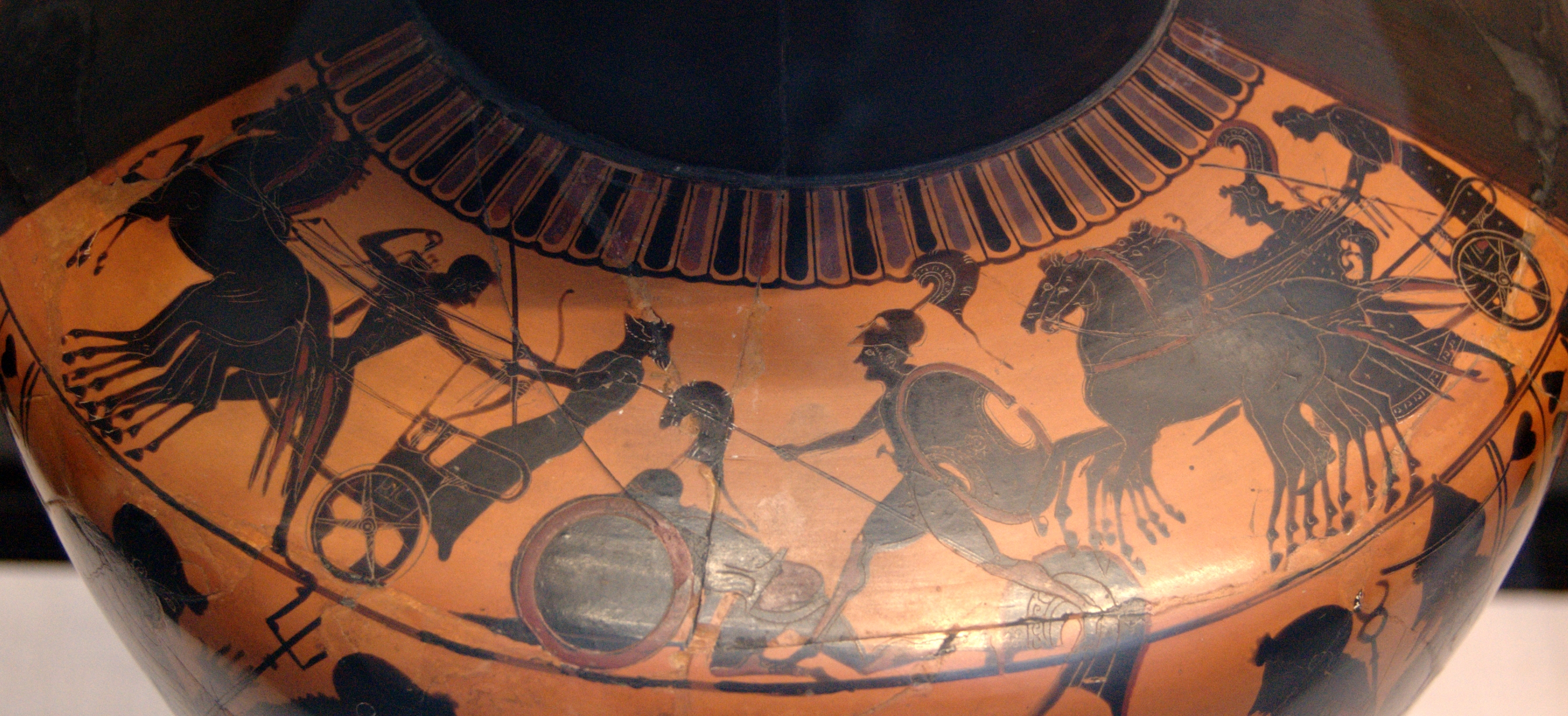
Àmfora de ceràmica de figures negres, del Pintor d'Antimenes que representa una escena de la guerra de Troia, cap a 510 aC

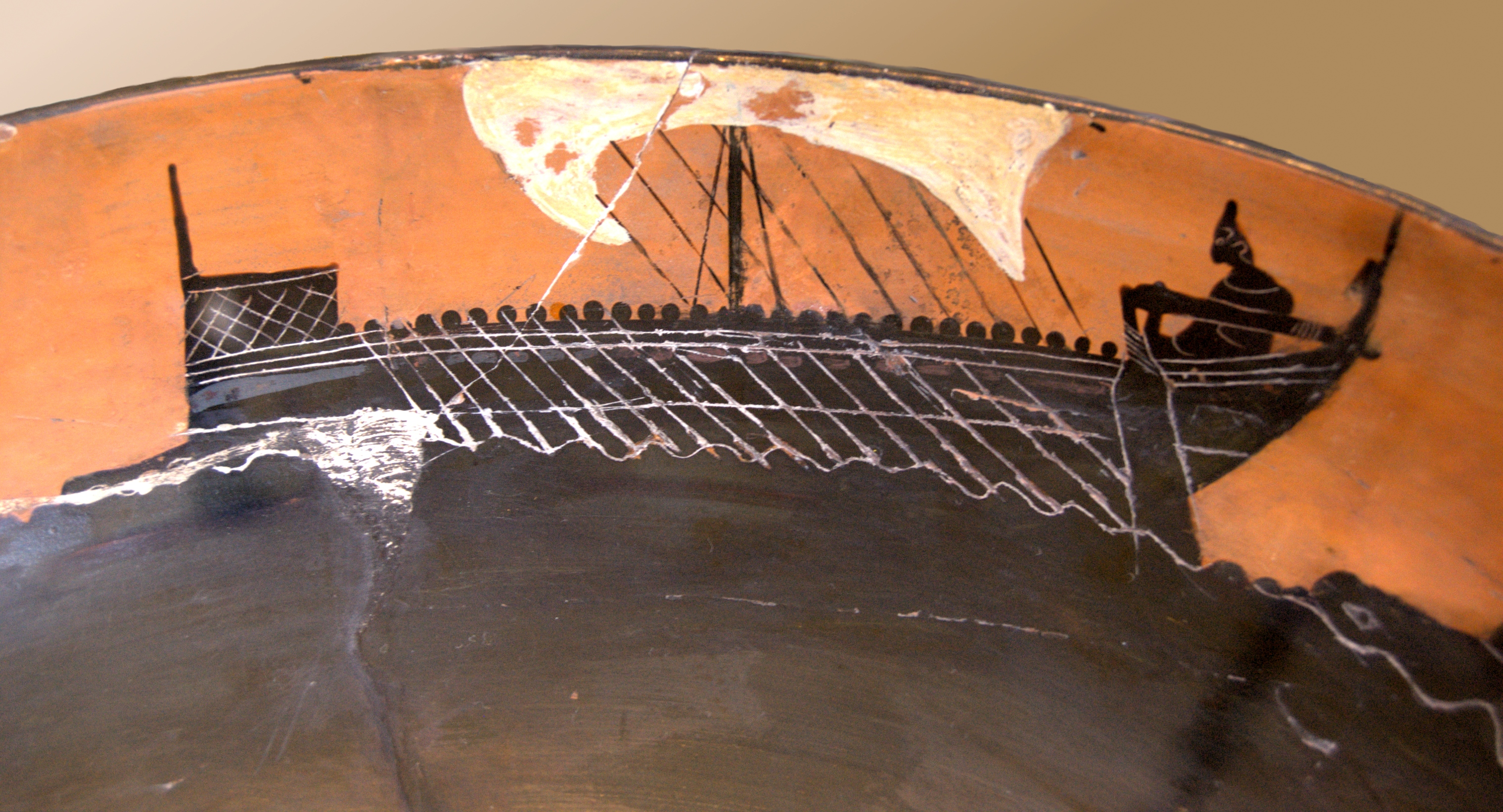
Cílix de figures negres que representa vaixells grecs, cap al

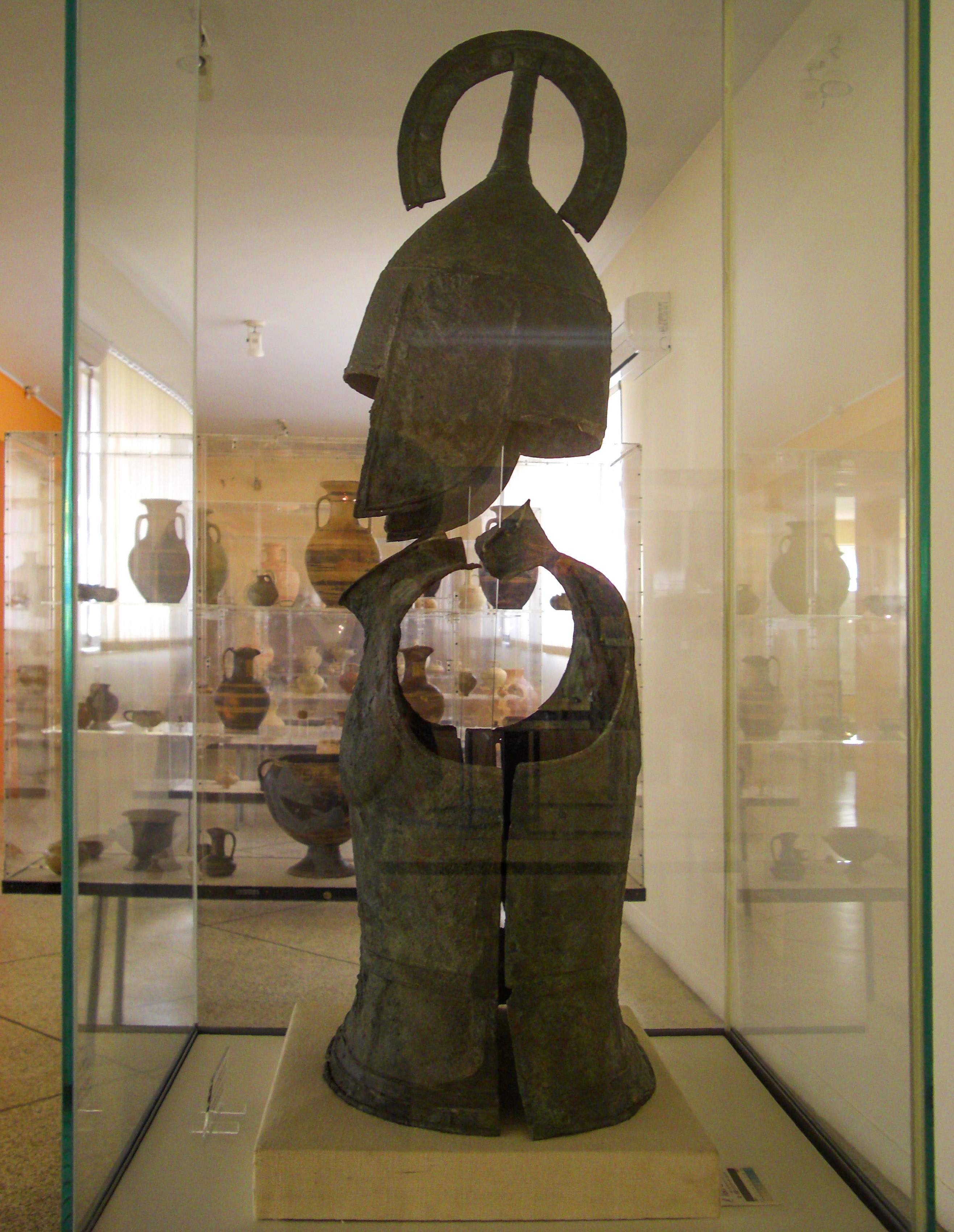
Armadura d'hoplita trobada a Argos.

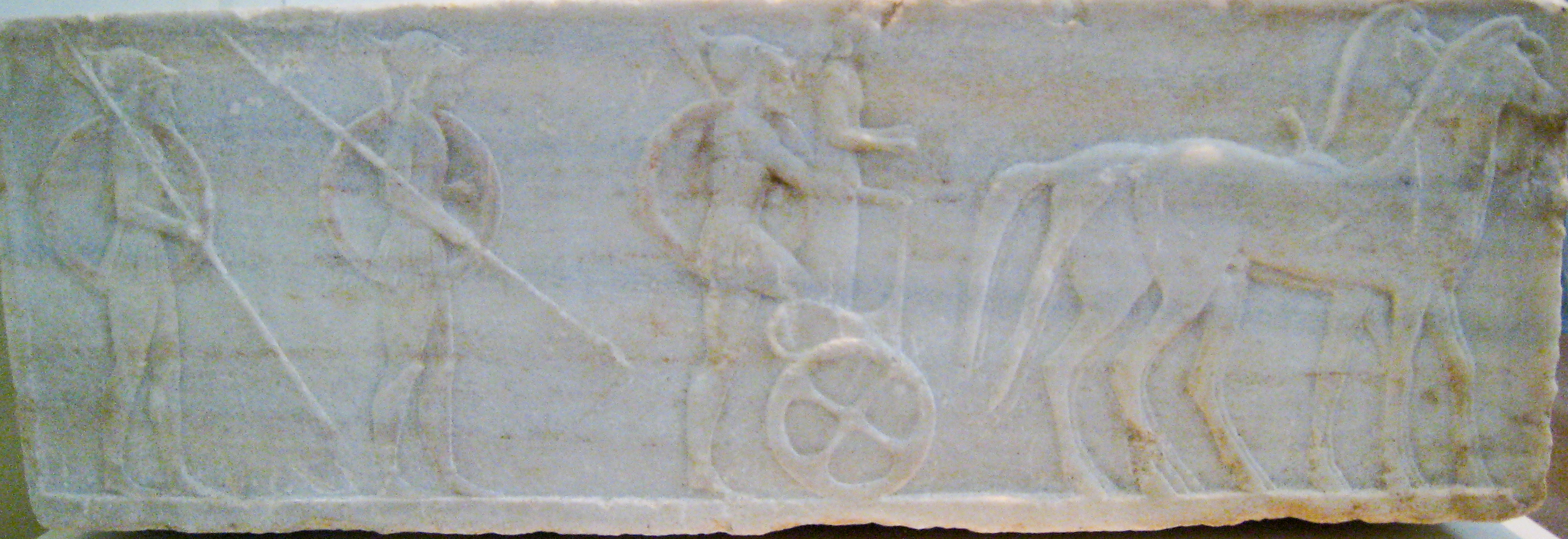
Hoplites i carro de guerra en el fris del pedestal d'un curos. Cap al 510 aC

## Conflictes militars
| «                       | οἱ μὲν ἰππήων στρότον οἰ δὲ πέσδων, οἰ δὲ νάων φαῖσ΄ ἐπὶ γᾶν μέλαιναν ἔμμεναι κάλλιστον͵ ἔγω δὲ κῆν΄ ὄτ- τω τις ἔραται• (...) τᾶς κε βολλοίμαν ἔρατόν τε βᾶμα κἀμάρυχμα λάμπρον ἴδην προσώπω ἢ τὰ Λύδων ἄρματα καὶ πανόπλοις πεσδομάχεντας. Hi ha qui diu que un exèrcit, o una tropa de cavallers, o una flota, és la cosa més bonica del món; per mi, en canvi, és el que estimes. voldria veure el seu pas adorable i l'espurneig radiant dels seu rostre molt més que els carros lidis i el soldats amb totes les armes.. | » |
| — Safo de Lesbos, 27-D. | |   |

Les civilitzacions de l'Edat Antiga consideraven la guerra com una activitat no només inevitable, sinó honrosa, i fins i tot bella; i la que estaven construint els grecs de l'època arcaica no va ser una excepció: la Ilíada, el seu text més prestigiós, glorificava valors castrenses com el valor, el sacrifici o la companyonia, sense oblidar-se de mostrar, al seu costat, tota mena de misèries i crueltats. La major part dels enfrontaments bèl·lics foren guerres civils dins de cada polis i guerres entre dues o més polis gregues, que superaven l'enorme atomització política amb tota mena d'aliances (anfiktionia, simmachia, koinon). La consciència del risc d'aniquilació mútua va portar  l'establiment de tota mena de limitacions rituals de la capacitat destructiva la guerra.
La vulnerabilitat de l'espai grec enfront de les invasions va produir un generalitzat emmurallament de les ciutats (excepte Esparta, que es vantava de no necessitar-les),i l'opció d'Atenes per un poder naval (thalassokratia θαλασσοκρατία - "domini del mars" -) que va demostrar ser eficaç.
La guerra terrestre va començar sent la descrita a la Ilíada: un enfrontament individual de campions que eren transportats al camp de batalla en carros de guerra (ἅρμα, harma), portant un caríssim equipament militar i cavalls (que no es muntaven, sinó que s'usaven com a tir, dirigits per un auriga), només accessible als més poderosos (l'aristocràcia). La democratització de les polis també va significar la democratització de la guerra, i es va formar una unitat militar excepcional: la falange (φάλαγξ, Phalanx), basada en un soldat d'infanteria amb equipament més accessible, l'hoplita (ὁπλίτης hoplites), que combatia en formació tancada, al costat dels seus conciutadans. La instrucció militar era una part essencial en l'educació de la joventut (ἔφηβεια ephebeia, ἀγωγή agogé).
| « | D'aquesta manera, es va fer amo de totes les ciutats gregues d'Àsia, i les va obligar a pagar-li tribut; després de la qual cosa [Cres] començà a pensar en construir vaixells, i atacar els illencs. Ja ho tenia tot a punt per començar la construcció, quan Biant de Priene (o, segons diuen altres, Pítac de Mitilene) va posar fi al projecte. El rei feu preguntar a aquesta persona, que havia arribar darrerament a Sardes, si hi havia alguna notícia de Grècia; a la qual cosa va respondre: "Sí, senyor, els illencs estan aplegant deu mil cavalls, estant preparant una expedició contra vós i contra la vostra capital". Cres, pensant-se que parlava de debò, va exclamar: «Tant de bo que els déus inspiressin als illencs el pensament d'atacar els fills dels lidis amb la cavalleria!» «Sembla ser, oh rei,» va replicar l'altre, «que vós desitgeu ferventment atrapar els illencs a cavall en terra ferma - vós sabeu bé el que podria resultar d'això. I doncs ¿què penseu vós que desitgen més els illencs, en sentir que aneu a crear aquestes naus, sinó poder atrapar els lidis a alta mar, i venjar així els greuges que esteu fent als grecs del continent, tractant-los com a vassalls i fins i tot com a esclaus? » Cres es va mostrar encantat amb aquest gir del discurs; i pensant que hi havia força raó en allò que s'havia dit, va renunciar a la construcció naval i va concloure una lliga (tractat) d'amistat amb els jònics de les illes. | » |
| — Heròdot, Històries, Llibre I, XXVII. El text fou escrit a la segona meitat del segle V aC. L'episodi narrat es localitza a mitjan segle vi aC. | |   |

| Cavalls i cavallers | |   |
| Tot i que les lleis de Soló van formar la classe dels hippeis (ἱππεῖς, el plural de hippeus) conformada pels ciutadans que podien subministrar un cavall de guerra, la utilització de la cavalleria no va tenir importància fins a l'època d'Alexandre el Gran (finals del segle iv aC). Tot i que la cria de cavalls (hippotrophia ἱπποτροφια) era considerada un tret aristocràtic, l'ús d'aquests per a la munta era considerada en la Grècia arcaica una habilitat fora del comú, pròpia de acròbates o de domadors, i combatre a cavall era considerat menys digne que fer-ho a peu. En canvi, els tracis, aliats dels troians es presenten a la Ilíada com a experts genets: un epítet homèric associat als tracis és hippopólon (ἱπποπόλων - "pastors de cavalls", traduït també com a "destres genets" -). Als troians, i especialment a Hèctor, se'ls caracteritza com a hippodámoio (ἱπποδάμοιο - "domadors de cavalls" -), mentre que per a alguns dels grecs s'utilitza l'epítet de hippokéleuthe (ἱπποκέλευθε - "menador de cavalls", traduït també com a "auriga" -). \| « \| Tens potser fretura de l'or que pugui portar-te qualque troià domador de cavalls, vingut des de Troia. (...) Feu, l'auriga cinglà els destres de belles crineres vers els navilis balmats i els cavalls amb deler van volar-hi. \| » \| \| — Homer, Ilíada, cant II, 229-230 i cant XI, 280-281.[28] \| \| \| | |   |
| « | Tens potser fretura de l'or que pugui portar-te qualque troià domador de cavalls, vingut des de Troia. (...) Feu, l'auriga cinglà els destres de belles crineres vers els navilis balmats i els cavalls amb deler van volar-hi. | » |
| — Homer, Ilíada, cant II, 229-230 i cant XI, 280-281. | |   |

## Conflictes socials i polítics

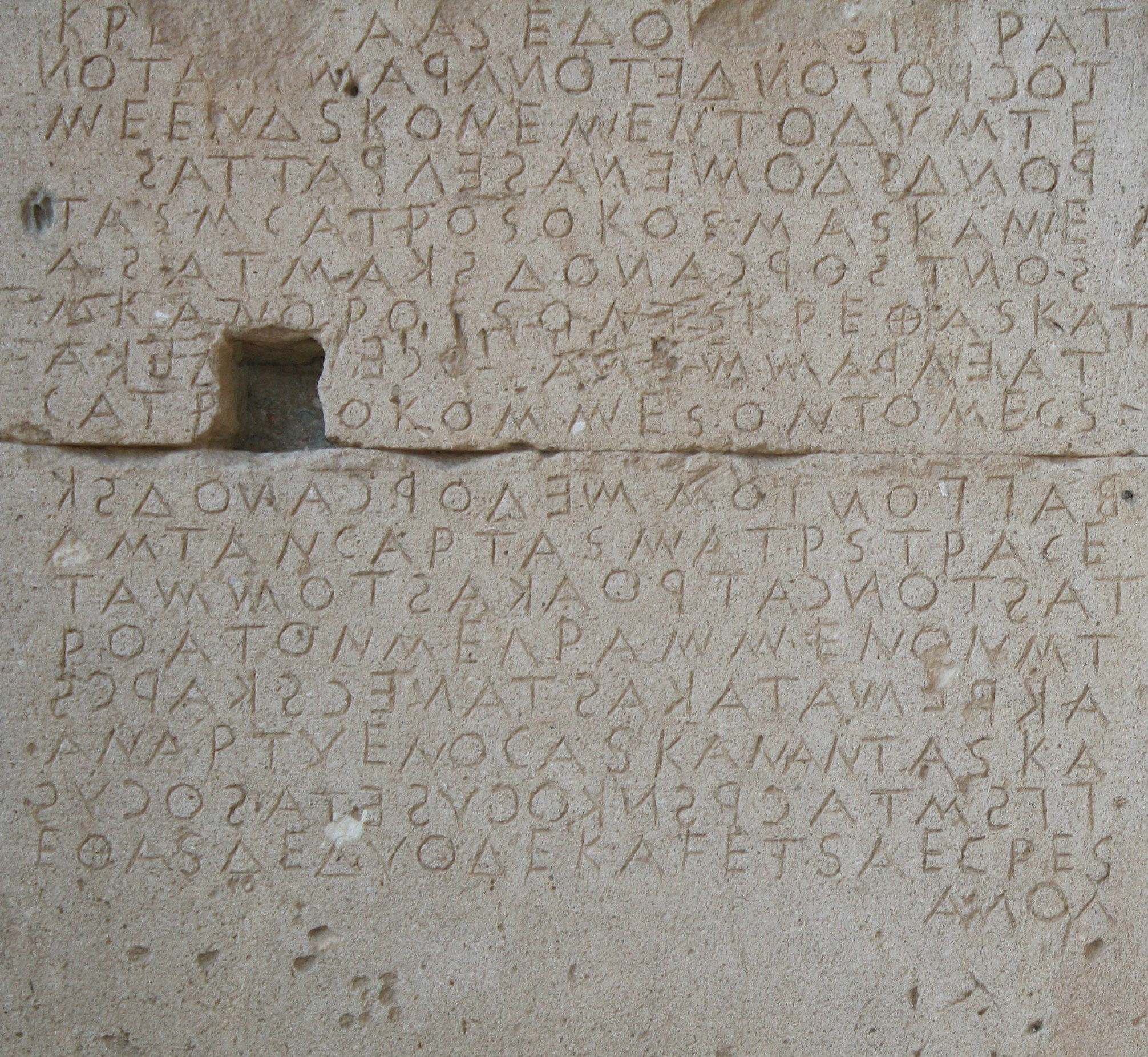
Lleis de Gortina, d'època arcaica (.), Inscrites en pedra en estil bustrofedon a mitjans del segle V aC.

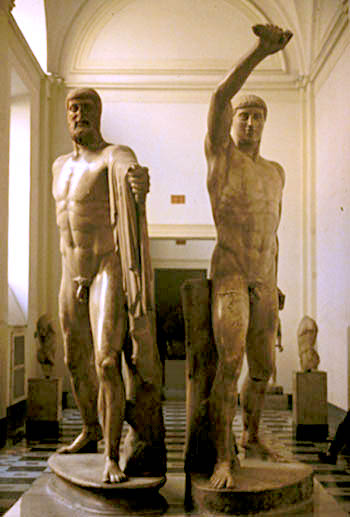
Tyrannoktónoi (Τυραννοκτόνοι - "els matadors del tirà" o "els tiranicides" -). Harmodi i Aristogitó van assassinar el tirà Hiparc (fill de Pisístrat) l'any 514 aC., I van ser morts per això (en l'acte Harmodi, i Aristogitó després de ser torturat). Les estàtues en el seu honor, encarregades a Antenor per Clístenes, van ser erigides el 509 aC, després de la deposició de Hípies (germà d'Hiparc). Destruïdes en la invasió persa (480 aC.), es van realitzar de nou, per Críties i Nesiotes, cap a l'any 477 aC

Originàriament, cadascuna de les polis era governada per un rei (basileós, βασιλεύς), tot i que el poder efectiu estava a les mans d'una poderosa classe dirigent de famílies nobles, que mantenien una altíssima opinió de si mateixes (aristoi, ἄριστοι - "els millors" -, d'àrete, αρετή - "excel·lència", "perfecció" o "virtut" -, eupatrídai, εὐπατρίδαι - "els ben nascuts" -, kaloi kagathoi, καλοὶ κἀγαθοί -"Els bells i els bons" -) i exercien una veritable oligarquia (ὀλιγαρχία - "govern d'uns pocs" -) o aristocràcia (ἀριστοκρατία, aristokratia- "govern dels aristoi" -) sobre una base popular de pagesos i artesans (demos, δῆμος- "poble"-), als quals es consideraven destinats a dirigir. Les alteracions d'aquest ordre sociopolític tradicional, especialment les que pretenien equiparar hoi polloi (οἱ πολλοί- "els molts" -) davant de hoi oligoi (οἱ ὀλιγοί - "els pocs" -) eren vistes com una subversió del propi ordre moral, que només podria provenir de hoi kakoi (οἱ κακοί - "els dolents" -).
Els reis van anar desapareixent, i foren substituïts per magistrats elegits (arconts ἄρχοντες -de ἀρχή, "govern" -), en totes les polis, excepte Esparta i Argos. Els aristoi mantenien els seus privilegis gràcies a la possessió de grans propietats territorials i a la seva funció militar (prestigiada per la seva identificació amb els herois mítics -ἥρως- i la possessió d'un car equipament d'armes, carros i cavalls, inaccessible als altres), que els permetia enriquir-se i consolidar el seu poder mitjançant les contínues guerres entre polis i famílies rivals, que els proporcionaven botí de guerra i esclaus ( doulos, δοῦλος). La pressió de l'aristocràcia sobre els camperols era tan gran que molts s'endeutaven, perdien les seves terres i s'arruïnaven fins al punt de veure's obligats a emigrar o convertir-se en esclaus. A poc a poc es va anar conformant un mode de producció esclavista. La navegació no era una novetat, però es va intensificar de forma notable juntament amb els intercanvis comercials, que van incorporar la recent innovació de la moneda, cada vegada eren més dinàmics i es realitzaven a major distància. Una nova classe mitjana de comerciants i naviliers enriquits (no pocs d'ells aristòcrates) cada vegada tenia més pes en la vida socioeconòmica dels principals centres portuaris.
| «                                  | ὠς γὰρ δήποτ' Ἀριστόδαμον φαῖσ' οὐκ ἀπάλαμνον ἐν Σπάρται λόγον εἴπην, χρήματ' ἄνηρ, πένιχρος δ' οὐδ' εἲς πέλετ' ἔσλος οὐδὲ τίμιος Aristodem no va parlar nèciament un cop a Esparta quan va dir "Els diners fan l'home", i cap pobre no és noble ni tingut en honor". | » |
| — Alceu de Mitilene, fragment 360. | |   |

Els canvis socials anaven tensant les antigues estructures polítiques, i es produïen continus enfrontaments interns dins de cada polis i entre unes polis i d'altres, en el que s'ha anomenat stasis (στάσις).Des de mitjans del segle vii aC van anar apareixent aristòcrates conscients de la necessitat d'aplicar idees diferents a l'organització sociopolítica tradicional. Els més prestigiosos han passat a la història com a legisladors (νομοθέτης - nomothetes -), molts d'ells mitificats, com Licurg d'Esparta. Les successives reformes legislatives dels atenesos Dracó, Soló i Clístenes van institucionalitzar un complex sistema polític conegut com a isonomia (ἰσονομία - "igualtat davant la llei"-) o democràcia (δημοκρατία -el "govern del demos"-). Els més injuriats han passat a la història com a tirans  (τύραννος), terme avui carregat de connotacions pejoratives, però que en l'època designava els líders populars d'origen aristocràtic que no aconseguien el poder mitjançant la llei (nomos, νόμος), pels procediments tradicionals ni per dret de naixement, sinó mitjançant revoltes populars, cops d'estat, intervencions estrangeres o intrigues palatines; i es mantenien en ell, bé per la legitimitat d'exercici que els donava el seu prestigi i influència en les capes populars, els interessos que defensaven (o almenys deien defensar, amb postures demagògiques -δημαγωγία, demagògia: "guiar el demos" -, que s'oposaven als abusos oligàrquics emprenent reformes de contingut igualitarista), o bé per la continuïtat en la imposició per la força, la repressió i la intimidació.
Tirans famosos pels seus èxits socials i polítics van ser Fidó d'Argos (el més antic dels tirans, que va introduir a Argos, per primera vegada a Grècia, la formació militar clau de l'antiguitat: la falange hoplítica, que "va democratitzar" la defensa de la polis -cap al 720 aC-),Cípsel de Corint, Polícrates de Samos i Pisístrat d'Atenes. Els tirans van afavorir el comerç a llarga distància i van eximir els petits camperols de pesades càrregues impositives. Alhora van reorganitzar les institucions polítiques, i van impulsar la participació ciutadana, sense que això signifiqués concedir cap mena de dret a grans capes de la població, als quals no es concedia cap mena de drets polítics: les dones, els metoikos (μετοίκος, metecs - "estrangers" -, molt abundants en moltes ciutats) i els esclaus. El sistema social espartà era moltíssim més rígid, regulat per la Megale Retra (Μεγάλη Ῥήτρα - "gran dit" o "gran proclamació", ja que se suposava pronunciat per l'oracle de Delfos a petició de Licurg-) amb els homoioi (ὅμοιοι - "iguals" - o espartiotes -σπαρτιάται-) a la cúspide (però subjectes a fortíssimes restriccions socioeconòmiques), els periokoi (περίοικοι - "al voltant de la casa" -, periecs) com a classe mitjana sense drets i els ilotes o eilotes (εἵλωτες - "provinents d'Helos" o bé "els que han estat capturats" -) com a camperols reduïts a una forta servitud, encara que no esclaus.

## Pensament, cultura i art
El desenvolupament econòmic, social i polític va tenir el seu reflex en el món de la cultura i de l'art, fins al punt que les manifestacions intel·lectuals que caracteritzen el període han permès a la historiografia de qualificar-lo amb denominacions espectaculars, com ara "renaixement del segle VIII","renaixement arcaic" o "revolució arcaica".

### Estil arcaic

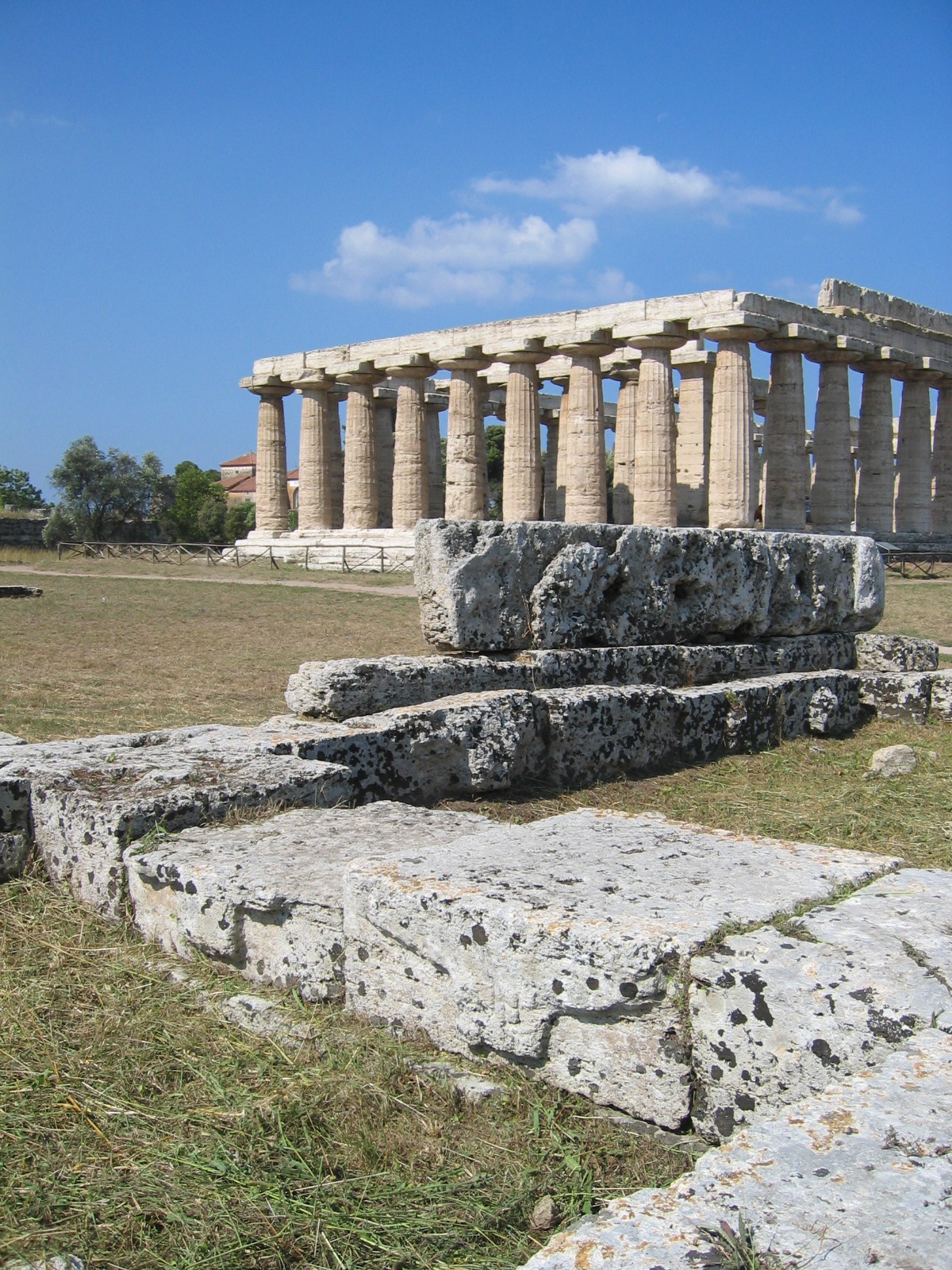
L'Heraion de Posidònia, un temple grec d'ordre dòric, en una ciutat de la Magna Grècia coneguda posteriorment pel nom romà de Paestum. Vers el 550 aC.

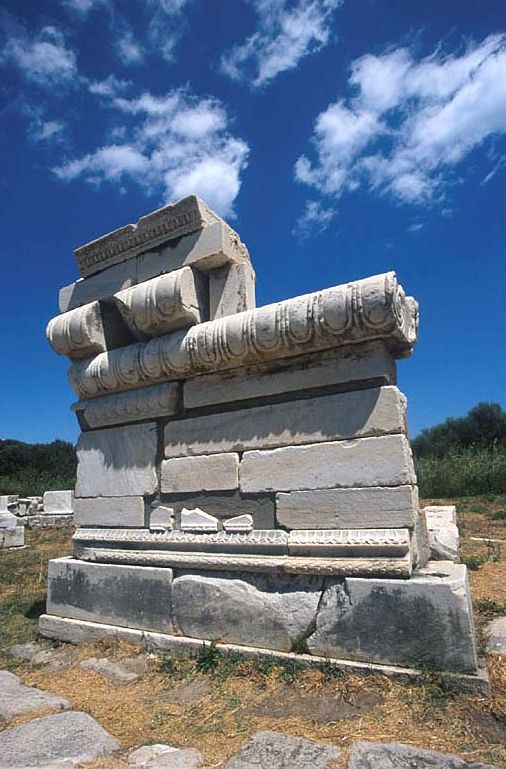
Elements arquitectònics de l'Heraion de Samos, un santuari les construccions inicials del qual daten del. L'edifici principal, de Recos i Teodor de Samos (mitjans del VI aC), Es considera el primer gran temple d'ordre jònic; va ser destruït per un terratrèmol deu anys després de la construcció.

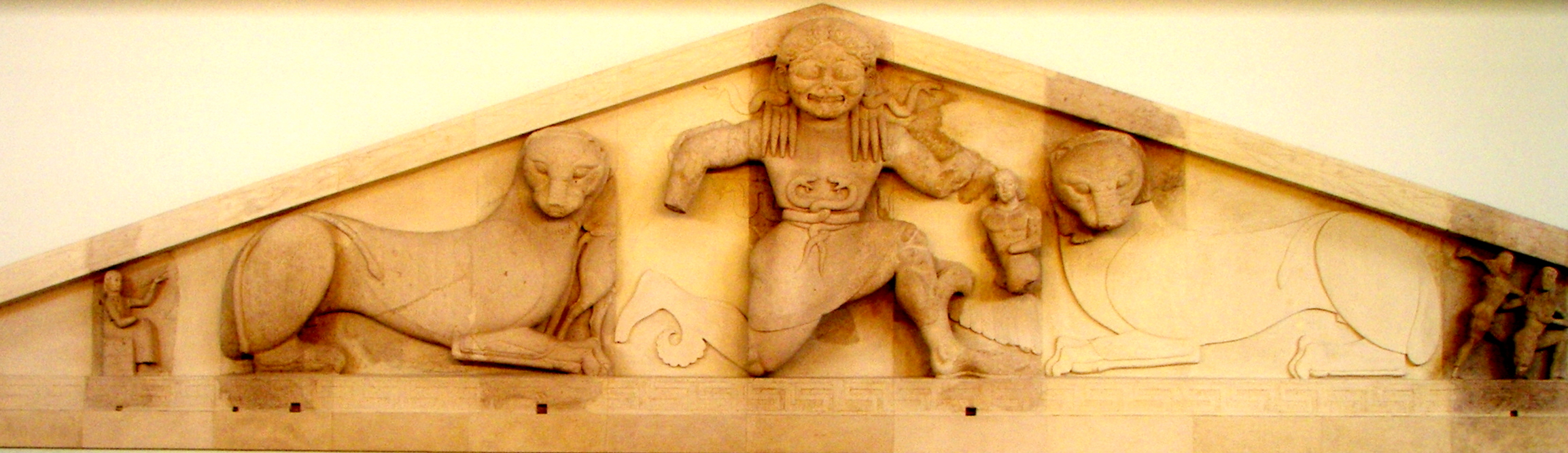
Frontó del temple d'Artemisa a Còrcira (Corfú), amb gòrgona flanquejada per lleons. Vers el 580 aC.

#### Arquitectura

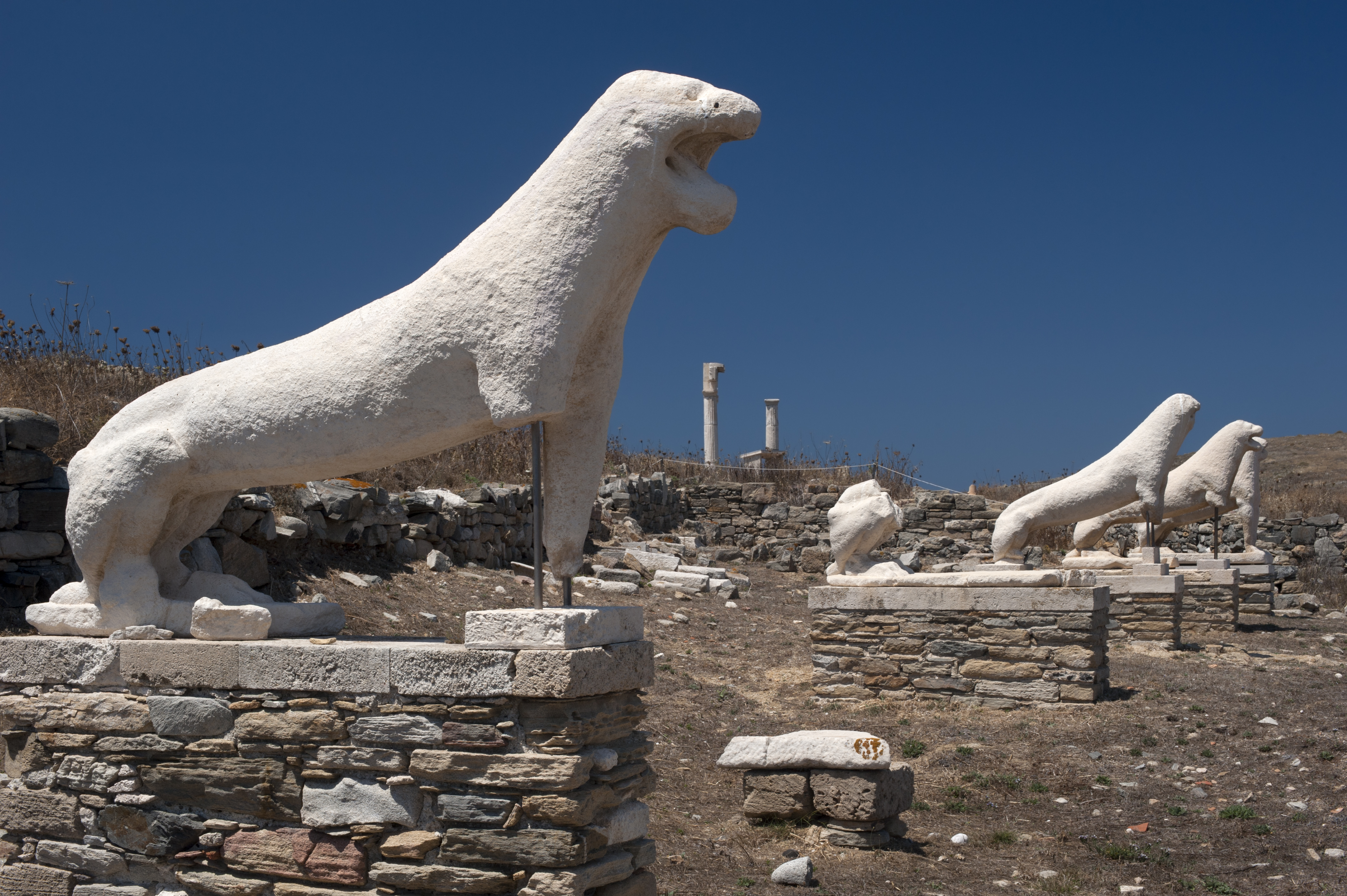
Terrassa dels lleons de Delos. Cap al 600 aC.

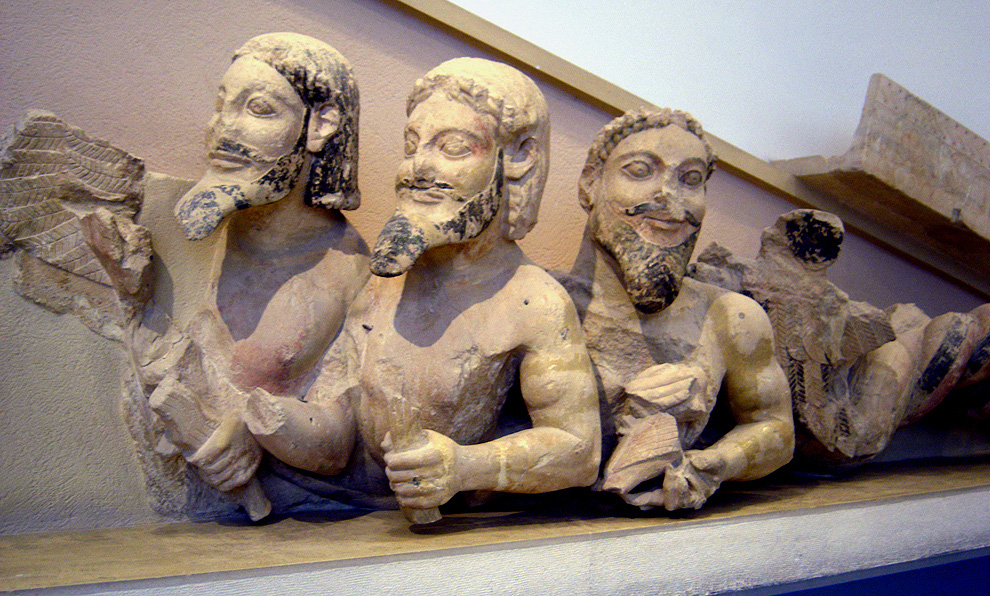
Monstre de tres caps i cua enroscada que s'ajusta a l'extrem dret d'un frontó (a l'Hekatómpedon o en algun altre temple destruït de l'Acròpolis d'Atenes).

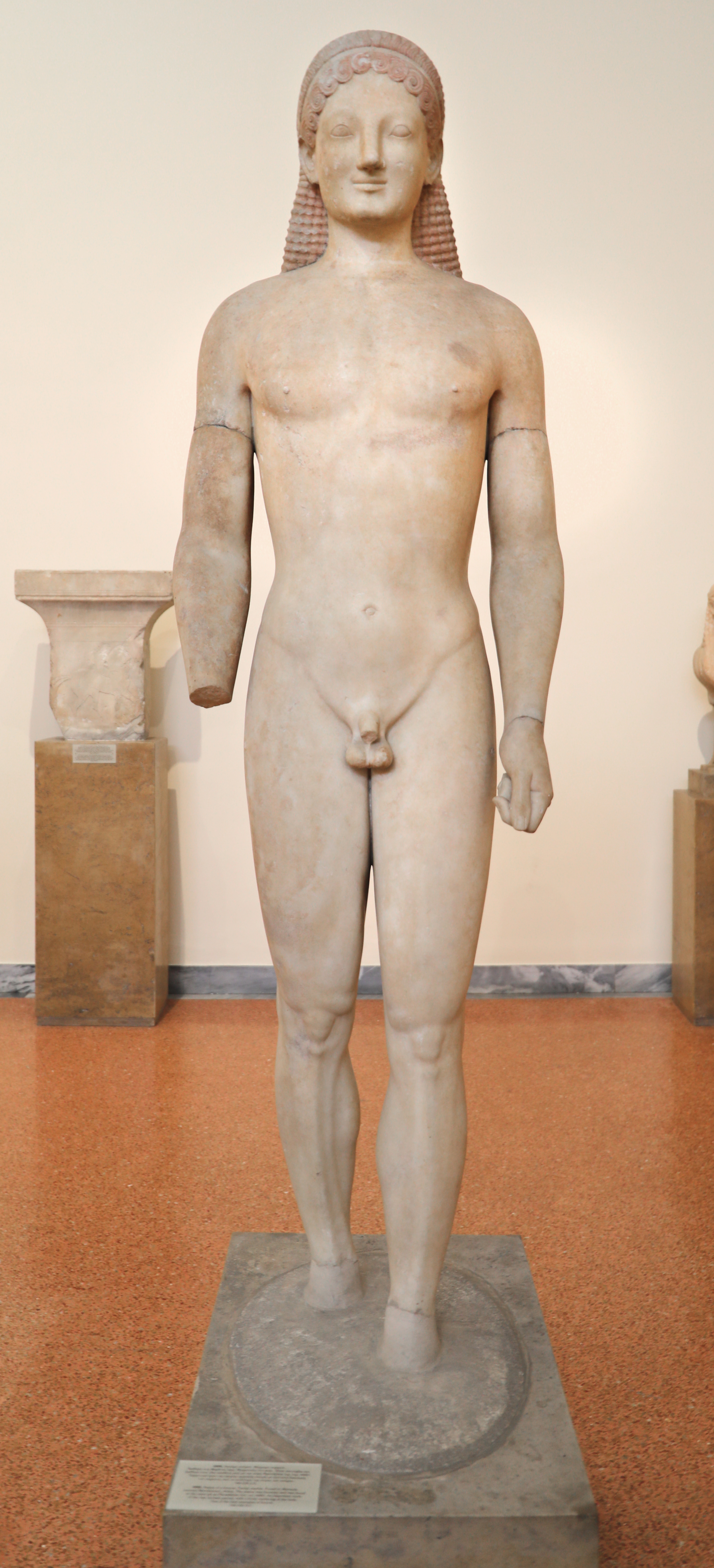
Curos trobat a Merenda. Cap al 540-530 aC. Al fons, una figura d'esfinx (sphinx) similar, però a escala reduïda, a la que, com a ofrena de Naxos, s'aixecava sobre una monumental columna jònica al santuari de Delfos (Esfinx de Naxos).

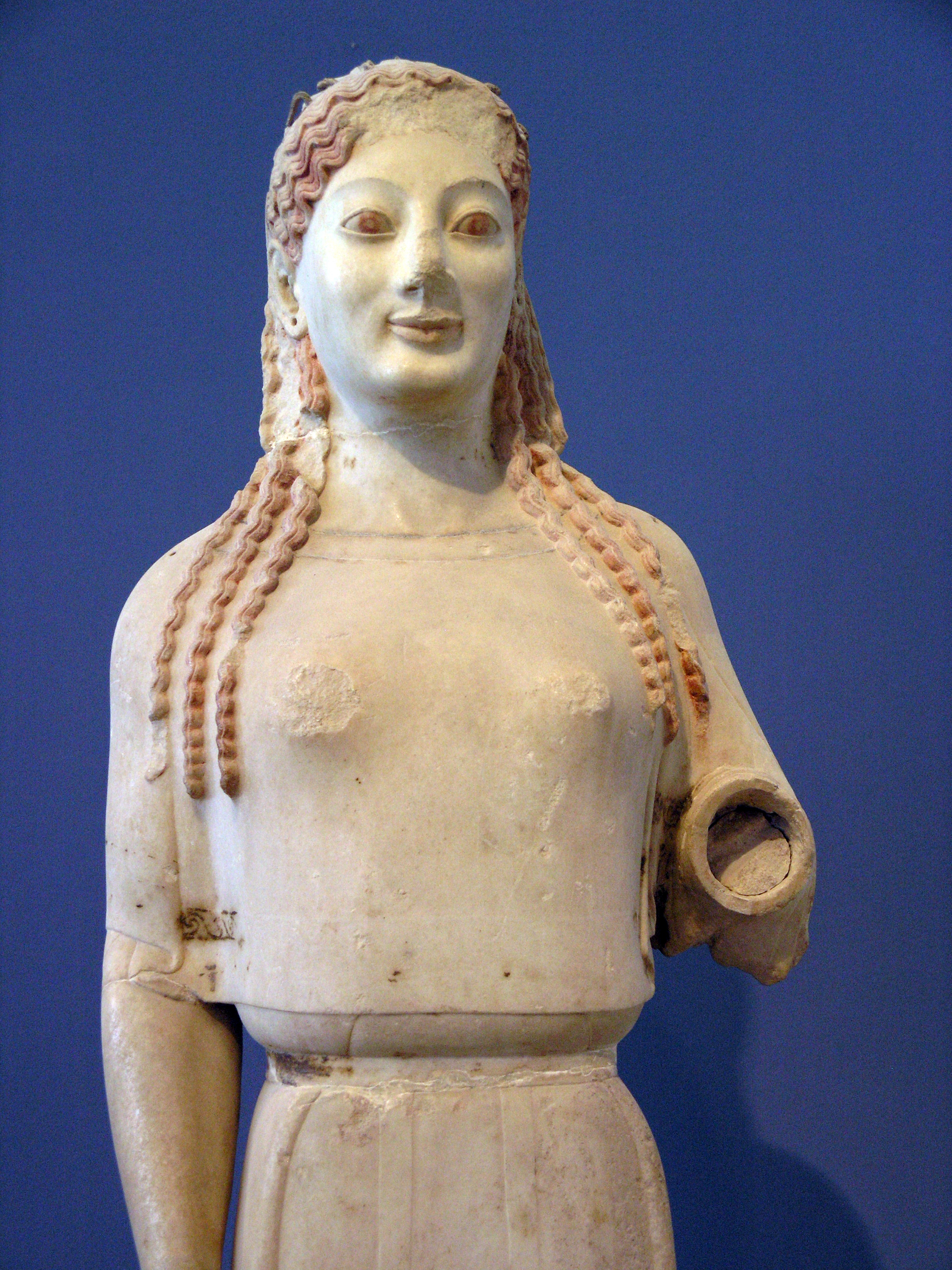
Kore anomenada peplòfora, trobada a l'Acròpolis d'Atenes. Cap al 530 aC.

L'arquitectura grega va fixar les formes del temple, que es va anar desenvolupant en les acròpolis (ακρόπολις) o ciutadelles elevades de cada ciutat; així com en els santuaris panhel·lènics. Els pròpiament panhellenikós (πανελληνικός - "de tots els grecs" -), celebraven jocs (agones ἀγώνες - "contesa", "desafiament", "disputa" -), on competien atletes i aurigues en representació de les seves polis, en una sublimació de la violència en el sagrat que convertia els vencedors en herois o semidéus, de manera que adquirien el dret a ser representats en estàtues; i acumulaven boníssimes ofrenes, guardades en luxosos edificis, aixecats a costa de cada polis (els thesauros θησαυρός). Tot i que hi havia molts altres jocs en honor d'altres divinitats o en altres polis (com els Panatenaics d'Atenes), se'n destacaven quatre, no pel premi ofert (unes olives, o una corona de fulles de llorer), sinó pel prestigi que donava la concurrència periòdica (cada dos o quatre anys) de gent de tota l'Hèl·lade: el d'Apol·lo a Delfos (on se celebraven els Jocs Pítics i es trobava el manteio -μαντείο, l'oracle de la Pitia -, que en l'època arcaica va superar en prestigi al molt més antic oracle de Dodona), el de Zeus a Olímpia (del qual només queden ruïnes, on se celebraven els Jocs Olímpics), el de Posidóa Ístmia (del que només queden els fonaments, on se celebraven els Jocs Ístmics) i el de Zeus a Nemea (del que queden unes restes d'època hel·lenística, on se celebraven els Jocs Nemeus). Sense ser estrictament  panhel·lènics , també van aconseguir un enorme prestigi a tota l'Hèl·lade altres santuaris: el d'Hera a Samos (Ἥραιον, Heraion, el primer gran exemple d'ordre jònic - Recos i Teodor de Samos -, on se celebrava l'enigmàtica hierogàmia ἱερός γάμος) o el d'Artemisa a Efes (Ἀρτεμίσιον, Artemision, el segon gran exemple de l'ordre jònic, que va entrar al catàleg de les set meravelles del món antic ).

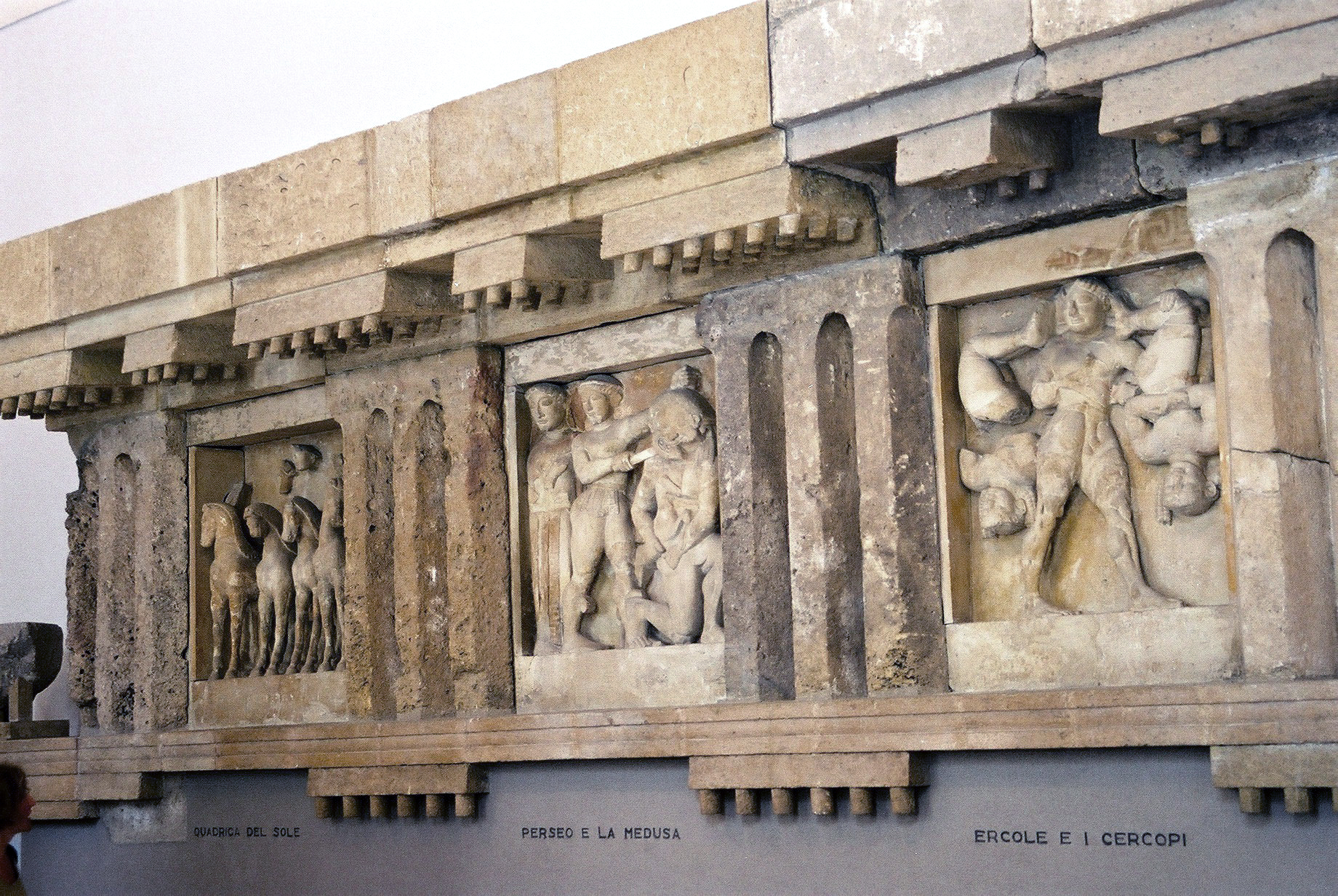
Tríglifs i mètopes del fris del Temple C de Selinunt, dedicat a Posidó. Vers el 580 aC. Les escultures representen el carro d'Hèlios, la decapitació de Medusa per Perseu (que porta les sandàlies alades - talària en llatí, arbulóptera άρβυλόπτερα en grec- i el pétasos πέτασος d'Hermes) i a Hèracles capturant els Cercops.

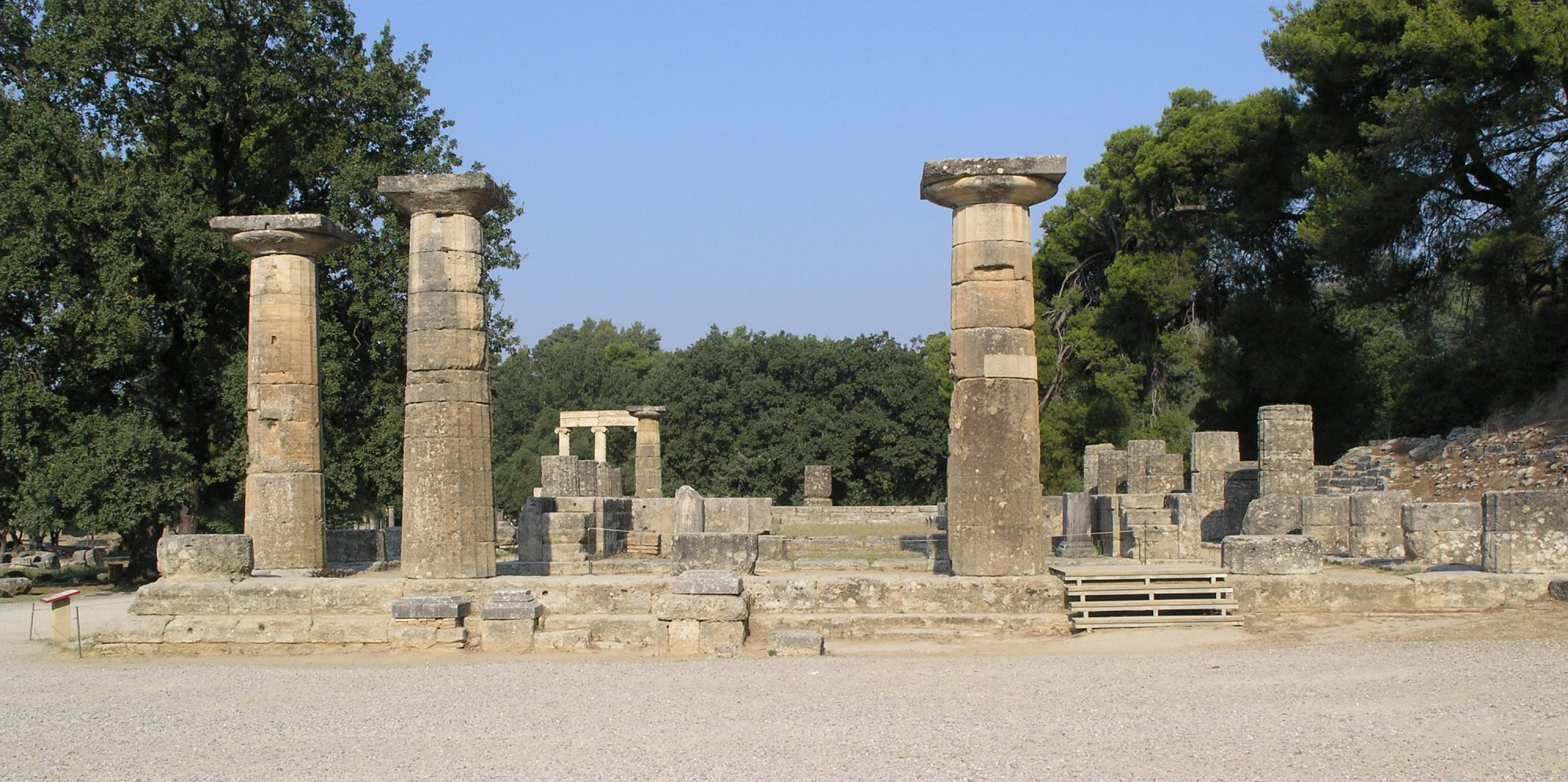
Restauració de les ruïnes del temple d'Hera a Olímpia. Es va destruir en un terratrèmol al, i no es va reconstruir.

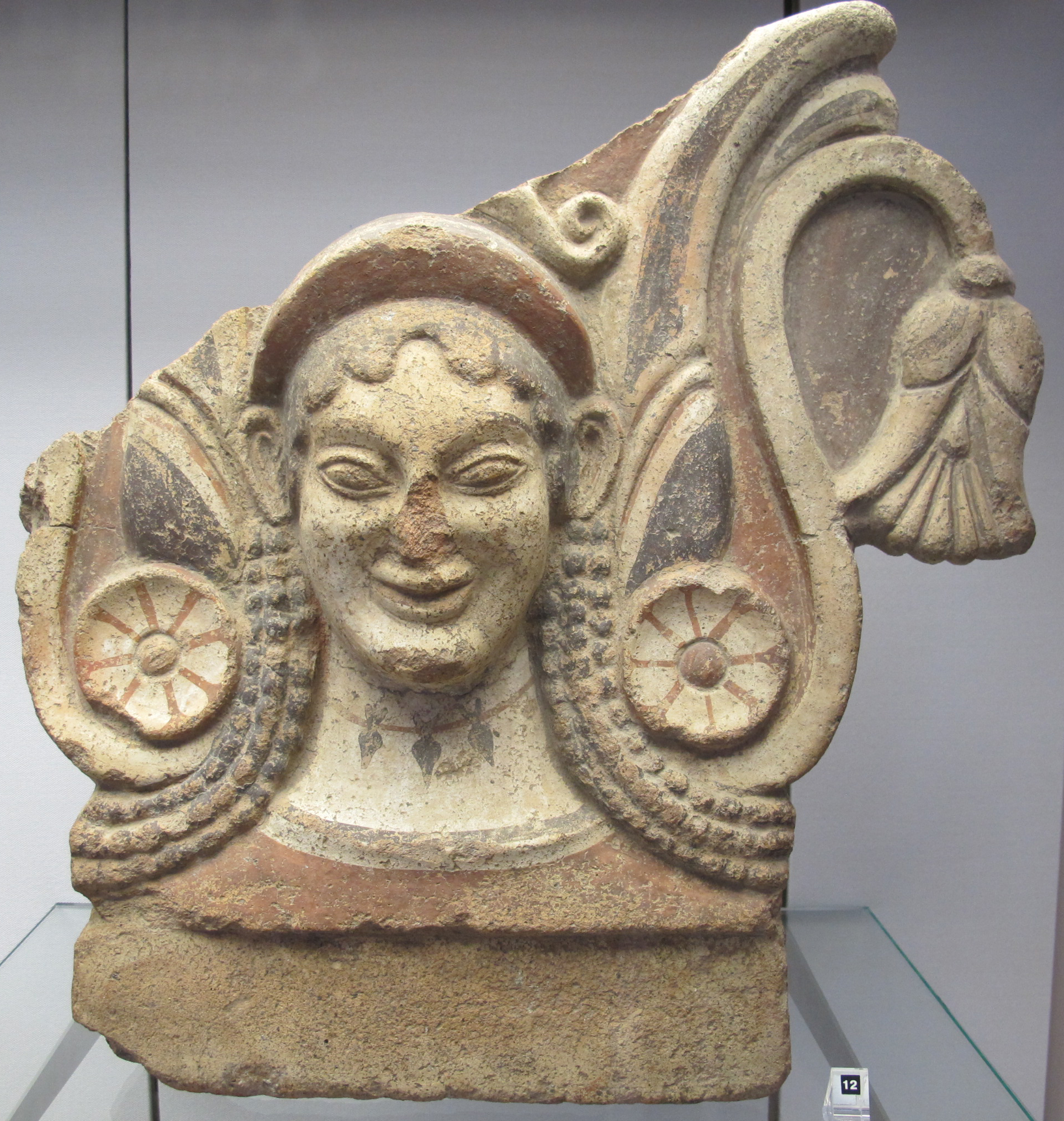
Antefixa (remat de la teulada) d'un temple grec de Campània, amb la figura d'una mènade. Segle VI aC

La llista dels temples importants seria inacabable (temple de les Muses a Helicó -de fet, tot l'mont Helicó estava dedicat a elles, igual que el Parnàs, però d'un manera més tangible a la forma en què l'Olimp ho estava als principals déus-, temple de Démeter a Eleusis, temple d'Apol·lo a Dídima, temples de Posidó - a Halicarnàs, a Ege, a Calauria, a Atenes -, temples d'Artemisa - a Carkhe, a Esparta -, temples d'Afrodita - a Cnido, a Lindos, a Citerea -, temples d'Hermes - a Imbros, a Samotràcia, a Lemnos -, temples d'Hera - a Micenes, a Argos, a Figàlia, a Esparta, a Olímpia - temple d'Ares a Esparta, temples de Dionís -  a Naxos, a Quios, a Atenes -, temples d'Asclepi - a Cos, a Epidaure, que aconseguirien molt més gran prestigi en èpoques posteriors-), alguns d'ells formaren una relació espacial definida, com el "Triangle Sagrat" entre el Parthenon (Παρθενών -temple "de la verge", és a dir, de la deessa Atenea, a l'Acròpolis d'Atenes), el Soúnion (Σούνιον, al promontori des del qual Egeu es va llançar al mar) i el temple d'Afea a Egina.
La forma del temple grec derivava del mègaron (μέγαρον) micènic: essencialment una planta rectangular coberta amb teulada a dues aigües, amb els elements estructurals de fusta. Amb la mateixa estructura s'han trobat restes d'un temple de l'Època Fosca en Lefkandi (Eubea), i les primeres restes trobades de l' Heraion de Samos (mitjans del segle viii aC) són similars. La "petrificació" dels elements del temple es va anar produint de mica en mica (columnes -el fust de les quals manté el record vegetal amb les estries o 'acanalament-, bigues - que produeixen les rematades exteriors de tríglifs i mètopes -, arquitraus, cornises, etc.), l'exemple més evident del qual és l' Heraion  d'Olimpia (cap al 600 aC). Una de les raons que van impulsar el canvi va ser la generalització de les teules de ceràmica en substitució de la coberta de palla i branques, que es va produir a Corint al segle VII aC. Un dels primers va ser el  Thermon (Θέρμον, temple d'Apol·lo a Thermos, Etòlia, cap al 630 aC). El pes, molt superior, obligava a disminuir el pendent de la teulada, i va acabar per definir les proporcions definitives del frontó que resulten tan harmòniques. En les diferents zones de l'Hèl·lade es van definir els estils dòric (més sobri i massís) i jònic (més esvelt i decoratiu).

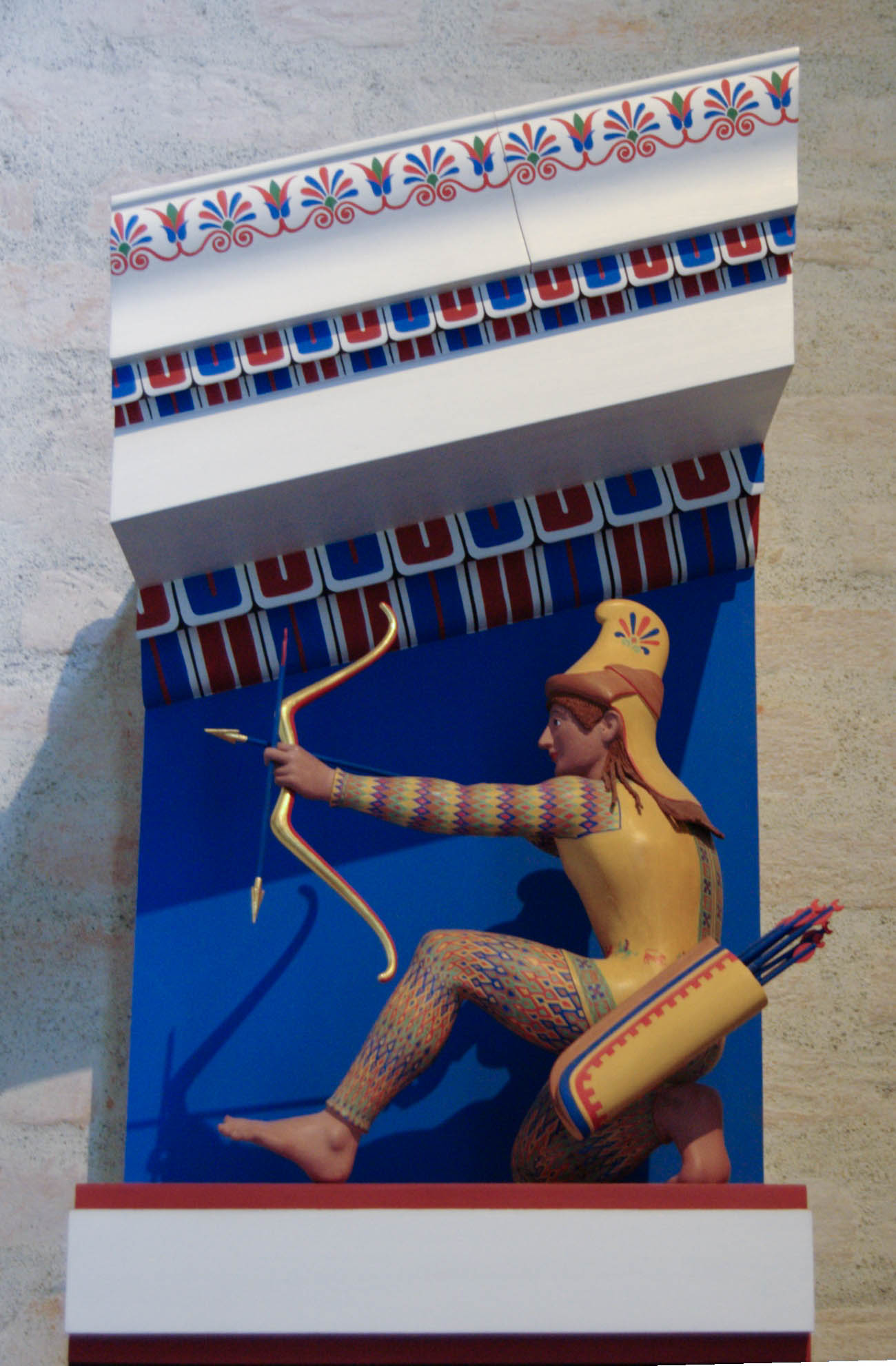
Reconstrucció de la policromia del frontó occidental del temple d'Afea a Egina. Cap al 500 aC.
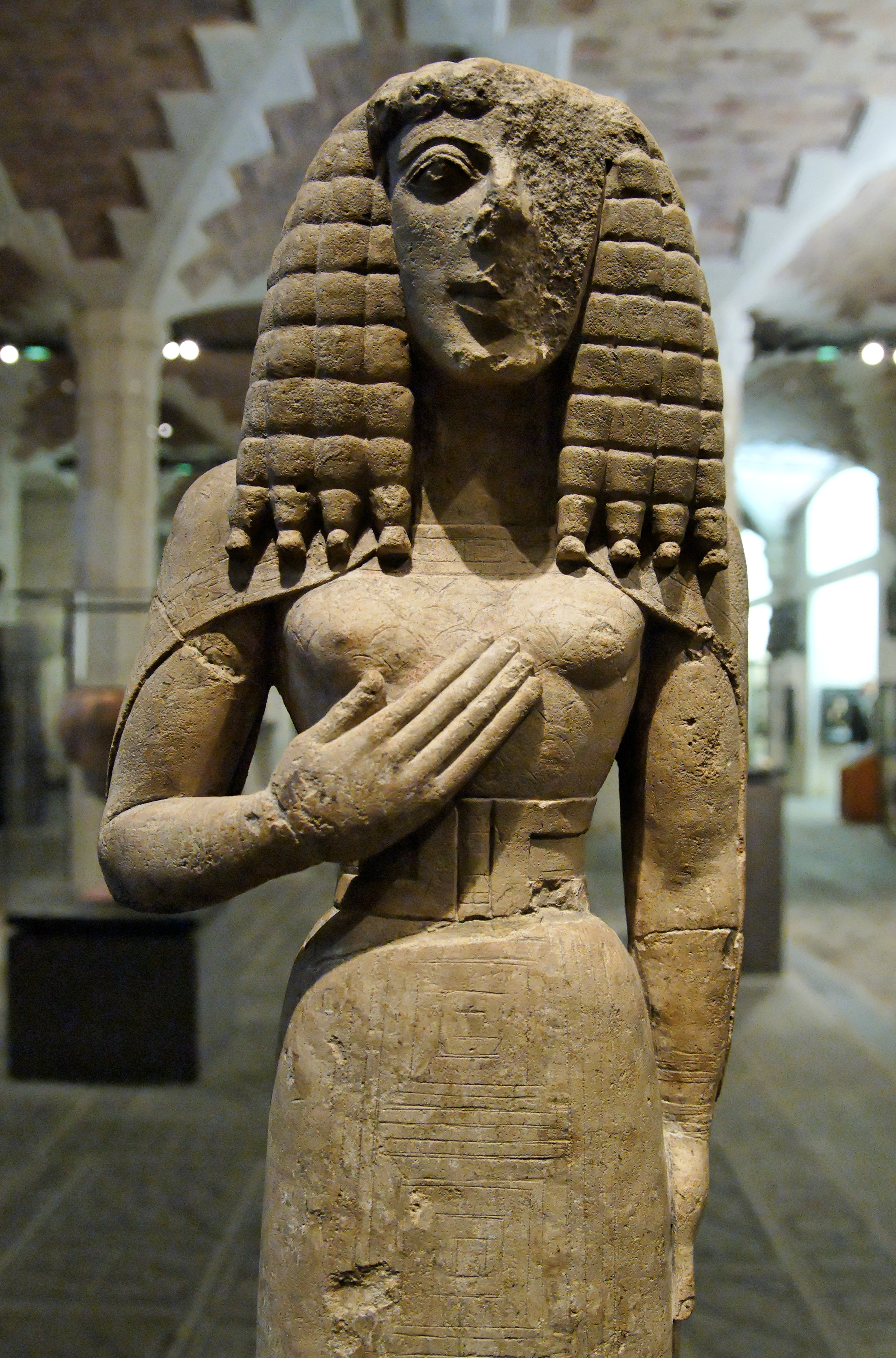
Dama d'Auxerre. Cap al 640 aC.
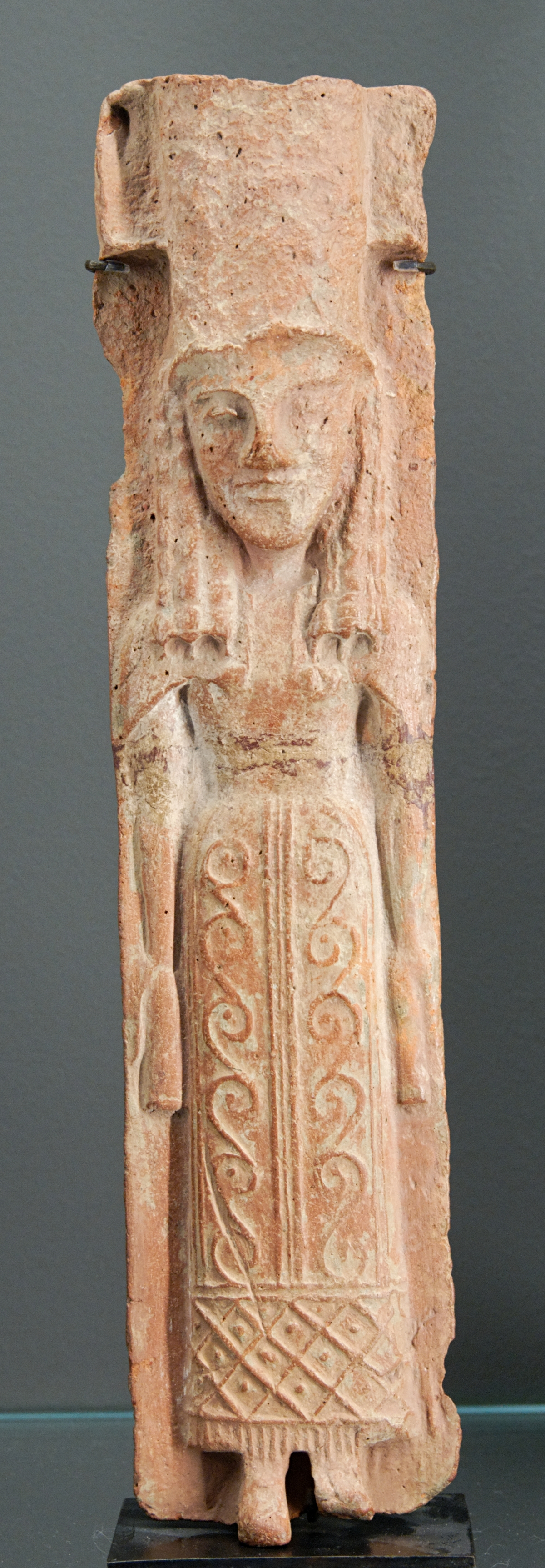
Placa votiva de terracota feta amb un motlle. Creta, cap al 640 aC.
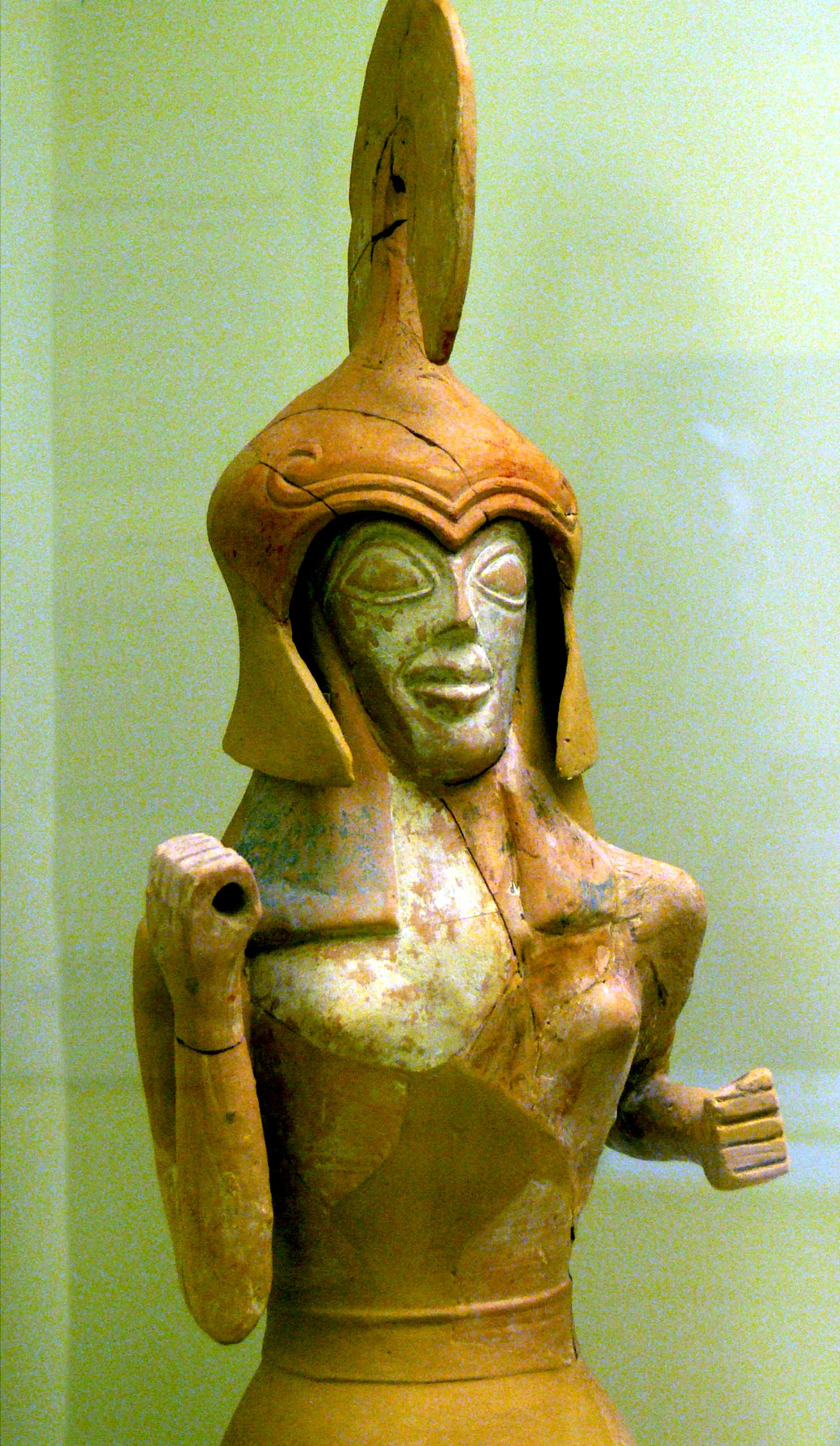
Figura de terracota d'Atenea, tipus Palladion (Παλλάδιον). Gortina, segle VII aC.
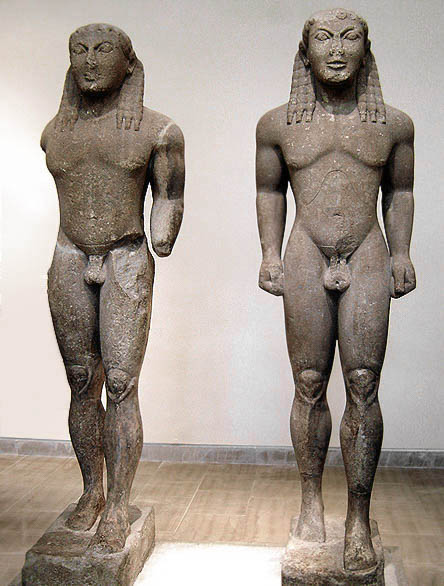
Kleobis i Biton, de l'escultor Polimedes d'Argos. Cap al 600 aC.
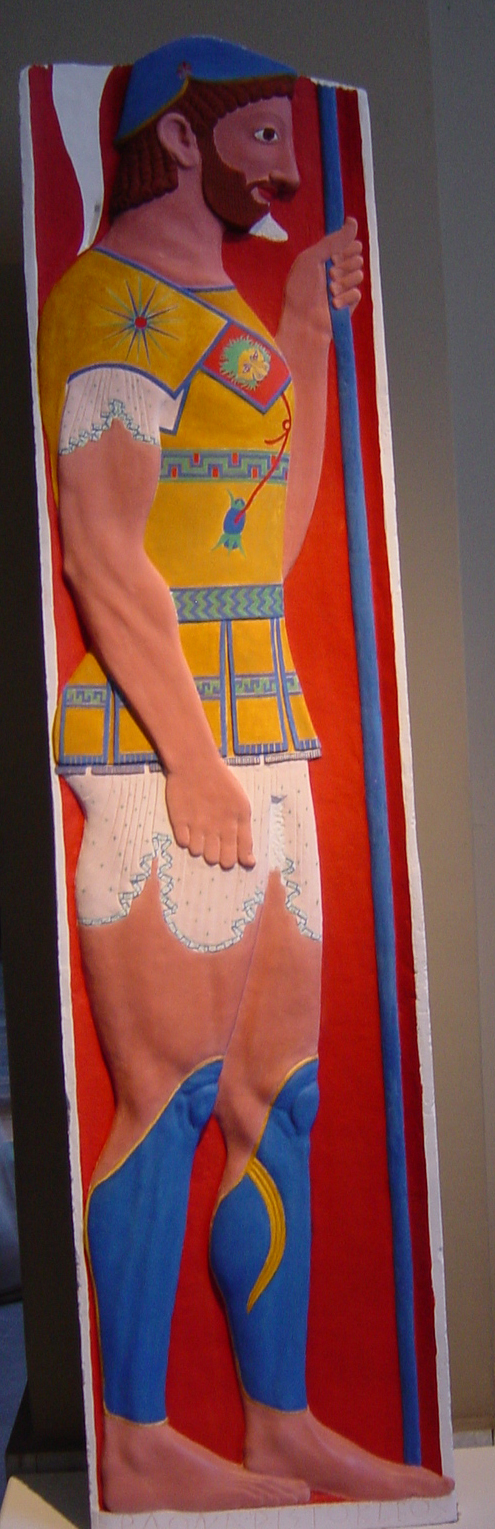
Reconstrucció de la policromia de l'Estela d'Aristió, de l'escultor Arístocles.[48][49]Vers el 510 aC.

#### Escultura
L'escultura grega d'època arcaica, influenciada notablement per l'egípcia, es va caracteritzar per trets originals, com el somriure eginètic o arcaic (anomenat així per exhibir-se en la figura d'un famós guerrer moribund del Temple d'Afea a Egina); que es van anar transformant, al final del període (últimes dècades del segle vi i primeres del V aC), en un estil de transició al classicisme denominat estil sever, estimulat finalment per la necessitat de renovar la decoració escultòrica dels temples destruïda durant la invasió persa.
Les figures masculines (Kuroi, en singular Kuros κοῦρος) i femenines (korai, en singular kore κόρη) podien representar tant a éssers humans com a déus, mostra de l'antropomorfització d'aquests i de l'elevació al rang semidiví o heroic d'aquells (particularment, del prestigi que assolien els vencedors en els jocs panhel·lènics).
Les primeres escultures eren les xoana (ξόανα, en singular xóanon ξόανον), de fusta, representacions molt simplificades del cos humà adaptades a la forma cilíndrica del tronc d'un arbre. Van anar substituint-se per figures tallades en marbre (especialment prestigiosa era la pedrera del Pentèlic) i les foses de bronze. Donada la possibilitat de reutilitzar aquest material tan car, han estat molt poques les que s'han conservat. De molt menor cost eren les figuretes de terracota, que es produïen a escala industrial, mitjançant motlles.
A més de les possibilitats texturals que ofereixen els diferents materials i tècniques d'acabat, aprofitades de forma limitada en l'època arcaica, fou la policromia, aplicada sobre les escultures, el que les va dotar de lluminositat i sensació de vida. Els antics grecs no haguessin concebut que una escultura es deixés sense pintar, i la considerarien imperfecta o inconclusa. Fins i tot la inevitable pèrdua dels colors pel pas del temps, que el gust romàntic considera un increment de l'interès estètic, era considerada un deteriorament essencial. 
| «                      | Εἴθ' ἐξαλειφθεῖσ' ὡς ἄγαλμ' αὖθις πάλιν αἴσχιον εἶδος ἔλαβον ἀντὶ τοῦ καλοῦ ¡Tant de bo aquests trets, com els d'una estàtua, poguessin esborrar-se i esdevenir deformes! | » |

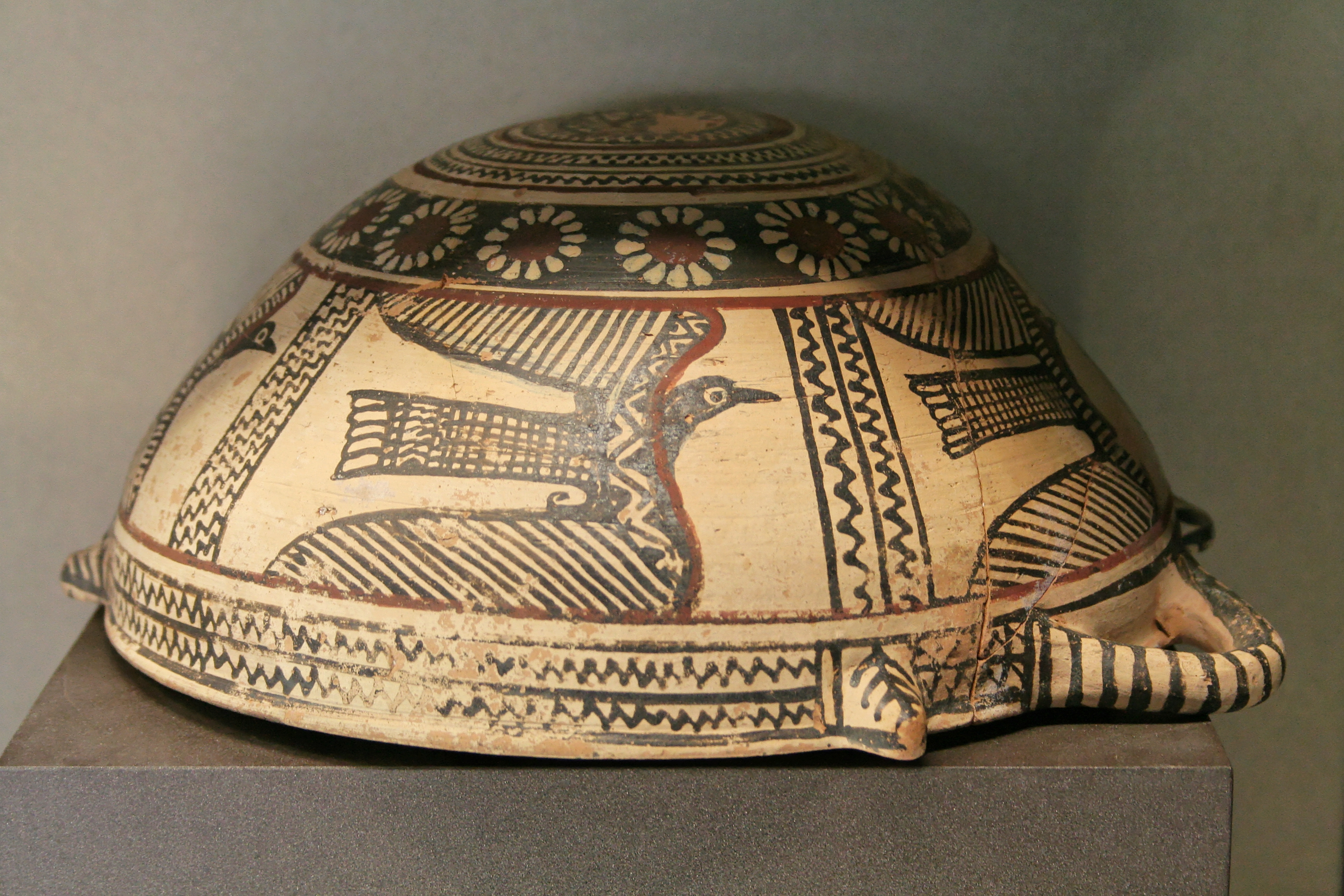
L'anomenada Tassa dels ocells és un skyphos (σκύφος) produït a Tebes cap al 550 aC, pintat en estil orientalitzant.

| — Helena, d'Eurípides. | |   |

| Tresor dels Sifnis a Delfos |
|                             |

| Frontons de transició de l'estil arcaic al clàssic |
|                                                    |

#### Ceràmica i pintura

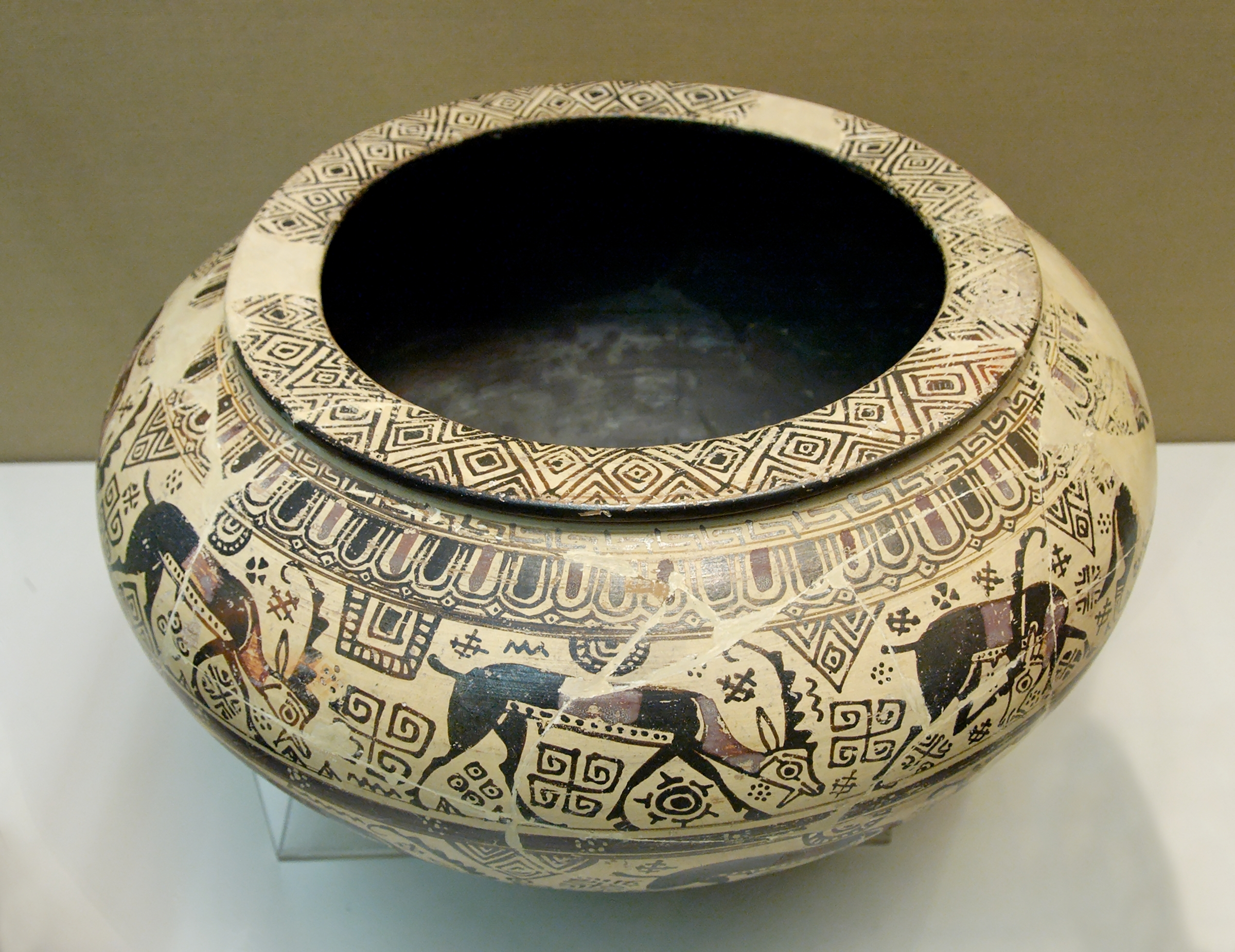
Dinos (δινος) rodi pintat a l'estil de la cabra salvatge. Cap añ 625 aC

Després d'un inicial període geomètric (segles IX i VIII aC.), després del qual s'esdevé un període orientalitzant (segles VII i primera meitat del VI aC) en què es detecta la influència assíria i d'altres civilitzacions de l'Antic Orient Pròxim (per la importància i difusió que van aconseguir en aquesta època els tallers de Corint es parla de estil protocorinti) ; la ceràmica grega va anar evolucionant les seves formes, que cap al final del segle vi aC aconseguiren un alt grau de refinament expressiu, que respon a un ampli conjunt de necessitats refinades de la vida quotidiana de les classes altes, i a la demanda de productes de luxe fàcilment exportables a tot l'espai mediterrani, i fins i tot a llocs llunyans al centre d'Europa.
La producció en moltes de les colònies fundades en aquests segles fou tan important com la de les metròpolis. A més, la influència de la ceràmica grega es va deixar notar en la producció local dels pobles indígenes, especialment en la ceràmica etrusca (que té tipologies veritablement sincrètiques, com és el cas de l'hídria caeretana o hídria de Caere) o a la ceràmica ibèrica.
Es van aprofitar extensament les possibilitats que les diferents tipologies de gots donaven en certes parts de la superfície (fons de les copes, ventres i colls de les àmfores, etc.) per exercir com a suport per a la pintura grega, que s'ha expressat successivament en dos estils principals, denominats "ceràmica de figures negres" i "ceràmica de figures vermelles".
Cada escola local de ceramistes es va distingir per un estil local característic, tot i que es van influir mútuament.

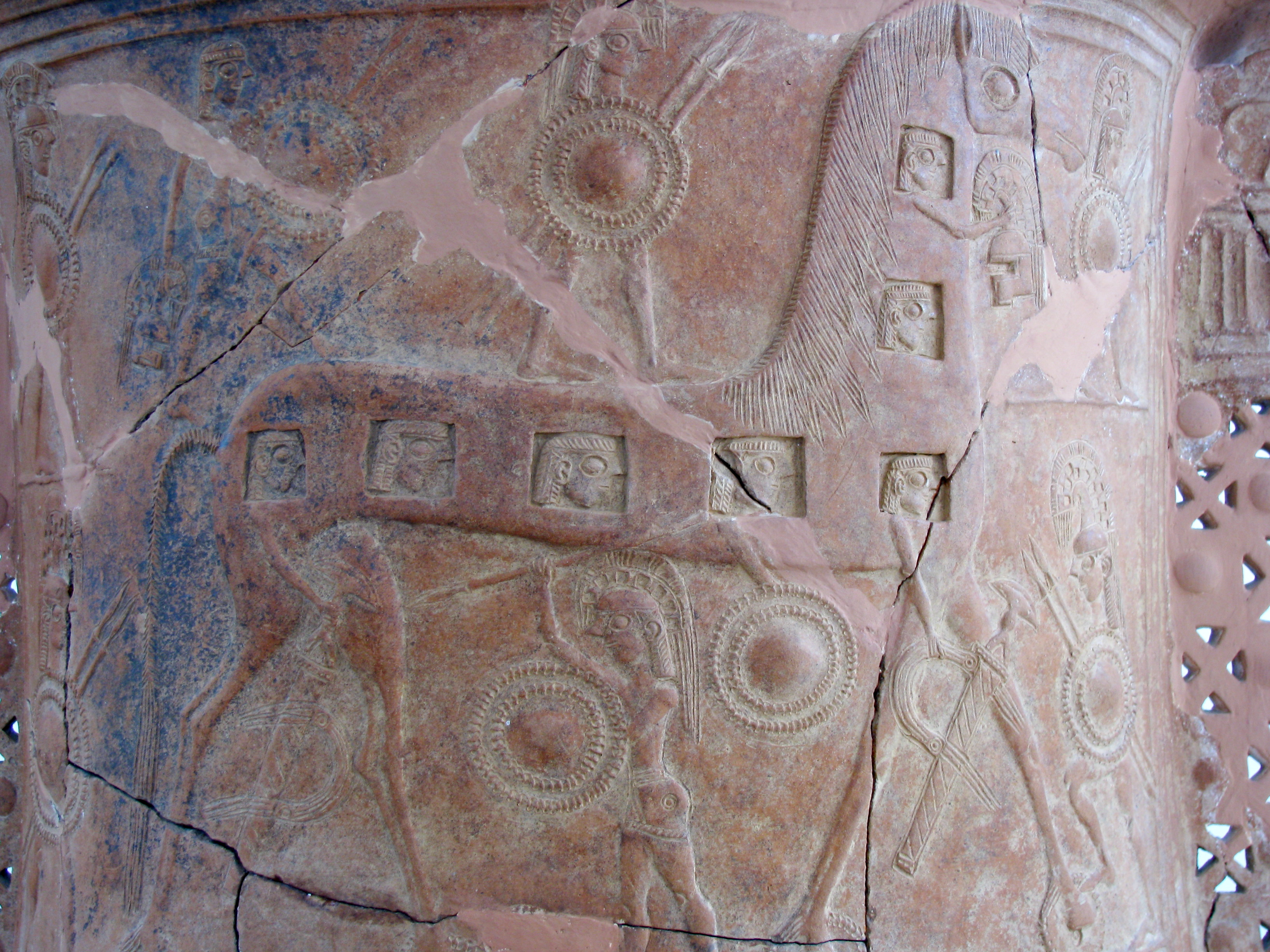
Àmfora de Míkonos, un pithos (πίθος -per emmagatzemar gra i, si escau, fermentar-lo) decorat al relleu, que presenta la primera representació coneguda del cavall de Troia. Míkonos, cap al 670 aC.
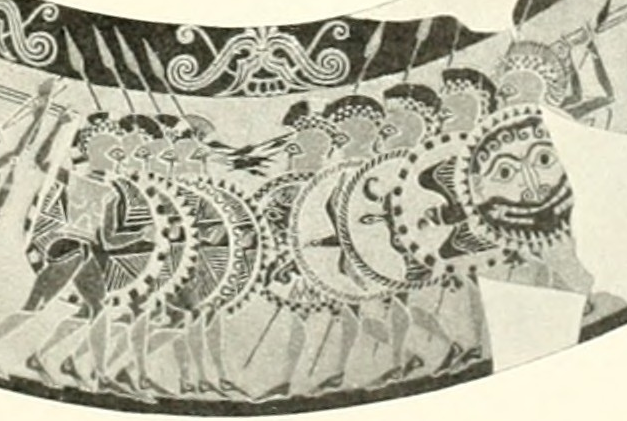
Gerra de Chigi, una olpa (ολπη - gerra més petita que l'oinokhoe-) estil protocorinti (vers el 650 aC) trobat en una tomba etrusca.
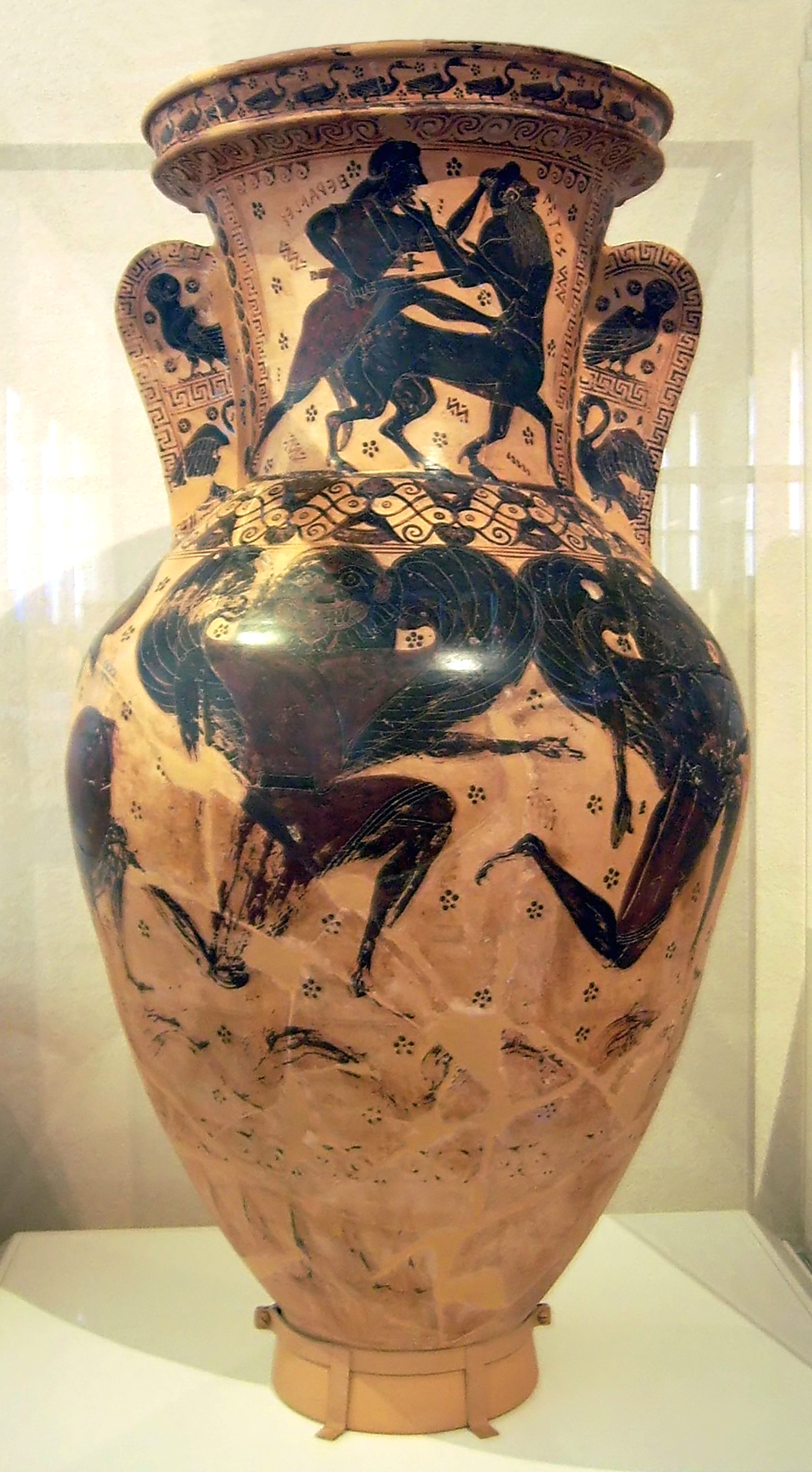
Àmfora epònima del Pintor de Nessos (el primer àtic a adoptar l'estil corinti, en el qual introdueix innovacions). Cap al 620 aC. En el ventre es representa Perseu i les Gorgones i al coll Hèracles amb el centaure Nessos.
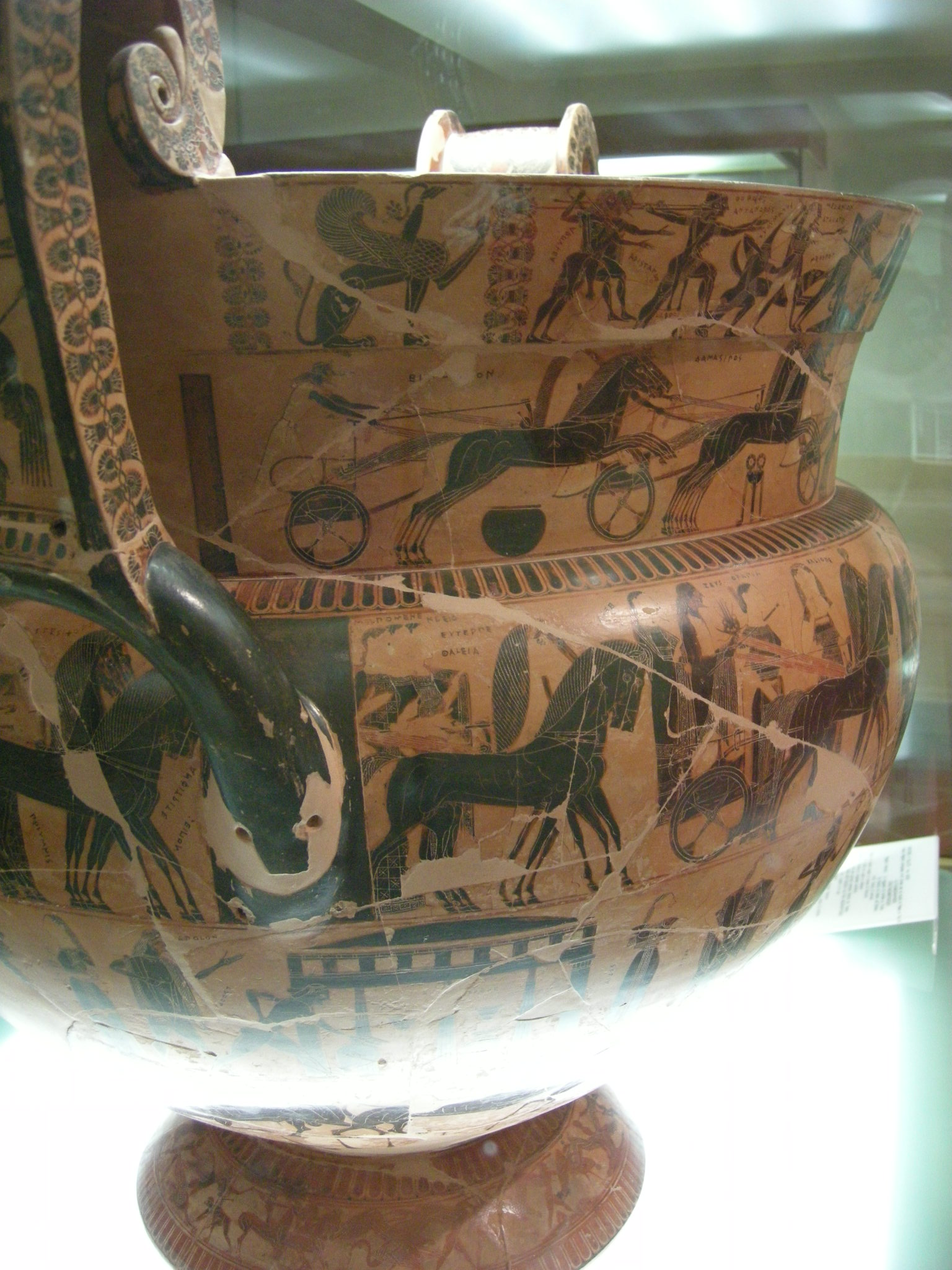
Vas François, un crater àtic (del ceramista Ergòtim, pintada per Clíties, cap al 570 aC) amb diferents escenes mitològiques i decoració orientalitzant. Trobada en una tomba etrusca.

Començà a ser comú que els ceramistes i, menys freqüentment, els pintors signessin les seves obres (Clíties, Exèquies, Psiax, Eufroni), la qual cosa s'interpreta com una valoració social del seu treball, fet que implica un concepte molt modern de la funció de l'art i de l'artista, en un moment en què el treball manual perdia consideració, i va ser vinculada a la feina d'esclaus. És habitual que només es conegui el nom del ceramista, amb la qual cosa el pintor rep el seu nom en fucnió d'aquest (Pintor d'Andòcides, Pintor d'Amasis, Pintor d'Antimenes, Pintor de Taleides).En altres ocasions només s'ha pogut establir la identitat comuna d'un mestre per les seves obres (Pintor de Príam, Pintor de Nessos,Pintor dels caps de cavall,Pintor d'Aquelou) o pels llocs on s'han trobat (Mestr del Dípilon) o els museus i col·leccions particulars on es conserven (Mestre o Pintor de Madrid, Mestre o Pintor de Princeton,Mestre o Pintor d'Edimburg,Mestre o Pintor de Rycroft, Mestre o Pintor de Castellani). A alguns se'ls agrupa per les seves característiques comunes (Petits mestres, Grup Leagros, Grup Perizoma, Grup de les tres línies, Grup pioner - aquest últim ja a començaments del segle V aC-).

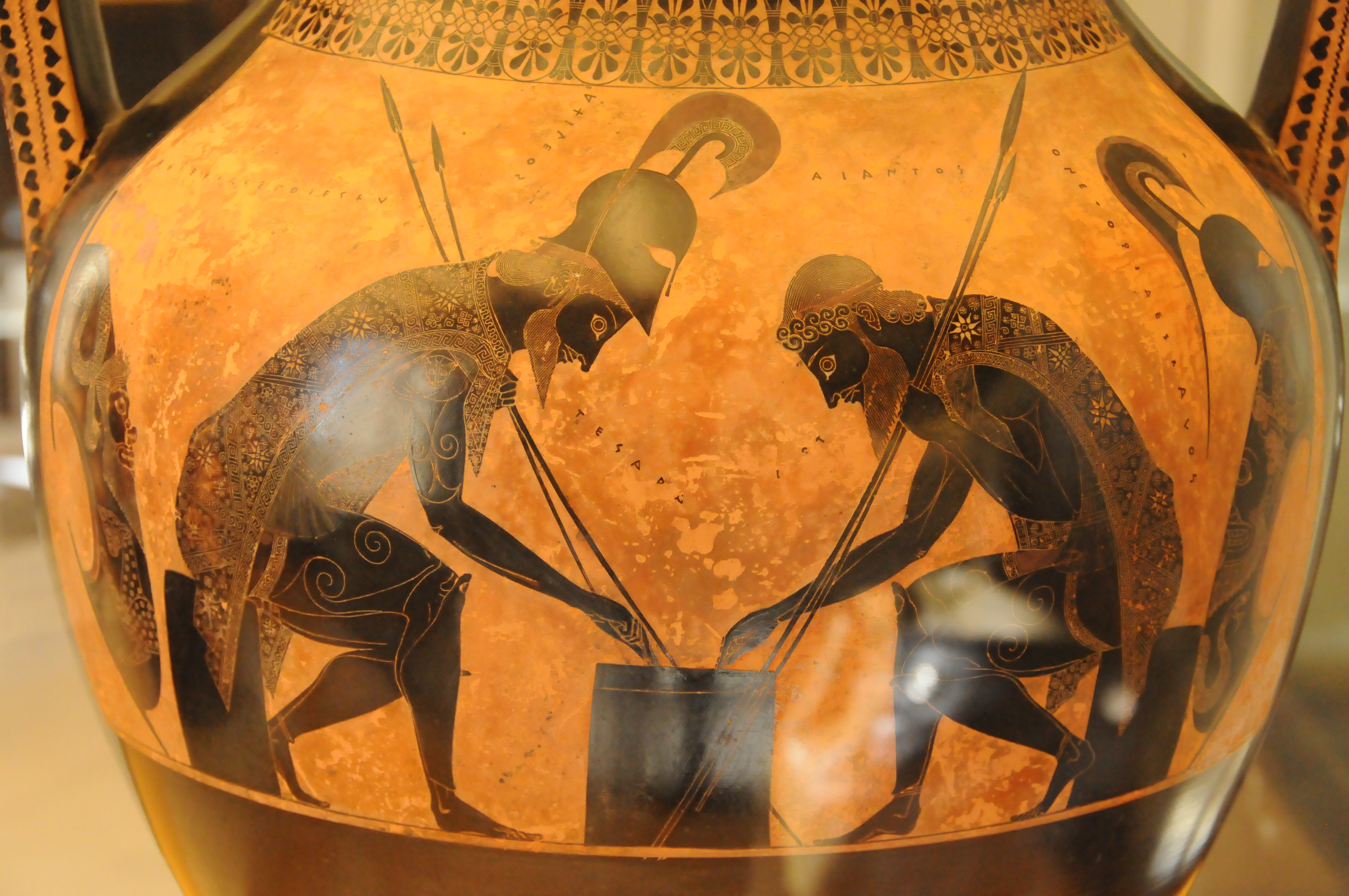
Aquil·les i Àiax jugant als daus, en un àmfora de ceràmica de figures negres d'Exèquies. Cap al 540 aC.
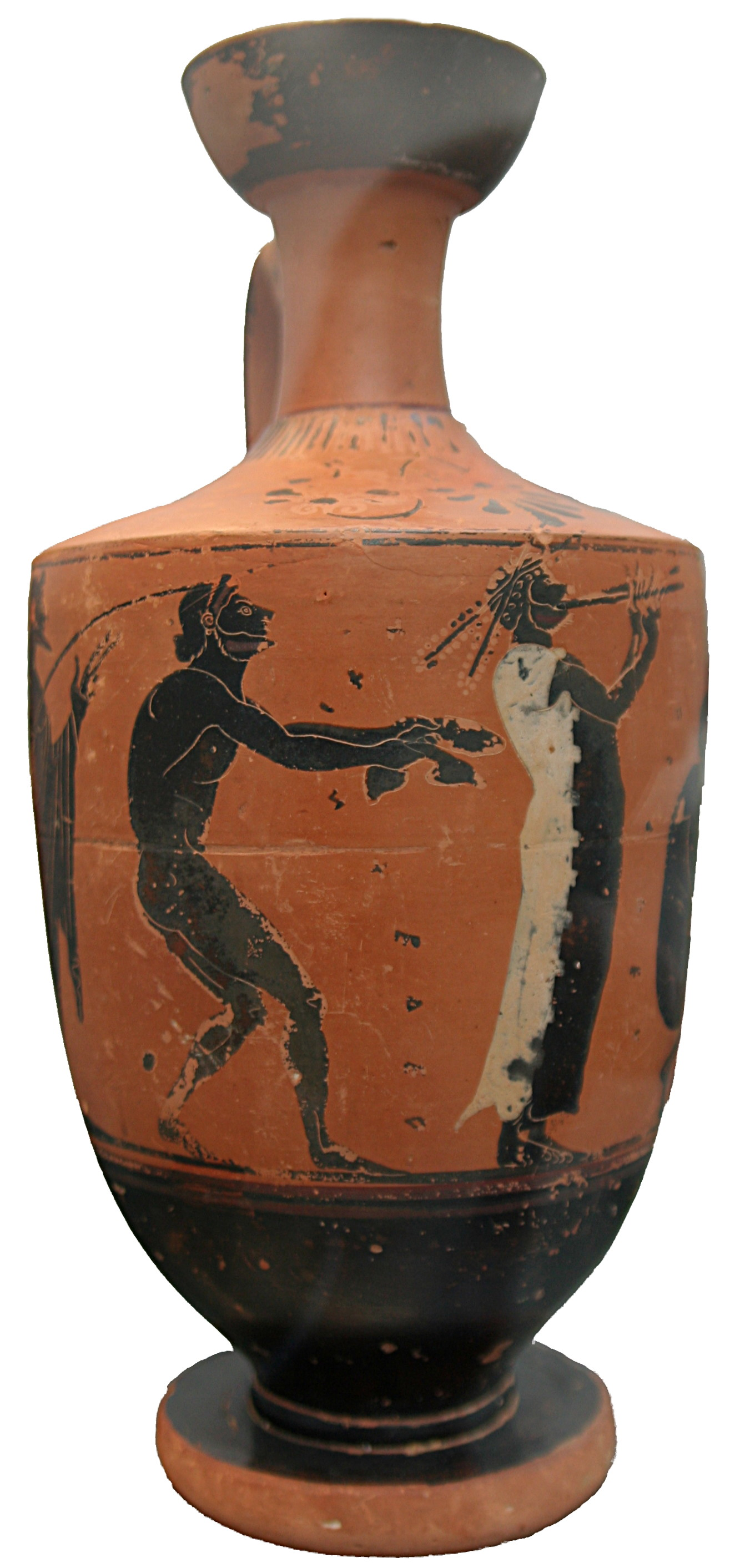
Lekythos (λήκυθος, envàs per a oli perfumat usat com a cosmètic i en rituals funeraris) del Pintor d'Aquelou. Cap al 525 aC. Entre les figures representades hi ha un atleta en el moment de donar-se impuls amb les halteres (ἁλτῆρες -peses-), i un tocador d'aulos (αὐλός -doble flauta-).
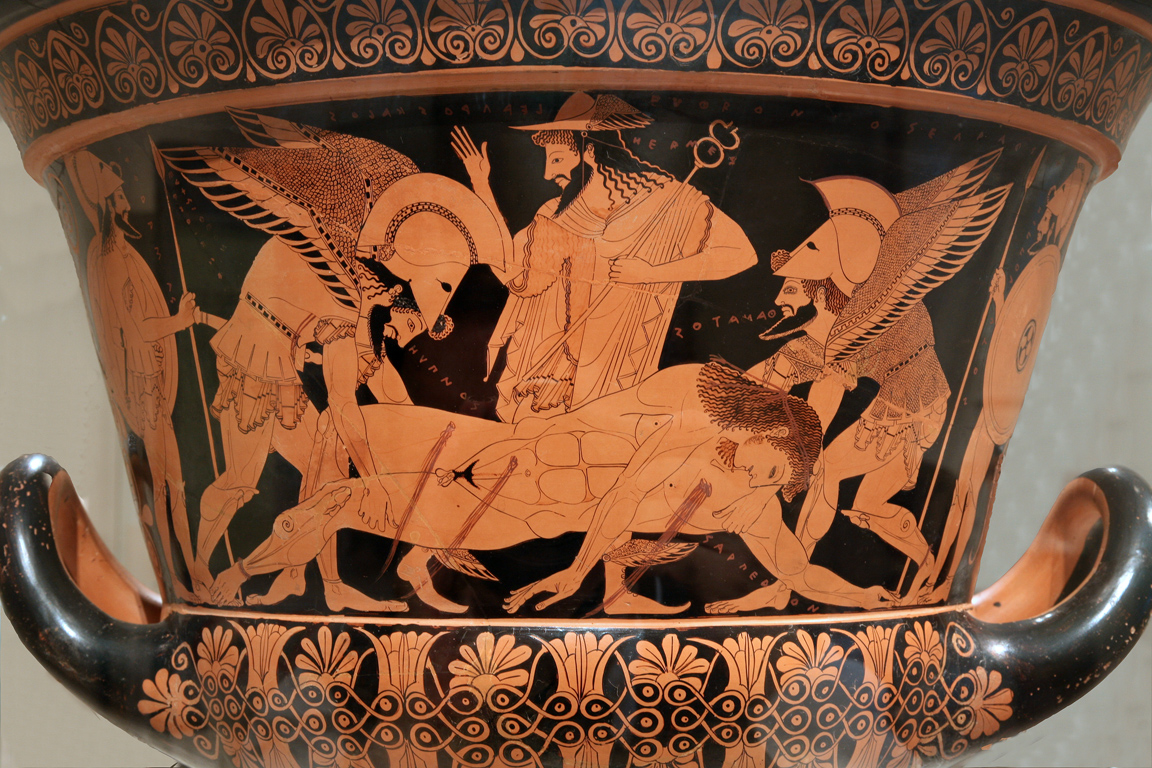
Crater d'Eufroni (ceràmica de figures vermelles d'Eufroni, cap al 515 aC). L'escena representa el cos de Sarpèdon sostingut per Eros i Tànatos, davant Hermes.
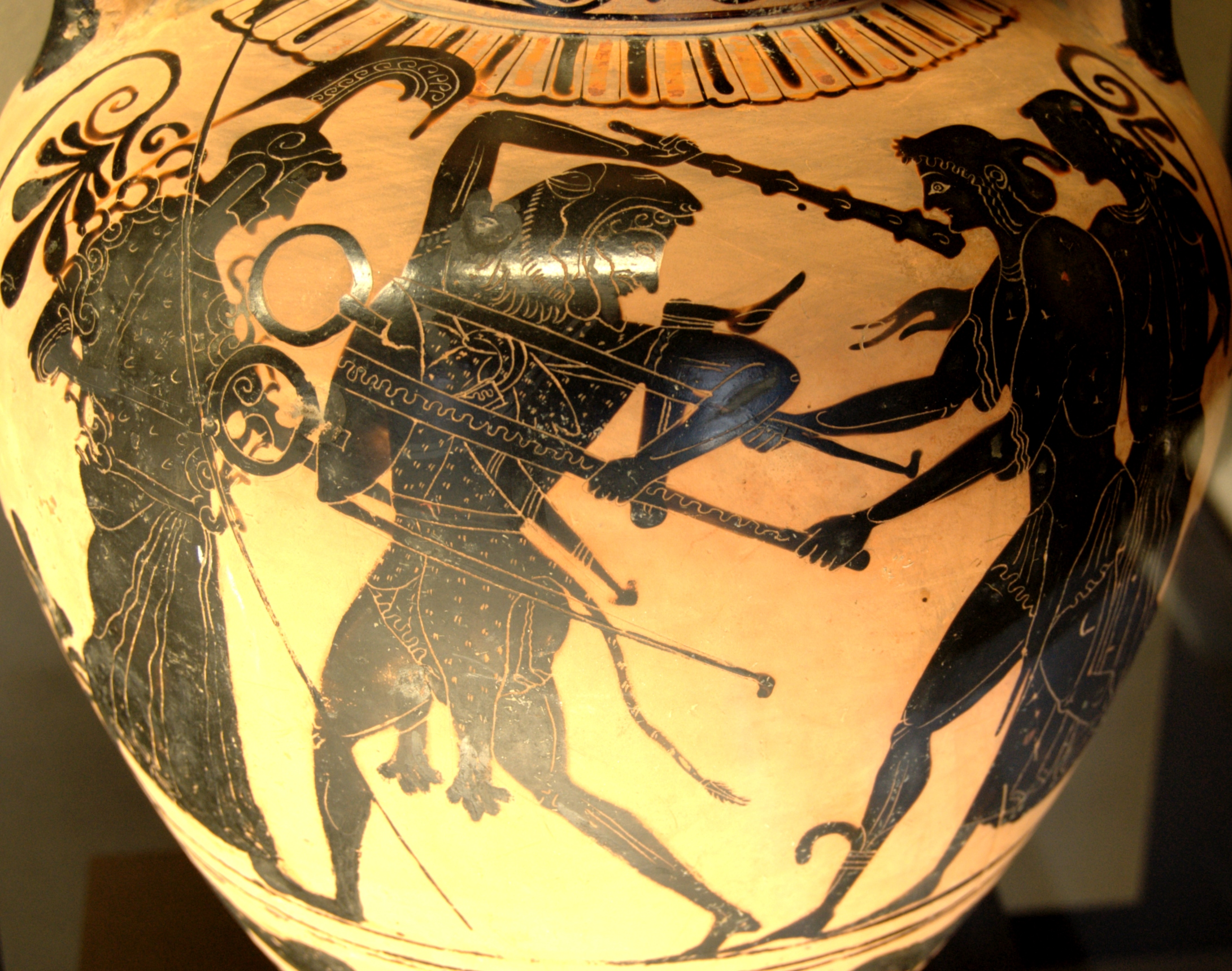
Àmfora de ceràmica de figures negres, que representa la disputa entre Apol·lo i Hèracles pel trípode de Delfos. Relacionada amb l'anomenat Grup de Toronto 305. Cap al 510 aC.

També hi havia pintura sobre panells i murs, que no s'ha conservat a excepció de molt pocs restes, com els Panells de Pitsa  (descoberts en una cova de Sició, la localitat al nord del Peloponès, prop del Golf de Corint, on la tradició considerava que s'havia inventat la pintura sobre panells - pínax πίναξ, plural pinakes πίνακες; d'on ve la paraula "pinacoteca" -). o els frescos de la Tomba del capbussador, a Posidònia (Magna Grècia). La influència etrusca d'aquesta tomba és evident; tot i que, al seu torn, la pintura etrusca havia rebut una notable influència grega durant els segles VII i VI aC.

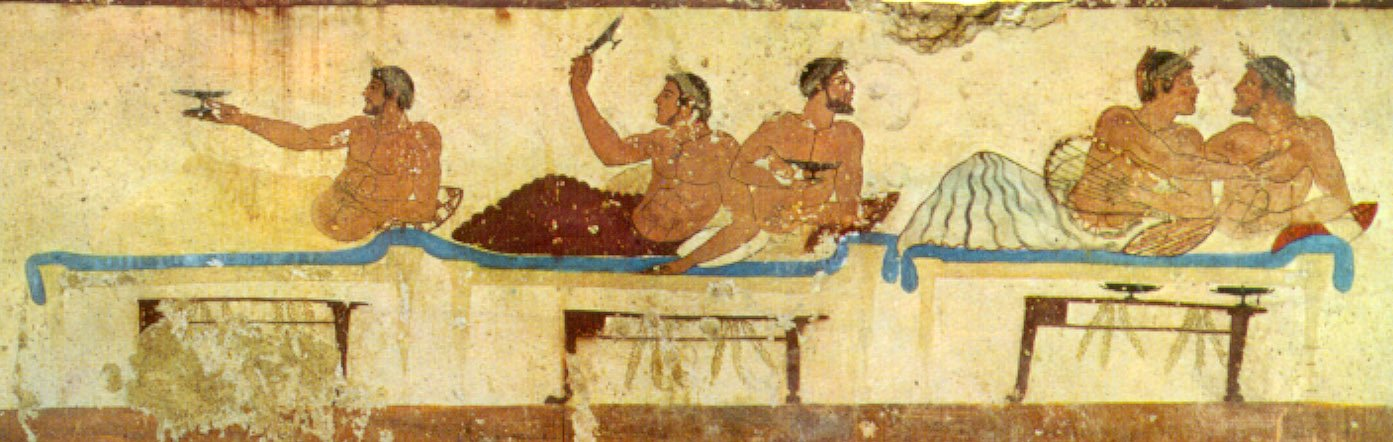
Fresc que representa un simpósion, a la Tomba del capbussador. Cap al 480 aC. Els concurrents, sense abandonar la posició reclinada, es dediquen al joc del kótabos (κότταβος, que consisteix en encertar a un blanc llançant vi amb el kílix) o als plaers de la paiderastia (παιδεραστία, entre un imberbe eròmen ἐρώμενος i el seu erastés ἐραστής).

| «                                         | Els etíops fan els seus déus negres i amb el nas xato; els tracis diuen que els seus tenen ulls blaus i cabells rossos. Però si els bous i els cavalls i lleons tinguessin mans, mans com les persones, per dibuixar, per pintar, per crear una obra d'art, llavors els cavalls pintarien els déus semblants als cavalls, els bous semblants a bous, i a partir de les seves figures crearien les formes dels cossos divins segons la seva pròpia imatge: cadascú segons la seva. | » |
| — Xenòfanes de Colofó, Fragments 15 i 16. | |   |

### Literatura
Sobre una potentíssima literatura oral provinent de l'Època Fosca (els aedes o aoidos ἀοιδός - "cantors" -), que va passar a incloure certàmens poètics; la utilització de l'alfabet grec en l'escriptura d'obres literàries s'ha detectat almenys des del 700 aC, després d'haver consolidat el seu ús en inscripcions en ceràmica, en llistes de vencedors olímpics i de magistrats atenesos i en els registres de la fundació de colònies sicilianes. L'alfabetització dels ciutadans d'Atenes estava ja molt estesa en temps de Soló (finals del segle VII i començaments del segle VI aC); i el mateix passava en altres polis, la qual cosa feia cada vegada més comú posar per escrit la legislació que havia començat amb Zaleuc de Locri, cap al 675, i Dracó d'Atenes, cap al 625).
| «                                                          | hος νῦν ὀρχεστôν πάντον ἀταλότατα παίζει, τô τόδε κλ[.]μιν[...] | » |
| — "Seré per a aquell dels dansaires que balli més lleuger" |                                                                 |   |

| « | ΝΕΣΤΟΡΟΣ:...:ΕΥΠΟΤΟΝ:ΠΟΤΕΡΙΟΝ ΗΟΣΔΑΤΟΔΕΠΙΕΣΙ:ΠΟΤΕΡΙ..:AΥΤΙΚΑΚΕΝΟΝ ΗΙΜΕΡΟΣΗΑΙΡΕΣΕΙ:ΚΑΛΛΙΣΤΕΦΑΝΟ:ΑΦΡΟΔΙΤΕΣ "Sóc la copa de Nèstor, agradable per beure. Qui begui d'aquesta copa quedarà al punt dominat pel desig d'Afrodita, la de la bella corona" | » |

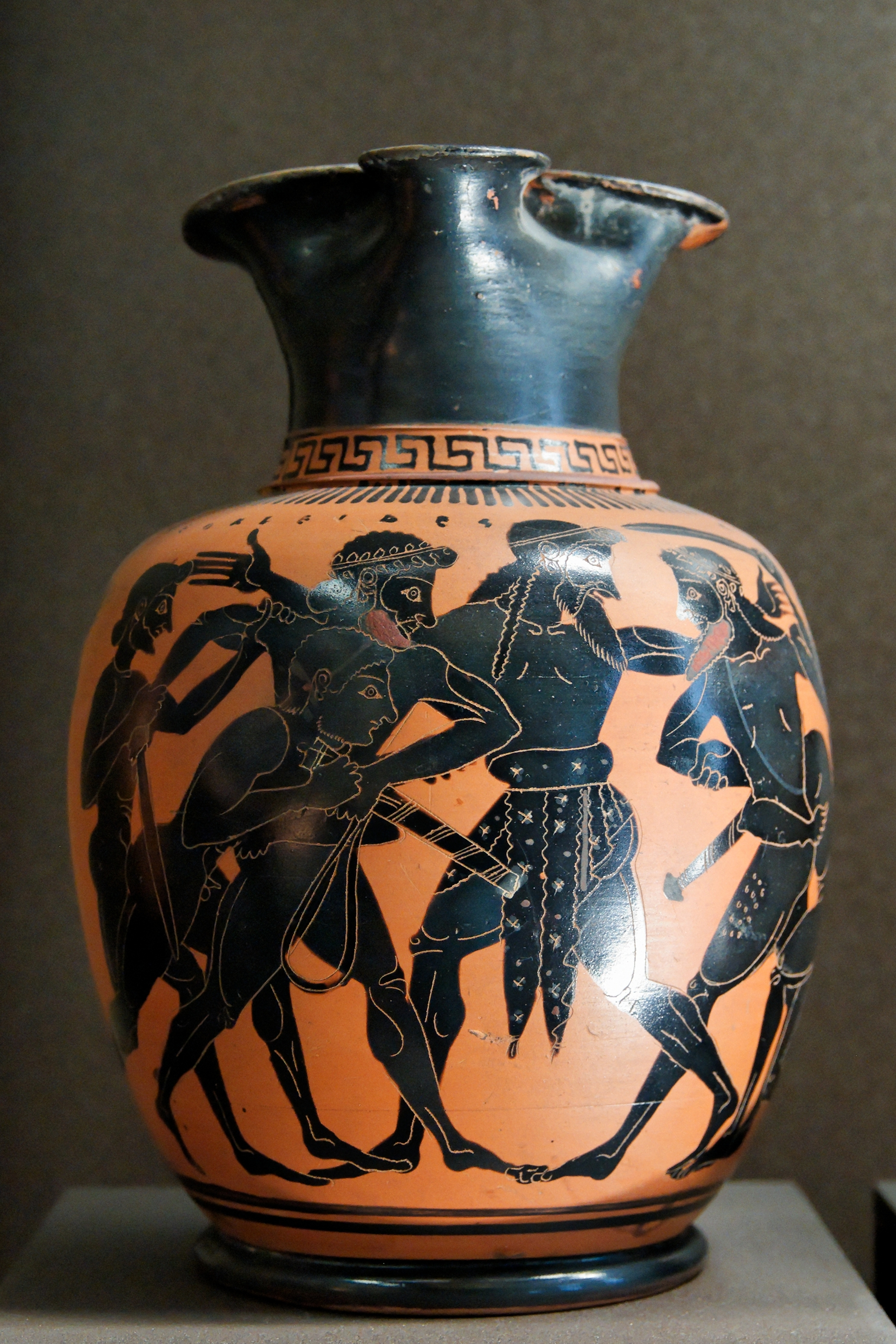
Oinokhoe (οἰνοχόη - "per abocar-hi el vi" -) de ceràmica de figures negres del Pintor de Taleides. Cap al 520 aC. Representa la disputa entre Odisseu i Àiax el Gran per l'armadura d'Aquil·les. Sotmès el litigi al judici d'Agamèmnon i Menelau, en l'argumentació va vèncer l'astut Odisseu.

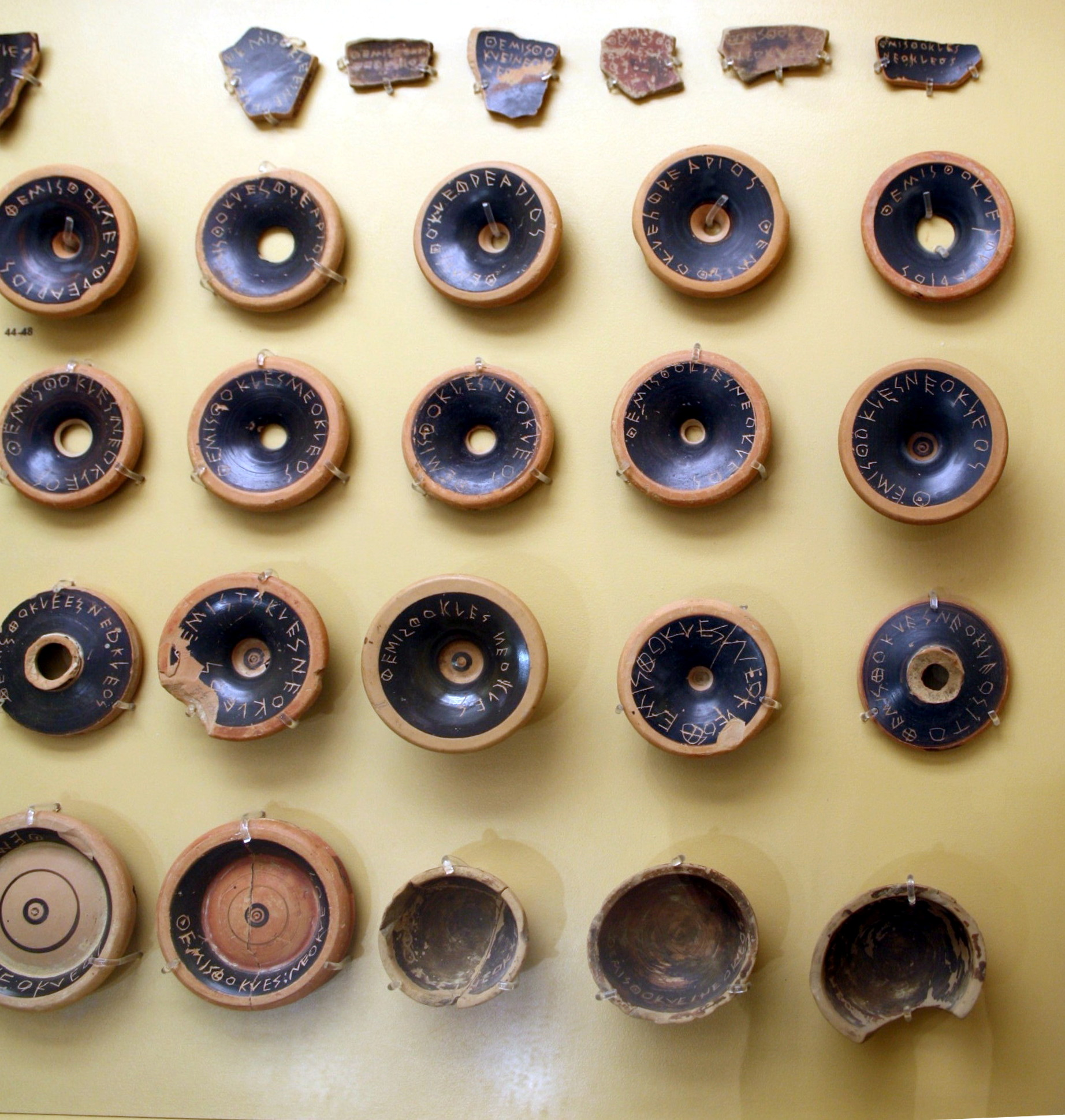
Ostraka (ὄστρακα -fragments de ceràmica usats per escriure el vot-) utilitzats en l'ekklesia (ἐκκλησία - "assemblea" -) d'Atenes durant la votació que havia de decidir entre l'ostracisme (ὀστρακισμός) d'Aristides o el de Temístocles (482 & aC.) En aquesta ocasió, va ser Aristides el que va ser forçat a exiliar-se, i la posició de Temístocles va reforçar. Deu anys més tard va ser Temístocles a qui li va tocar rebre aquest càstig.

#### Retòrica
La retòrica grega es va anar desenvolupant a partir dels discursos forenses, que el dret grec obligava a realitzar als pledejants per si mateixos, amb un temps limitat, davant del tribunal, a l'àgora (ἀγορά - "lloc de reunió" -, la plaça pública de cada polis), les diferents configuracions de la Heliea (Ήλιαία -Tribunal superior a Atenes-), o l'Areòpag (Ἄρειος πάγος - "turó d'Ares" -, també a Atenes); i en els debats polítics, que es realitzaven davant auditoris cada vegada més nombrosos i participatius (boulé βουλή - "consell" -, ekklesia ἐκκλησία - "assemblea" -). Els recursos i capacitat de convicció dels oradors eren cada vegada més important, a mesura que les polis democratizaban seus sistemes polítics. El   rhetor  (ῥητορ - "orador" -) era el ciutadà que regularment es dirigia a jurats i assemblees polítiques; i que davant d'aquests auditoris havia guanyat prestigi per la seva facilitat amb el llenguatge i la seva habilitat argumentativa (Logon techne - "destresa verbal" -).
Si bé a tota l'Època Arcaica s'havien desenvolupat extensament aquesta mena de pràctiques, i que fins i tot a la Ilíada hi ha exemples de l'ús de l'oratòria (arengues militars i intervencions davant diferents fòrums d'Aquil·les, Hèctor o Odisseu), la tractadística romana, que deriva de l'aristotèlica  téchne rhētorikḗ (Τέχνη ῥητορική -traduït com "La Retòrica" atribueix la invenció de la retòrica al siracusà Còrax i el seu deixeble Tísies (començament del segle V aC.), en el context dels plets per propietats després de l'expulsió del tirà Trasibul de Siracusa, en els quals van desenvolupar la tècnica d'argumentació judicial que no buscava la veritat, sinó la versemblança i la persuasió del jurat, donant suport a l'eloqüència natural de l'orador en certes tècniques, com la teoria del doble discurs (Δισσοὶ λόγοι dissoi logoi) en la defensa judicial. Simultàniament, també a Sicília, els pitagòrics i Empèdocles van desenvolupar una retòrica "psicagògica" ("conductora d'ànimes") basada en "la màgia matemàtica del ritme del decurs fònic", que permet manipular les emocions de l'auditori, independentment de la racionalitat. Amb aquesta finalitat s'investiga la politropia (cada auditori ha de ser enfrontat de forma diferent) i el kairós (καιρός "l'oportú"), definit com a relació matemàtica entre els elements discursius. Posteriorment, els sofistes (com Protàgores i Gòrgies de Leontins), van sincretitzar aquestes dues escoles sicilianes i van estendre la retòrica per tota Grècia, a l'hora que la instrumentalitzaven com un recurs polític que permetia a qualsevol (amb prou capacitat o amb prou diners per pagar a qui la tingués) vèncer en qualsevol disputa, independentment de la raó de la seva posició. Van prendre consciència del valor simbòlic del llenguatge i de l'arbitrarietat de l'adjudicació de significants, és a dir: la no identitat entre el signe lingüístic i l'objecte al qual designa.

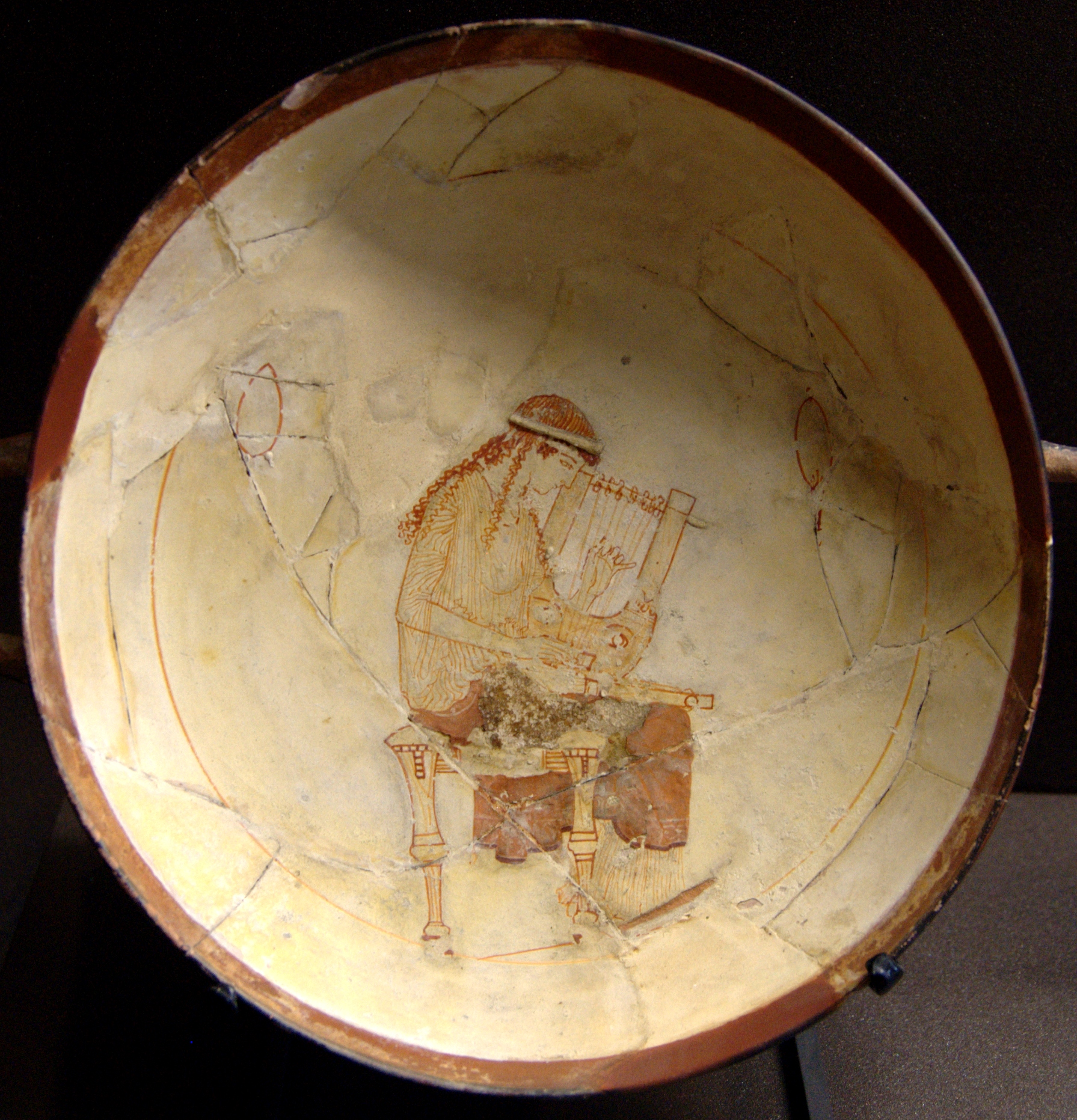
Musa tocant dues cítares en una copa àtica de fons blanc. Cap al 470 aC

#### Poesía
El terme poíesis (ποίησις - "creació" o "producció" - de poiéo ποιέω - "fer" -) s'aplicava a qualsevol producció artística o treball artesanal. La sistematització com a preceptiva literària no es va produir fins al segle iv aC, amb els tractats de Plató i Aristòtil; que van centrar la seva qualificació sobre la poesia com a expressió literària en la seva condició "no imitativa" o "imitativa" segons s'expressés el poietés (ποιητής - "poeta" -) per si mateix o pels seus personatges, la qual cosa donà origen a la denominació dels gèneres literaris.
El que historiogràficament anomenem "poesia grega" s'entenia com un acte de comunicació presencial amb el públic, en el qual un cor o recitador individual cantava versos, habitualment amb acompanyament musical (que dona fins i tot nom a un dels gèneres: la lírica). Els recursos de la versificació (ritme i rima) permetien la memorització (atribuïda a Mnemòsine -Μνημοσύνη-, mare de les muses -Mοῦσαι-, o Mnemea -Μνήμη-, una d'aquestes) i eren d'aplicació convenient no només per al que avui anomenaríem literatura artística, sinó per a tota classe de textos, especialment aquells la conservació dels quals era més important, com són les lleis, que inicialment eren en vers i només quan van poder confiar-se als registres escrits es van redactar en prosa.

##### Èpica

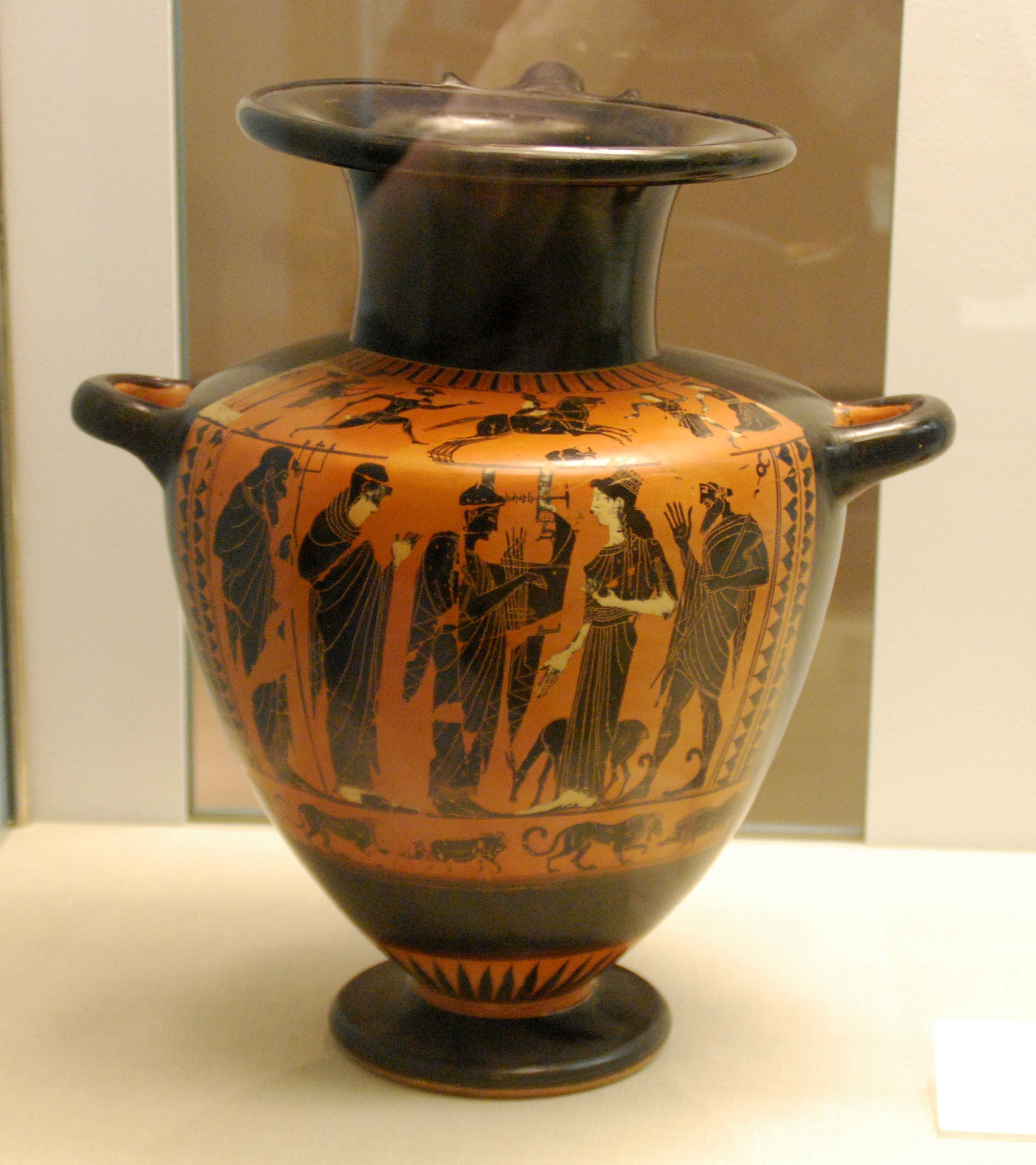
Hídria (υδρία) de ceràmica de figures negres del Pintor d'Antimenes, que representa Apol·lo tocant la Kithara (κíφαρα) o lira (λύρα) davant altres déus. Cap a 520 a. C.

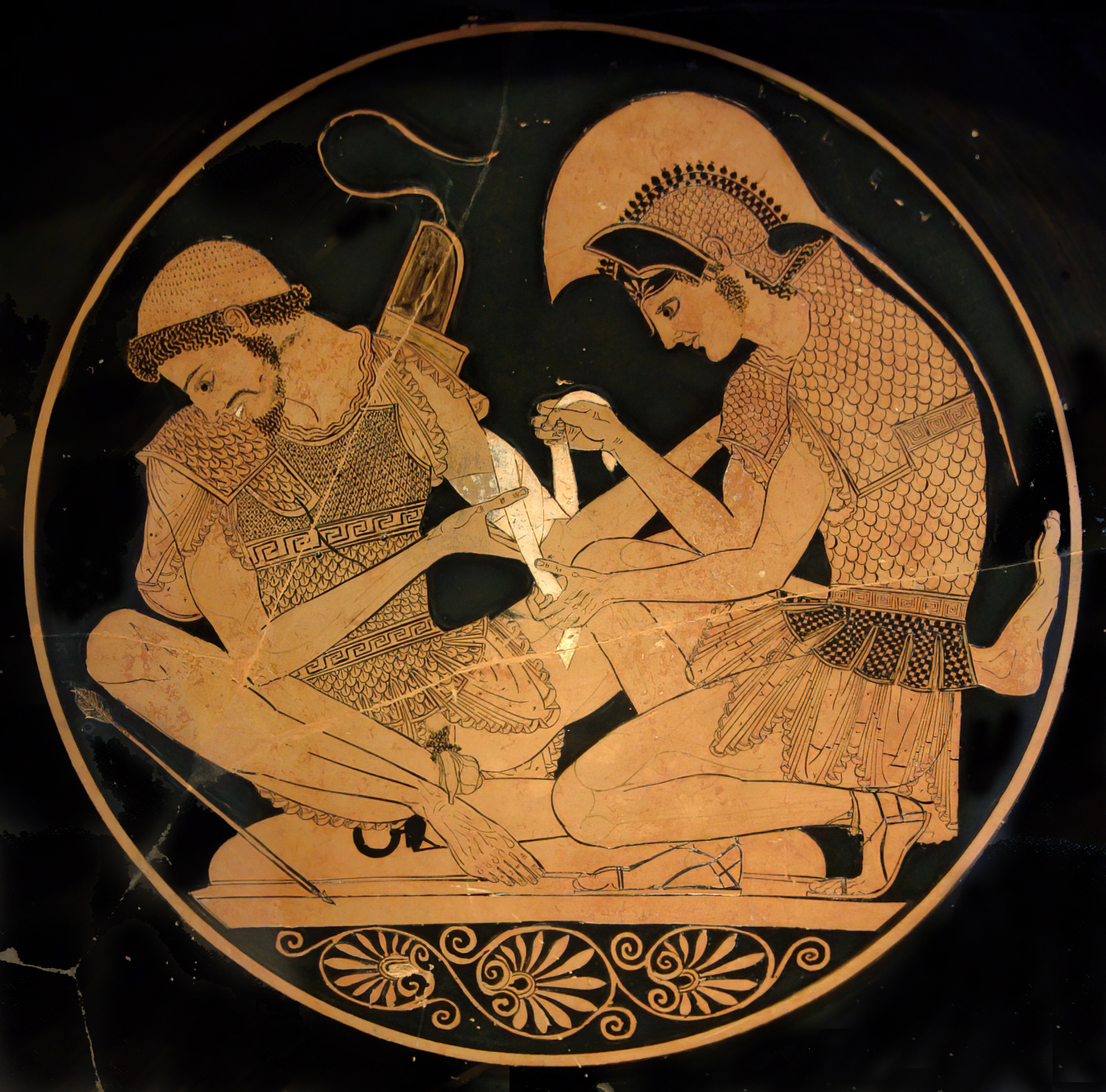
Kylix de ceràmica de figures vermelles, que representa Aquil·les atenent Pàtrocle ferit. Cap al 500 aC.

| «                                  | Μῆνιν ἄειδε, θεά, Πηληιάδεω Ἀχιλῆος Canta, deessa, la ira funesta d'Aquil·les, Pelida | » |
| — Primer vers de la Ilíada, Homer. |                                                                                       |   |

| «                              | Ἐκ γάρ τοι Μουσέων καὶ ἑκηβόλου Ἀπόλλωνος ἄνδρες ἀοιδοὶ ἔασιν ἐπὶ χθόνα καὶ κιθαρισταί, ἐκ δὲ Διὸς βασιλῆες• ὃ δ᾽ ὄλβιος, ὅν τινα Μοῦσαι φίλωνται• γλυκερή οἱ ἀπὸ στόματος ῥέει αὐδή. Perquè és per les muses i pel fletxador Apol·lo que hi ha cantants i arpistes sobre la terra; però els reis són de Zeus. I feliç aquell que és estimat per les muses Dolç discurs li brolla de la boca. | » |
| — Hesíode, Teogonia II, 94-97. | |   |

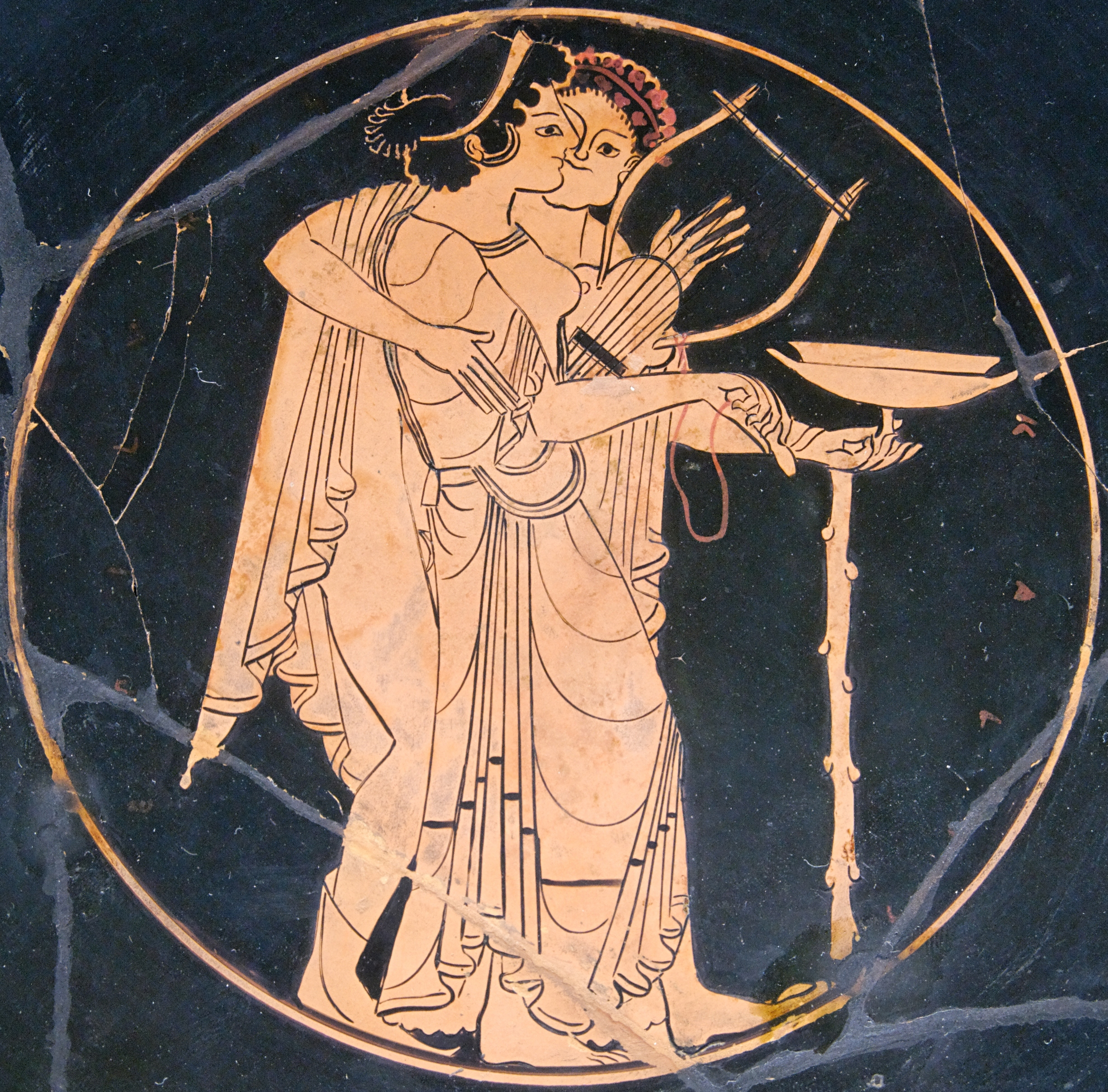
Kílix de ceràmica de figures vermelles que representa una escena galant, pròpia d'un simposion (συμπόσιον -"beber juntos"-). La lira i el vi hi són presents. Vers 510 a. C.

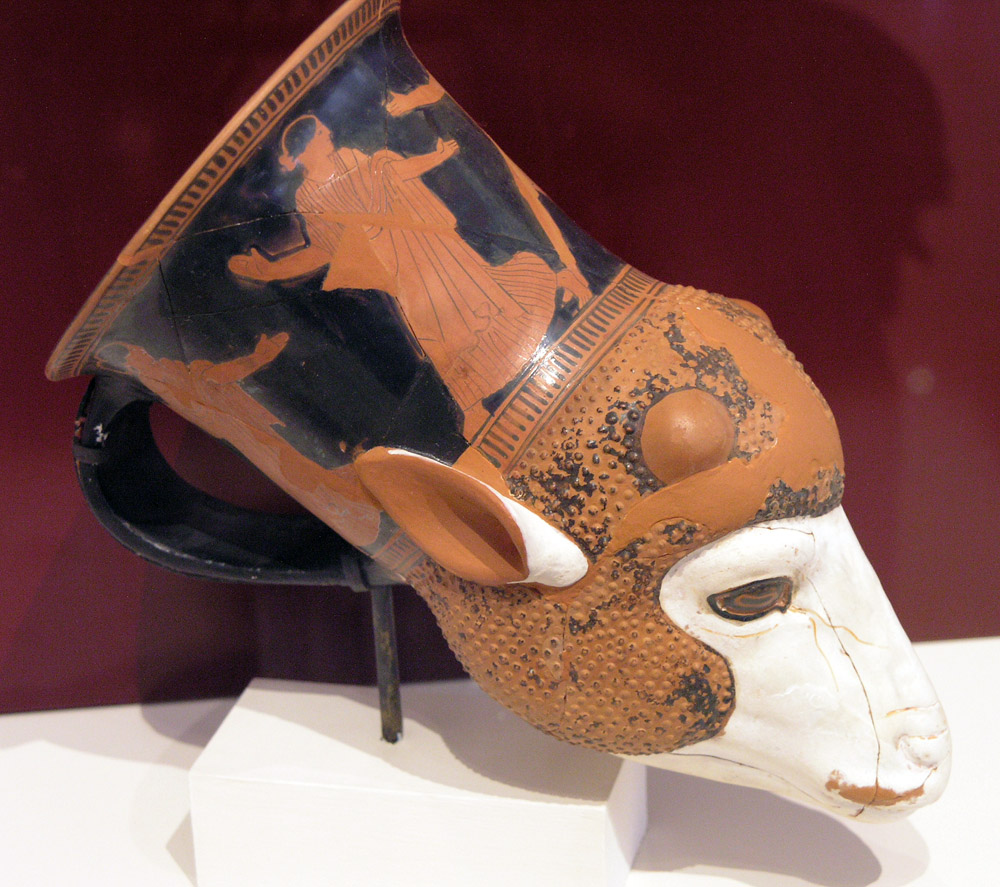
Riton (ῥυτόν) de ceràmica de figures vermelles, que representa una dona seguida por un home. Pintor de la Villa Giulia. Vers 460 a. C.

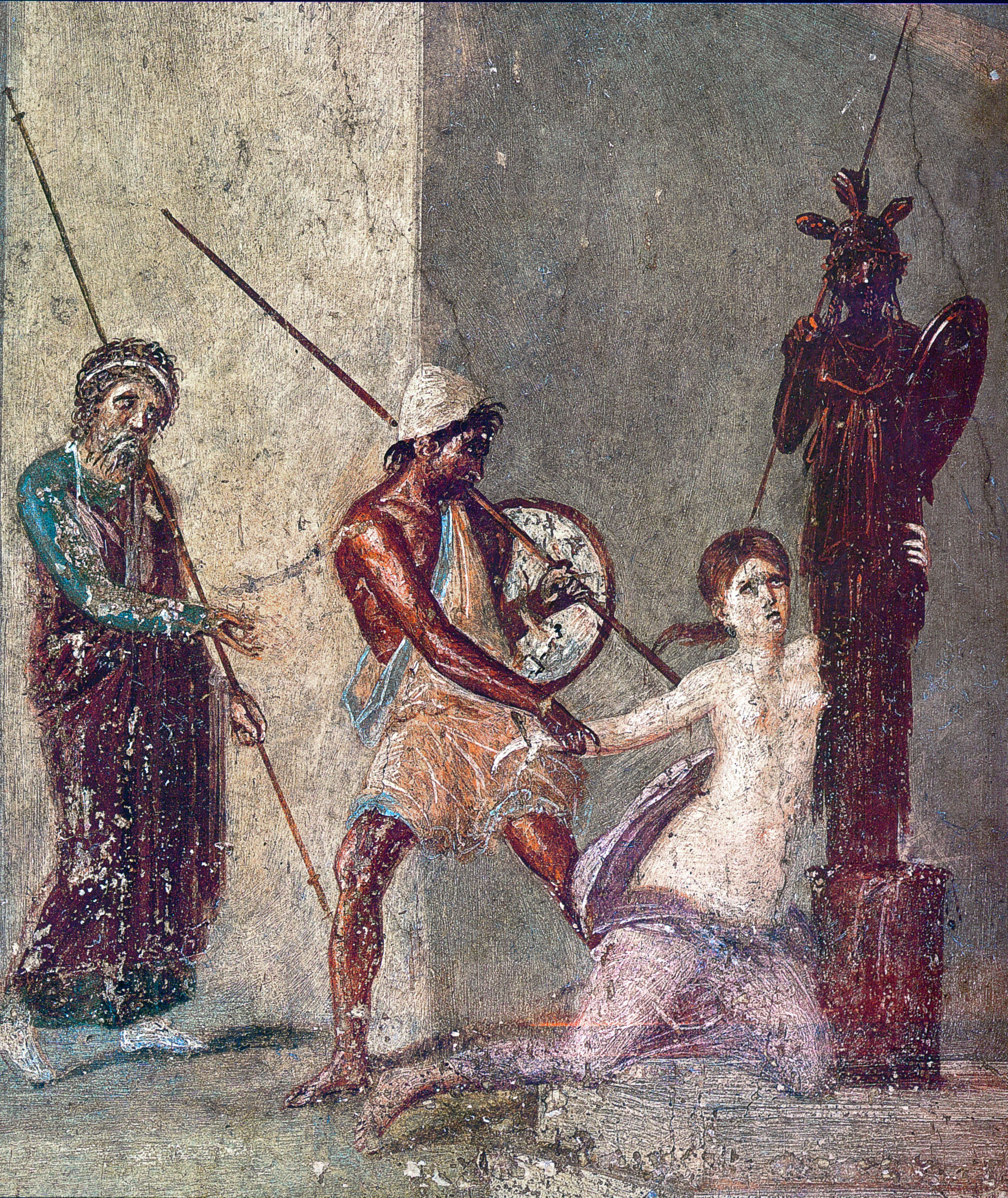
Fresc romà de l'atri de la Casa del Menandro a Pompeia. Representa l'escena del saqueig final de Troia pels aqueus; Casandra s'agafa amb força a un xoanon (ξόανον -"estàtua de fusta"-) amb la imatge d'Atenea, mentre Aiax el Menor tira d'ella en sentit oposat.

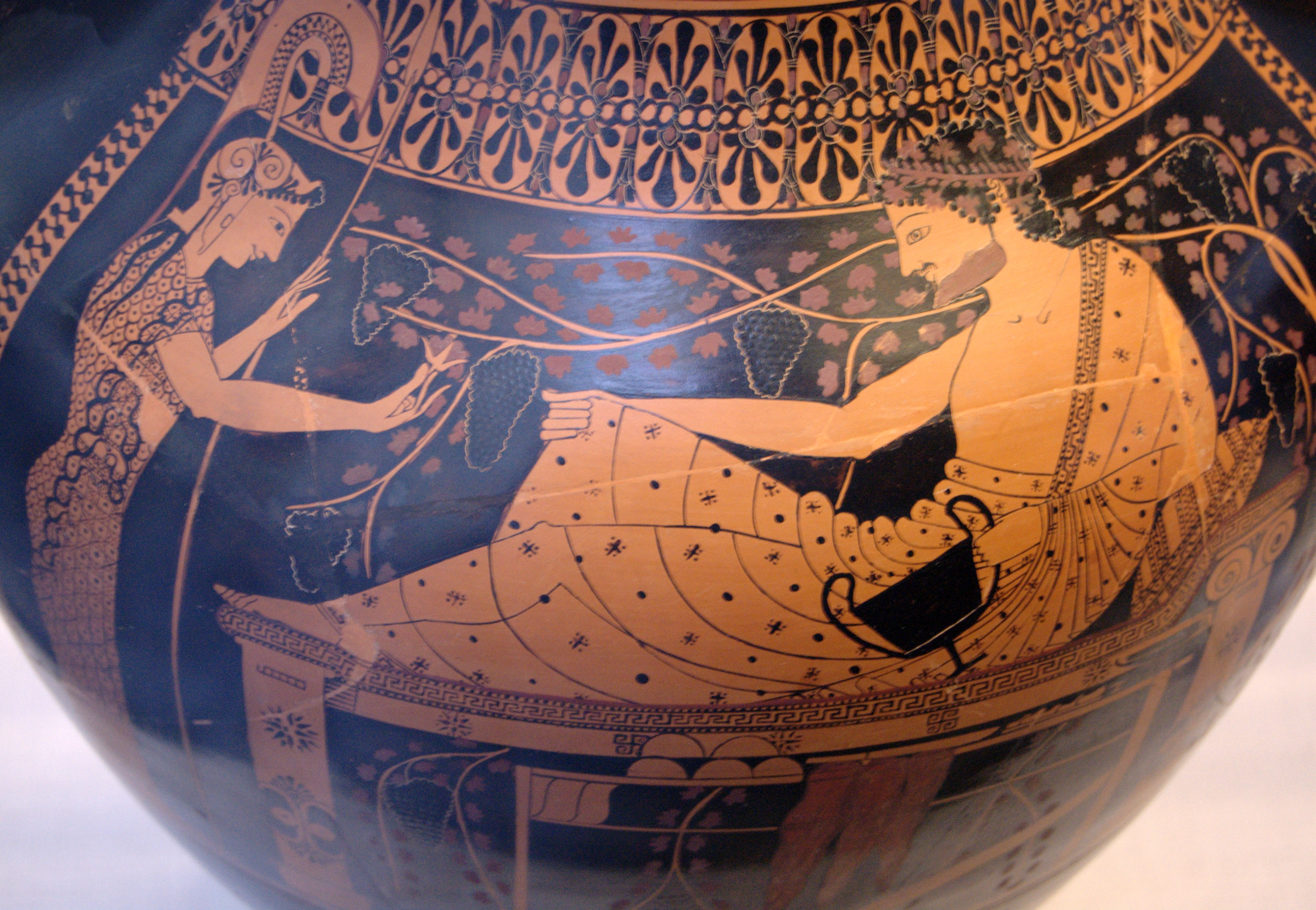
Heracles, coronat de fulles de raïm, recolzat confortablement davant una taula amb menjar, i un kántharos (κάνθαρος) a la mà, mira una somrient Atenea, que li ofereix una flor. L'escena es refereix al fallit intent d'Heracles de veure tot el vi que omple perpètuament el kántharos de Dionís, inventor d'aquest model de copa de vi, i que mai es buidava. Una sola gota d'aquell vi emborratxava a qualsevol home. Aquesta àmfora (Pintor d'Andòkides, vers 520 a. C.) és una peça particularment important, de les denominades "bilingües", que representa la mateixa escena, amb alguna variació, però amb el cromatisme invertit (en tècnica de figures negre i en tècnica de figures vermelles).

##### Lírica
Creada llegendàriament pels mítics Orfeu, Amfíon, Linos o Museu, la poesia lírica deu el seu nom a la  lira  (λύρα), l'instrument de corda amb el qual Apol·lo va vèncer Màrsies. Les composicions líriques es van convertir en un gènere literari dotat de convencions pròpies durant l'època arcaica. Van destacar "nou poetes lírics": Alcman, Safo de Lesbos, Alceu de Mitilene, Anacreont, Estesícor, Íbic, Simònides de Ceos, Píndar i Baquílides. L'expressió dels sentiments més íntims es va realitzar principalment a través de temes eròtics (hetero i homosexuals d'ambdós sexes -el peculiar "eros" grec -) ambientados en entornos naturales que han pasado a convertirse en tópicos (idílicos o pastoriles), o junto a otros placeres como el del vino y los usos sociales en su torno, tan propios de la cultura griega.

##### Gnòmica
| «                                                    | Sigues prudent i no busquis per a tu honor, virtuts, o riqueses mitjançant fets deshonrosos o injustos. D'això, doncs, te n'has de convèncer; i no t'ajuntis amb el dolent, ans més aviat uneix-te al bo; i a la seva taula, per menjar i beure, i seu amb ell i plau a aquell que pel seu poder és gran. (...) Mai, però, cap ciutat oh Cirne, ha arruïnat encara els homes de bé; però quan li plau al mal fer les obres d'orgull i corrompre la gent comuna i jutjar a favor dels injustos en nom del guany privat i el poder, no esperis, doncs, que aquesta ciutat resti molt de temps tranquil·la, tot i estar-ho ara un cop el malvat, pel mal enginy guiat s'aficioni al guany amb públic perjudici. Perquè d'això en neixen discòrdies, massacres intestines i els tirans; Que mai no plagui això a aquesta ciutat! (...) Un home lleial és digne de pesat amb or i plata, oh Cirne, en les terribles dissensions. | » |
| — Teognis, Elegies (Ἐλεγεῖα), Llibre I, versos 31-78 | |   |

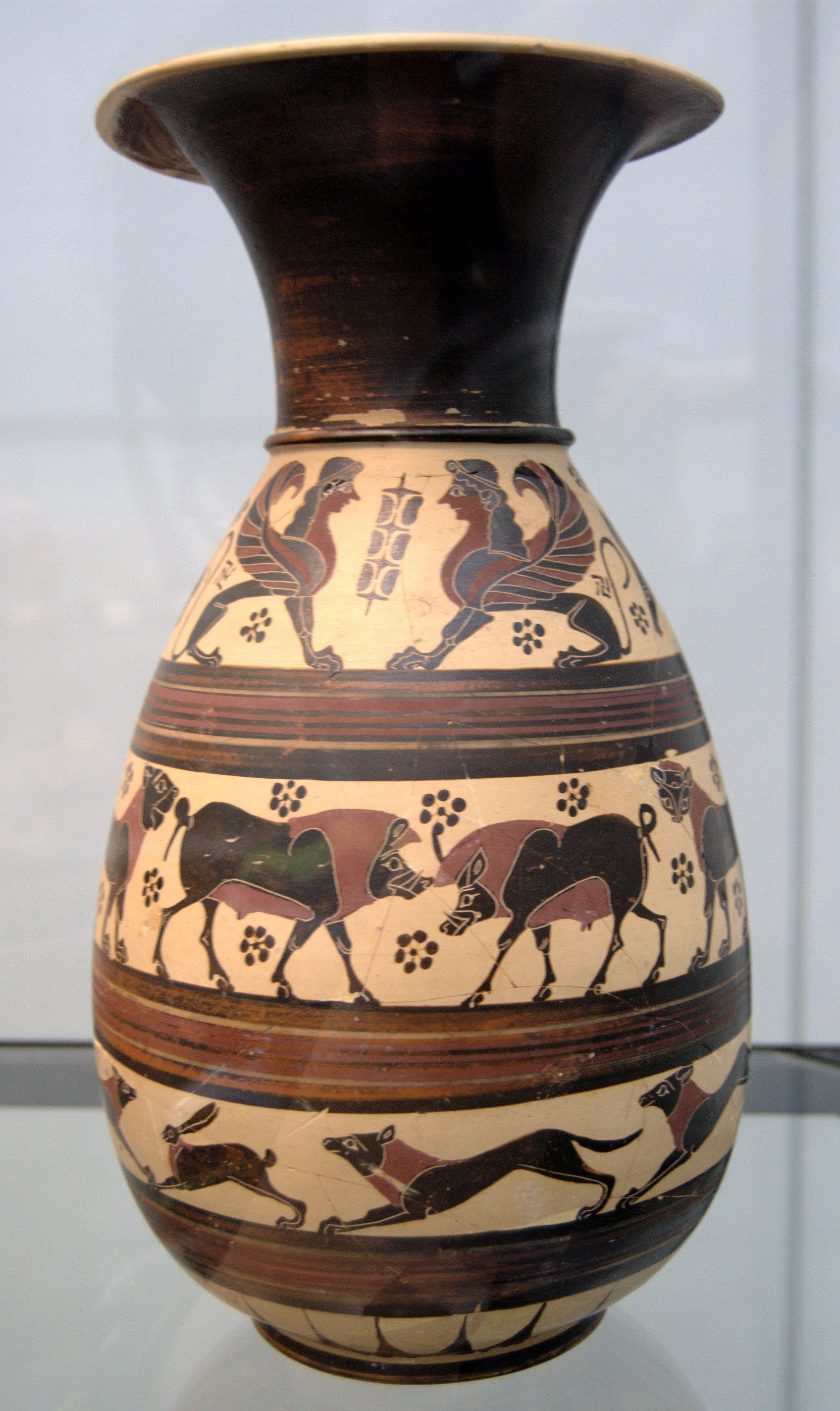
Esfinxs, senglars, llebres, gossos i altres animals, en una ceràmica d'estil orientalitzant. Cap al 620 aC.

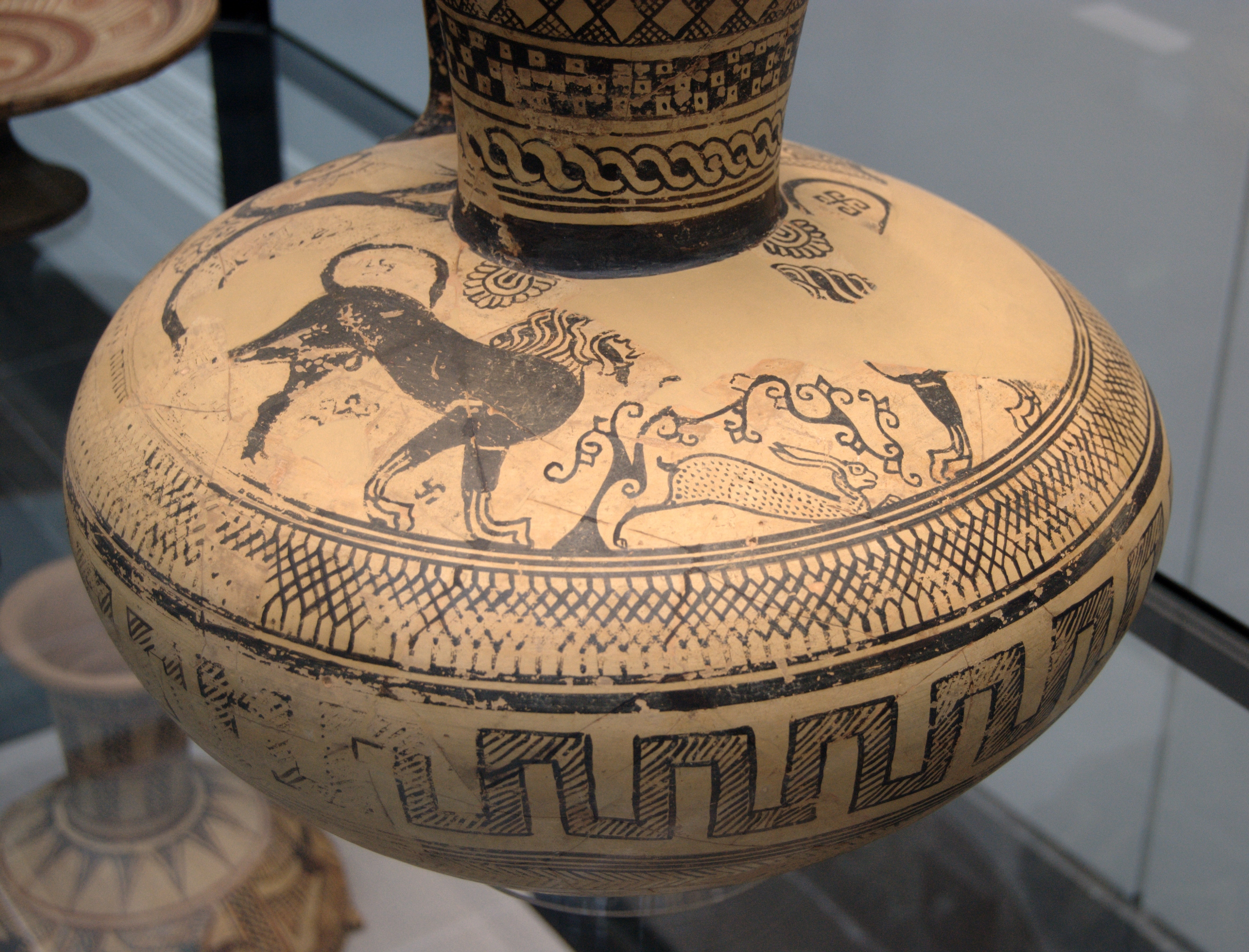
Un lleó i una llebre, en una ceràmica d'estil orientalitzant. Cap al 660 aC.

###### Faules
D'historicitat discutida, tot i que localitzable entre final del segle vii aC i començament del segle vi aC, Isop seria l'autor d'un gran nombre de faules, breus relats, bé en prosa o bé versificats per facilitar-ne la memorització, molts protagonitzats per animals antropomorfitzats (parlen i es comporten com a éssers humans), com a recurs literari molt efectiu per a la sàtira de costums, en esdevenir un exemple o contraexemple moral. Plató cita la seva popularitat.
| «                             | ὁ δὲ μέλλων καταβιβρώσκεσθαι ἔφη• ἀλλ᾿ ἔγωγε δίκαια πέπονθα, ὃς θαλάττιος ὢν χερσαῖος ἐβουλήθην γενέσθαι. El cranc, a punt de ser devorat, va dir: "M'està bé el que m'ha passat perquè, essent un animal marí, he volgut ser terrestre". | » |
| — Isop, El cranc i la guineu. | |   |

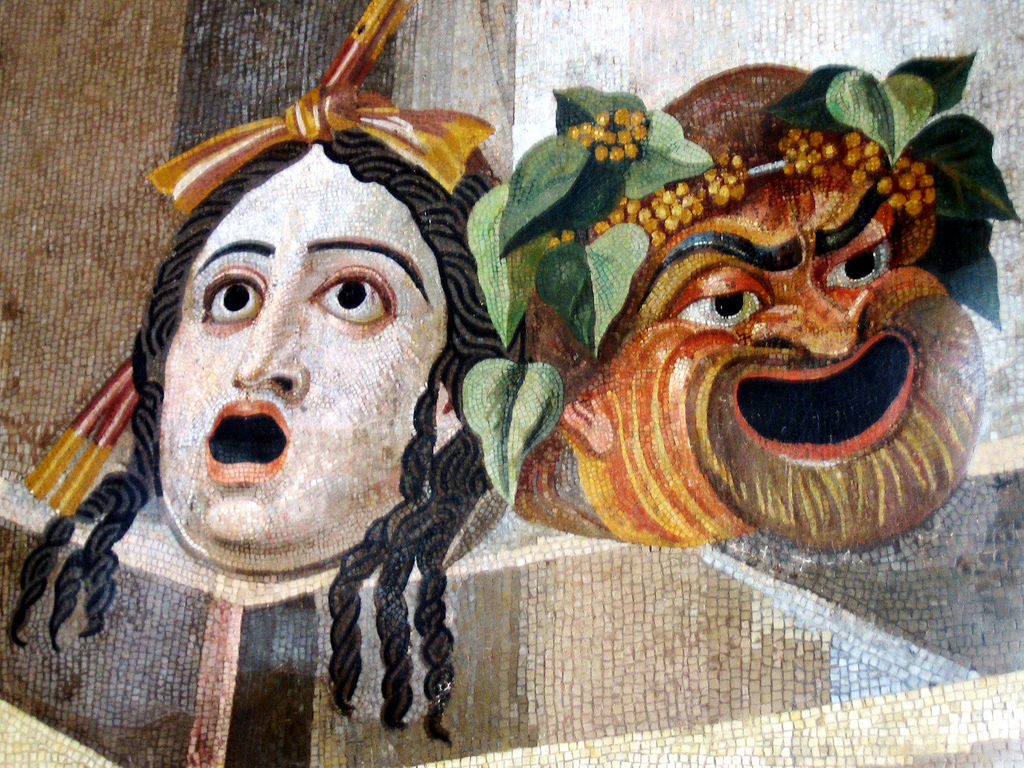
Màscares teatrals en un mosaic romà.

##### Dramàtica
La tragèdia provenia d'un ritual religiós, un càntic en el sacrifici del trágos (τράγος - "boc" -). A les dionísies, especialment a Atenes, el càntic es va anar sofisticant, transformat en el dithyrambos (διθύραμβος - "ditirambe" -): un veritable espectacle interpretat com una recitació per un cor els components dels quals es vestien amb pells de cabra; i es van organitzar certàmens (tal com se'n feien de música o d'altres modalitats de poesia).
| « | Antigament en la tragèdia hi havia solament el cor, després Tespis va introduir un actor, per tal que el cor descansés; després Èsquil li va donar dos actors, Sòfocles 3, i d'aquesta manera es va anar perfeccionant la tragèdia | » |
| — Diògenes Laerci, Βίοι καὶ γνῶμαι τῶν ἐν φιλοσοφίᾳ εὐδοκιμησάντων ("Vida i opinions d'eminents filòsofs"), III, 56. | |   |

Tespis, de qui no es conserva cap text, va guanyar el certamen de les festes dionisíaques d'Atenes en els anys 535 i 533 aC. I per les seves innovacions, que a més de l'alternança actor-cor van incloure l'ús del  prosopon  (προσωπον - "màscara" -, en llatí persona - "el que ressona" -), se'l considera l'inventor del teatre. Malgrat la seva popularitat, o més aviat a causa d'ella, va obtenir l'oposició del mateix Soló, que li va prohibir la representació i ensenyaments de tragèdies, i les va qualificar de falsedats (και θεσπιν εκωλυσε τραγωδιας διδασκειν, ωσ ανφεληω τνη ψευδολογιαν).

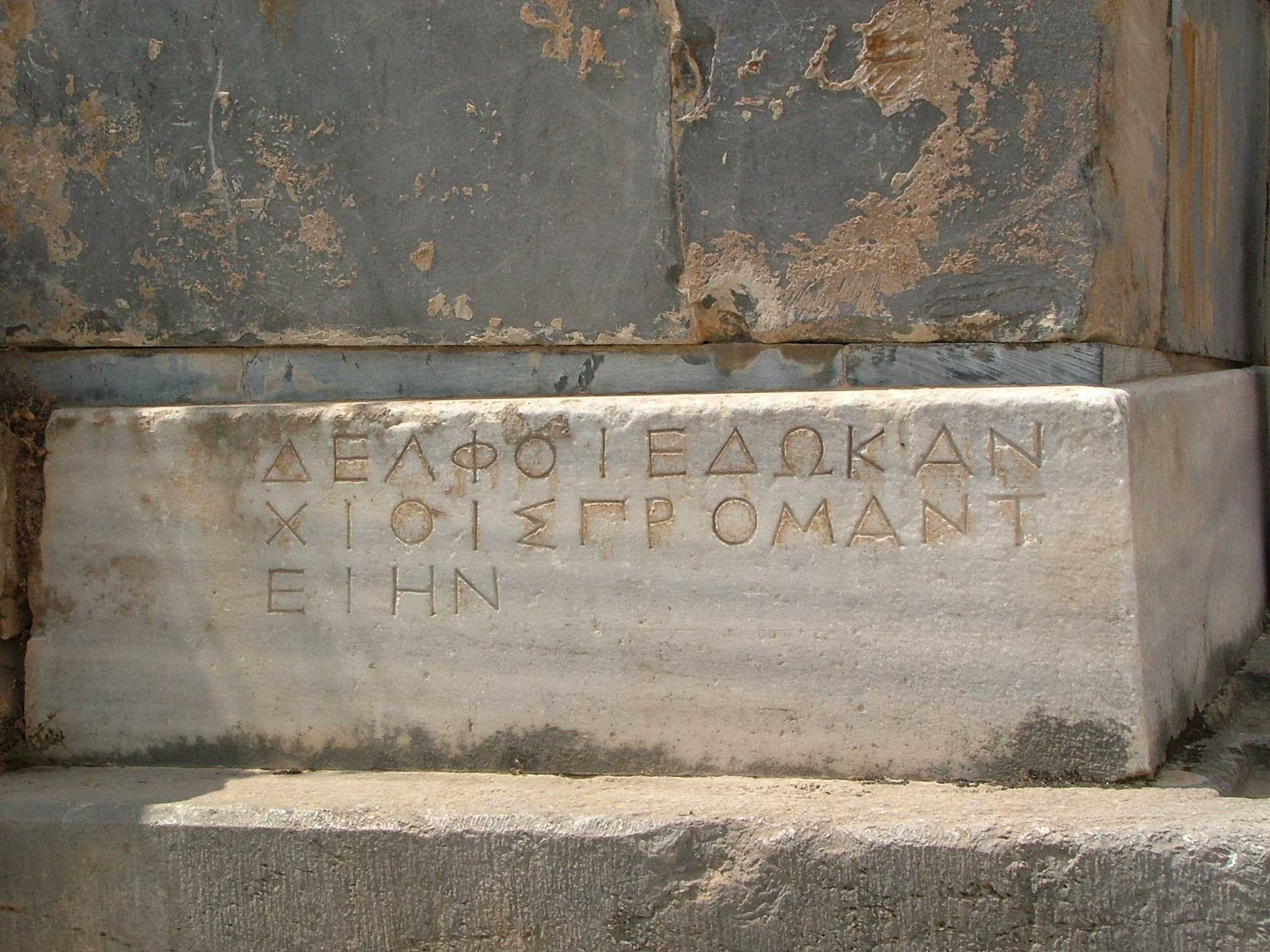
Inscripció al Temple d'Apol·lo (Delfos). Era costum inscriure les sentències de saviesa d'aquesta manera. La més famosa fou gnothi seauton (γνωθι σεαυτόν - "coneix-te a tu mateix"-).

#### Prosa
Mentre que les composicions poètiques es diferenciaven de la parla normal en l'ús de recursos literaris com el ritme i la rima, els logògrafs utilitzaven el llenguatge en els seus escrits o en les seves intervencions orals (per exemple, en els discursos jurídics o en les lectures públiques d'històries, que incloïen cròniques d'esdeveniments i digressions etnogràfiques sobre països llunyans). L'efectivitat o l'estètica del llenguatge usat no havia de ser, necessàriament, menor al de la poesia èpica, i el que canviava era l'estil (que es defineix com a imperiòdic). Heròdot va identificar tots els seus precursors en la formació de la ciència històrica amb la denominació logográphos (λογογράφος), que tant pot voler dir "el que escriu la història" com "el que escriu com es parla".
Després del grup de legisladors i savis prestigiosos recordats per les seves sentències o aforismes de naturalesa sapiencial (els "Set savis de Grècia"), els posteriorment anomenats filòsofs presocràtics van utilitzar alternativament per als seus textos especulatius la prosa (Anaximandre - de qui es diu que va ser el primer a fer-ho així-, Anaxímenes, Heràclit) o el vers (Xenòfanes, Parmènides, Empèdocles).

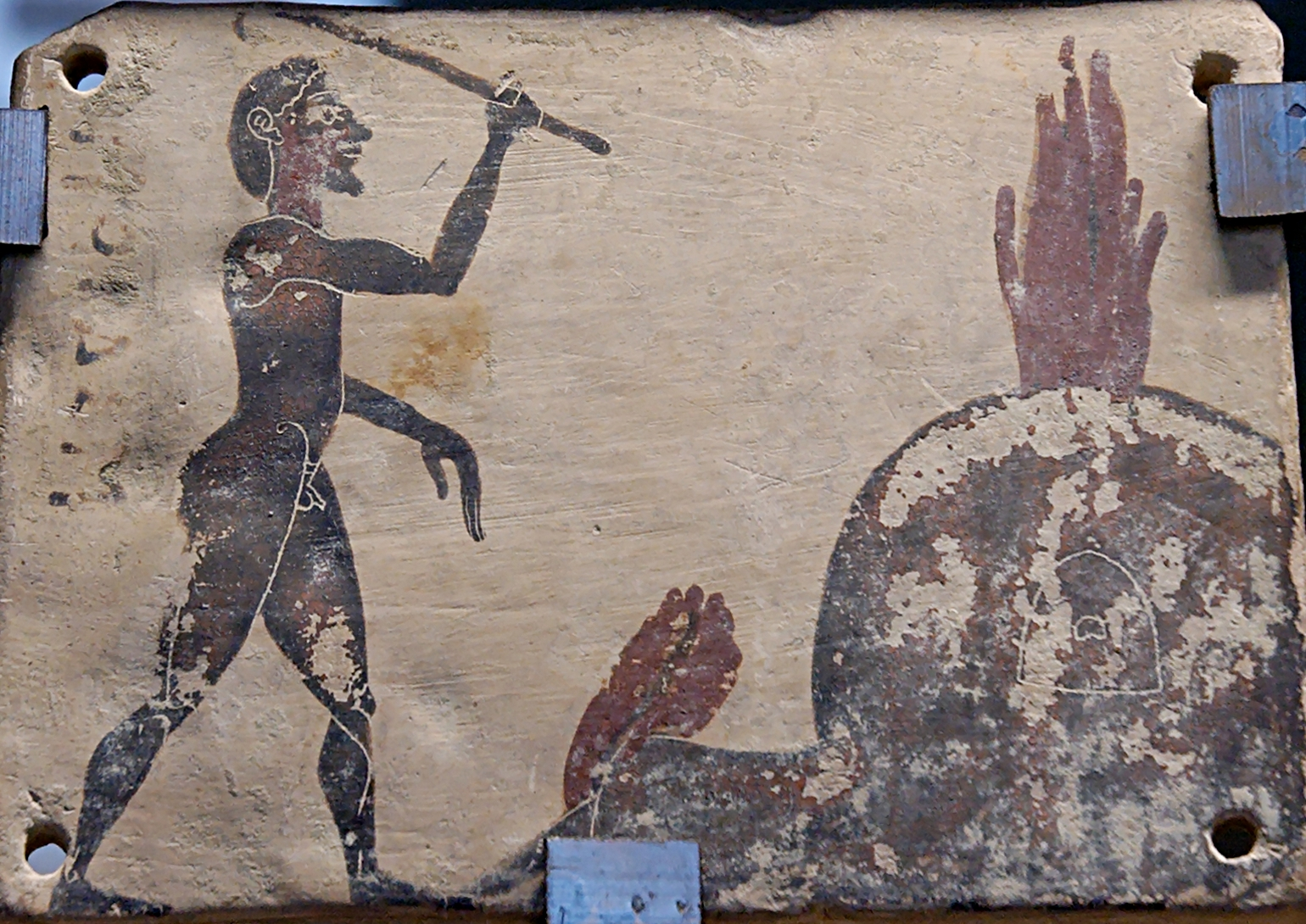
Pínax corinti, cap al 575 aC. Representa un ceramista enfront del seu forn. Principis elementals (foc, terra, aigua, aire) i matèria que canvia de forma. Els filòsofs observaven els fenòmens naturals i les activitats humanes, reflexionaven a partir de tot això per a la construcció del seu discurs racional, i també recorrien a algun dels seus aspectes, utilitzant-los com imatges exemplificadores (analogia ἀναλογία) de les seves idees.

| « | Heràclit (...) estava escalfant-se davant d'un forn. Veient-los vacil·lar [a uns visitants] els va donar valor i els va convidar a entrar amb aquestes paraules: "Aquí també hi ha déus" εκελεuσε γαρ αuτοuσ εισιεναι θαρροuντασ' ειναι γαρ και ενταuθα θεοuσ | » |

### Filosofia: presocràtics

Possible aspecte dels mapes d'Anaximandre i d'Hecateu, que serà la base dels models geogràfics posteriors (Heròdot, Eratòstenes -ja amb la consideració de l'esfericitat de la Terra- i Claudi Ptolemeu). Els mapes medievals "T en O" es van realitzar a partir d'un model simplificat per Isidor de Sevilla difós per Beat de Liébana.

La interpretació habitual del pensament grec de l'època arcaica és el pas del mythos (μῦθος - "mite" -), al  logos (λóγος - "paraula","raó"," discurs "-). Tales de Milet, el primer filòsof de l'escola jònica, inaugura una nova forma de reflexionar sobre el món i l'home, caracteritzada per la secularització i l'esperit crític, adequada a les originals característiques de la formació social històrica del seu entorn, que permetia la independència personal del pensador, i li oferia tota mena d'estímuls intel·lectuals, gràcies a l'excepcional fluïdesa de les relacions amb altres civilitzacions del món antic, i a la utilització de l'escriptura. L'escola pitagòrica va emprendre una altra trajectòria, la qual enllaça la racionalitat més abstracta amb el misticisme.
Bona part de les reflexions filosòfiques en època arcaica es van centrar en la definició de l'arché (ἀρχή, "font", "principi" o "origen"), la cosmogonia (κοσμογονία - "origen de l'univers" -) o l'elementoriginal de totes les coses, la seva essència o substància (termes que es van anar precisant amb les successives definicions en èpoques posteriors), el que, sense necessitat de cap altra cosa, existeix per si mateix. L'existència fou en si mateixa un problema filosòfic fonamental, que Heràclit i Parmènides van iniciar amb les seves teories sobre l'ésser o ens (τὸ ὂν).
| «                           | Ποταμοῖς τοῖς αὐτοῖς ἐμβαίνομέν τε καὶ οὐκ ἐμβαίνομεν, εἶμέν τε καὶ οὐκ εἶμεν En els mateixos rius entrem i no entrem, [doncs] som i no som [els mateixos] | » |
| — Heràclit, fragment 22 B12 | |   |

| « | τὸ γὰρ αὐτὸ νοεῖν ἐστίν τε καὶ εἴναι. (...) ἔστι γὰρ εἶναι͵ μηδὲν δ΄ οὐκ ἔστιν | » |
| — La lectura d'aquests fragments crucials del text de Parmènides (3, 1 i 6, 1-2) és discutidíssima: La primera part es pot entendre com "el mateix és pensar i ésser" o "el mateix és ser pensat i ésser". La segona part, que conté el tradicional i rotund "l'ésser és i el no ésser no és", es pot matisar com a "doncs hi ha ésser, res no hi ha". |                                                                                |   |

De la problemàtica condició d'aquesta nova forma de coneixement que s'estava conformant (per exemple, si seria purament teòrica o tindria una substancial rellevància pràctica en el món real), és bona mostra el mapa d'Anaximandre de Milet (mitjan segle VI aC). El seu projecte no era el d'un mapa geogràfic, sinó el d'un model visual que situés cosmològicament la Terra. La presentava plana, envoltada per l'Oceà, amb l'Hèl·lade (concretament Delfos - l'ómphalos -) al centre i amb els continents (Europa, Àsia i Líbia -África-) separats per mars i rius (Mediterrani, Negre, Nil i Fasis), amb una característica forma de "T en O" que es repetirà fins als mapes medievals. Aristòfanes es burlarà d'ell en la comèdia  Nefélai  (Νεφέλαι - "núvols" - 423 aC on tal mapa apareix al costat d'altres "joguines" geomètriques i geogràfiques, totes elles inútils per a la polis, per la seva naturalesa especulativa i abstracta. La utilització política del coneixement és igualment ambivalent: Al 499 aC. Hecateu de Milet havia previngut els seus conciutadans de la imprudència de rebel·lar-se contra l'Imperi persa, per a la qual cosa podia recolzar-se visualment amb la seva pròpia versió d'aquest mapa (que mostrava la descomunal superioritat geogràfica d'aquell enemic); però va ser el propi dirigent de Milet, Aristàgores, el que faria servir el mateix mapa (una tauleta de bronze on està gravat tot el contorn de la Terra, tot el mar i tots els rius)per buscar el suport de les polis gregues del continent. Un primerenc cas de tecnologia política que busca la justificació no en voluntats sobrehumanes, sinó en la ciència i la filosofia; i una primerenca evidència de la possibilitat d'interpretar tan flexiblement aquests coneixements com sempre s'havia fet amb textos sagrats, oracles o auguris. La resposta d'Atenes i Esparta fou divergent: els lacedemonis, pels quals decidia el rei Cleòmenes, es van negar a intervenir; la majoria dels trenta mil ciutadans de l'ekklesia atenesa es van mostrar disposats a enviar vint naus.

### Religió

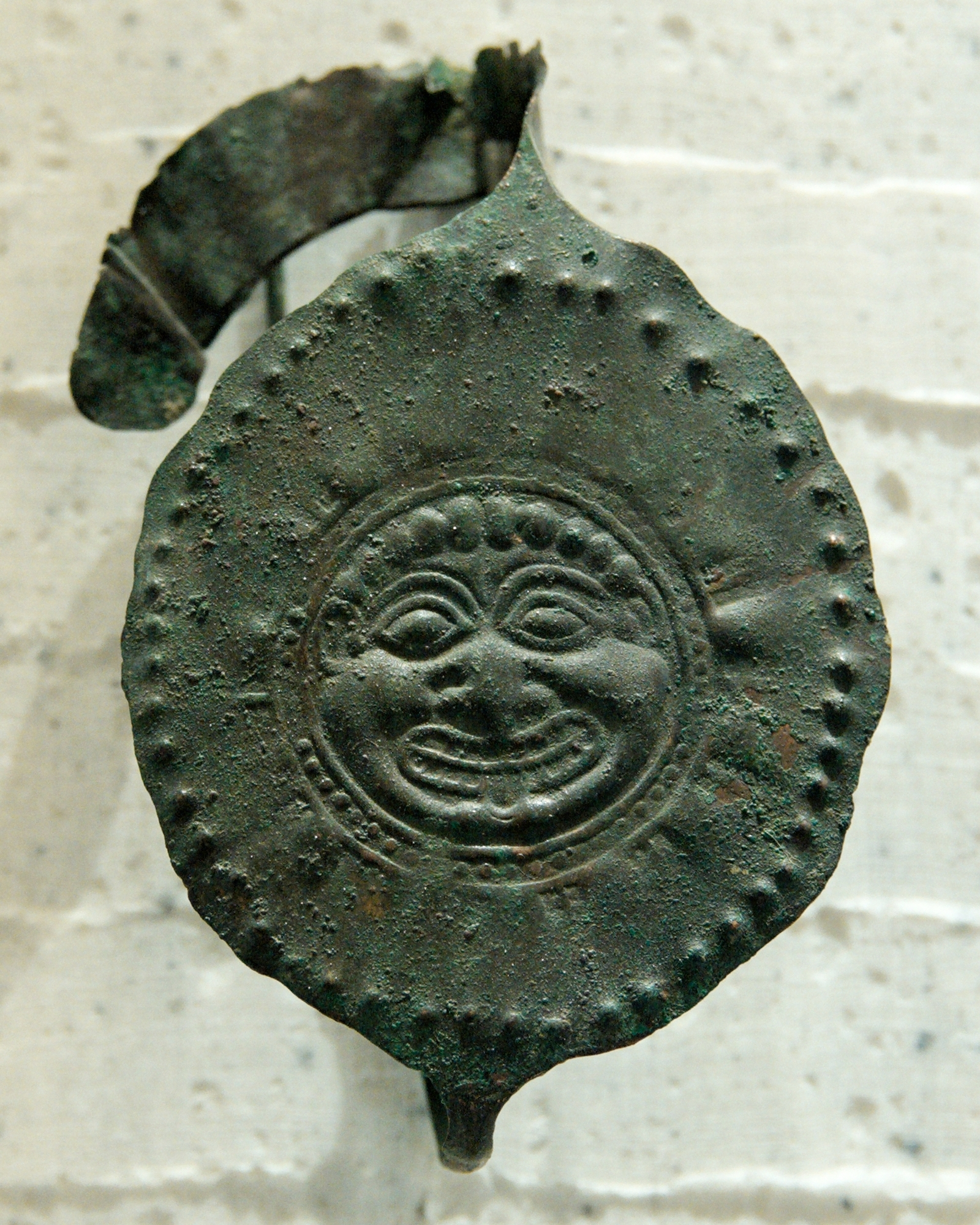
Gorgoneion (Γοργόνειον) de bronze. Segona meitat del segle VI aC

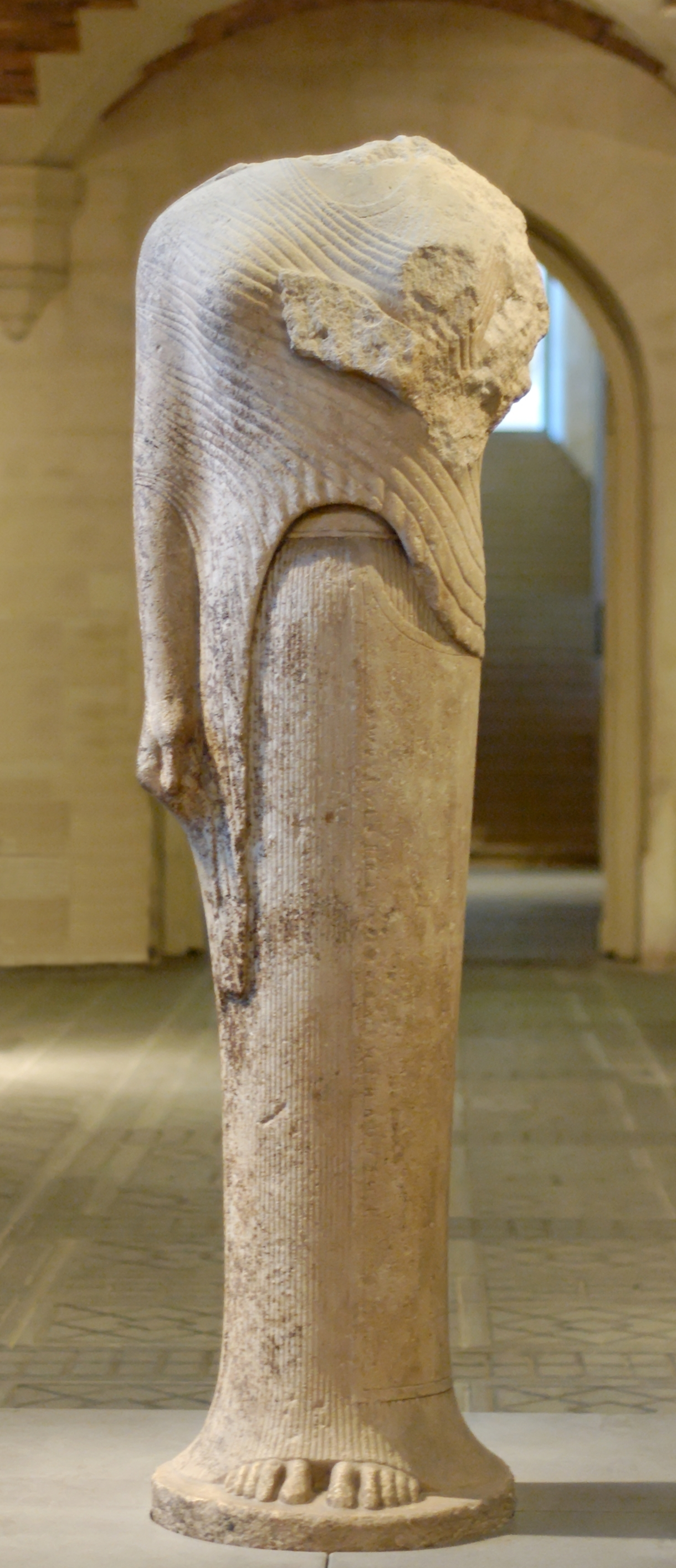
Hera de Samos, vers el 570 aC

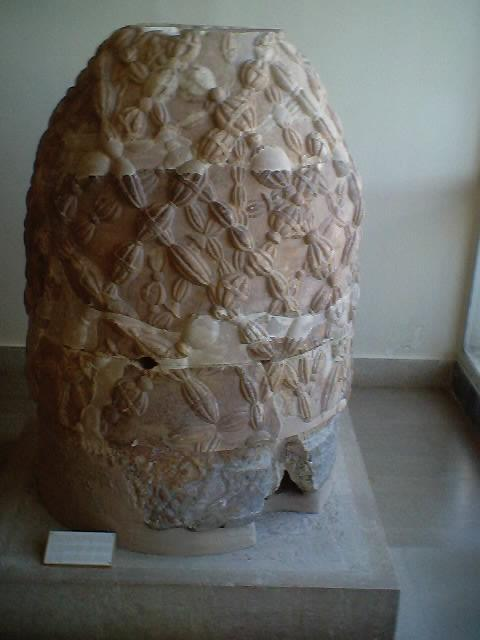
L''Omphalos (ὀμφαλός -"melic"-) de Delfos.

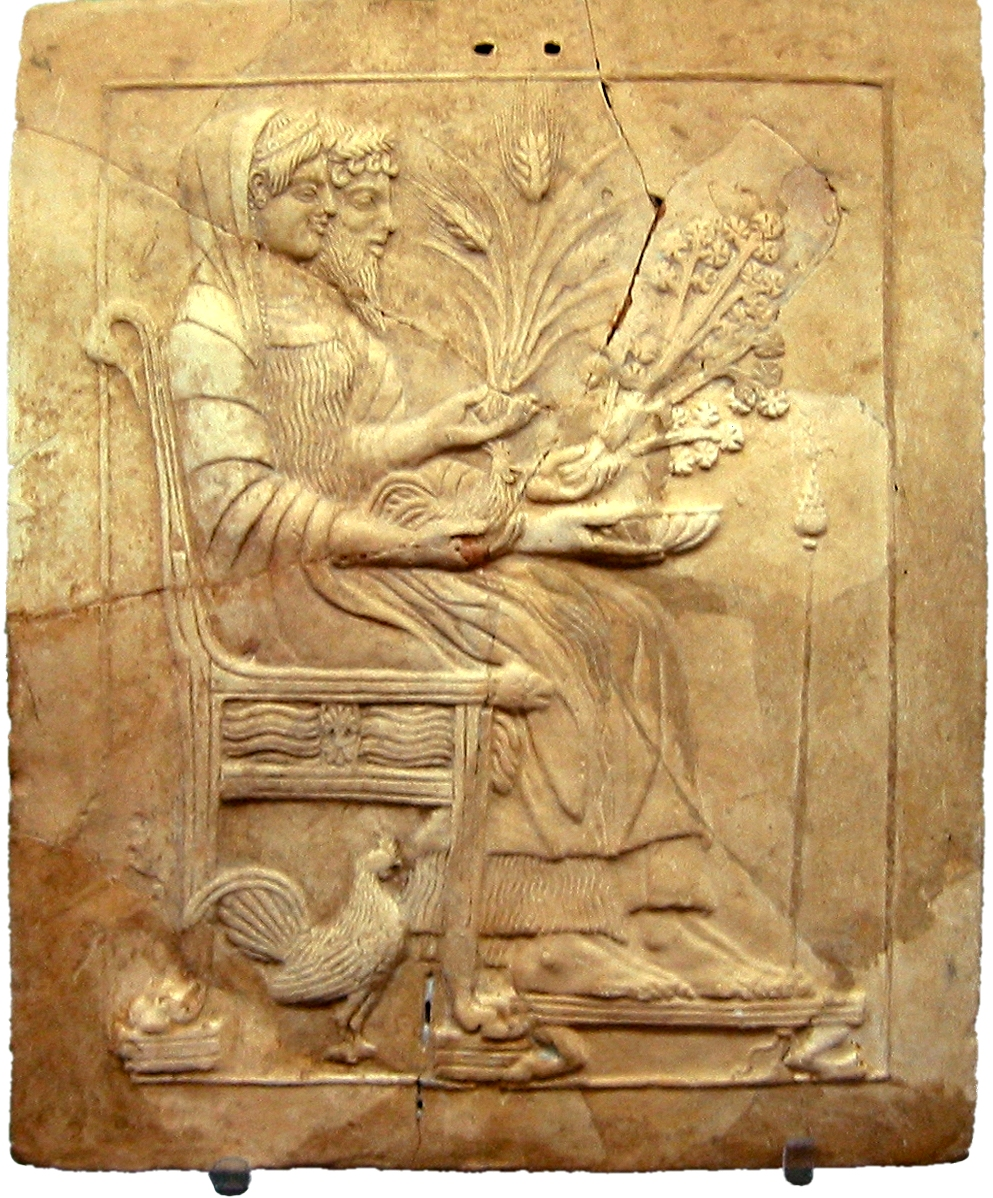
Pínax de Locri que representa la parella entronitzada d'Hades i Persèfone. Primera meitat del segle V aC. Ella porta el seu símbol iconogràfic: el blat, mentre ell sosté un bol i una branca de julivert; el gall (una au ctònica, és a dir, terrestre) és un altre element identificatiu del culte a Persèfone, vinculada a l'agricultura, com la seva mare Demèter (misteris eleusins).

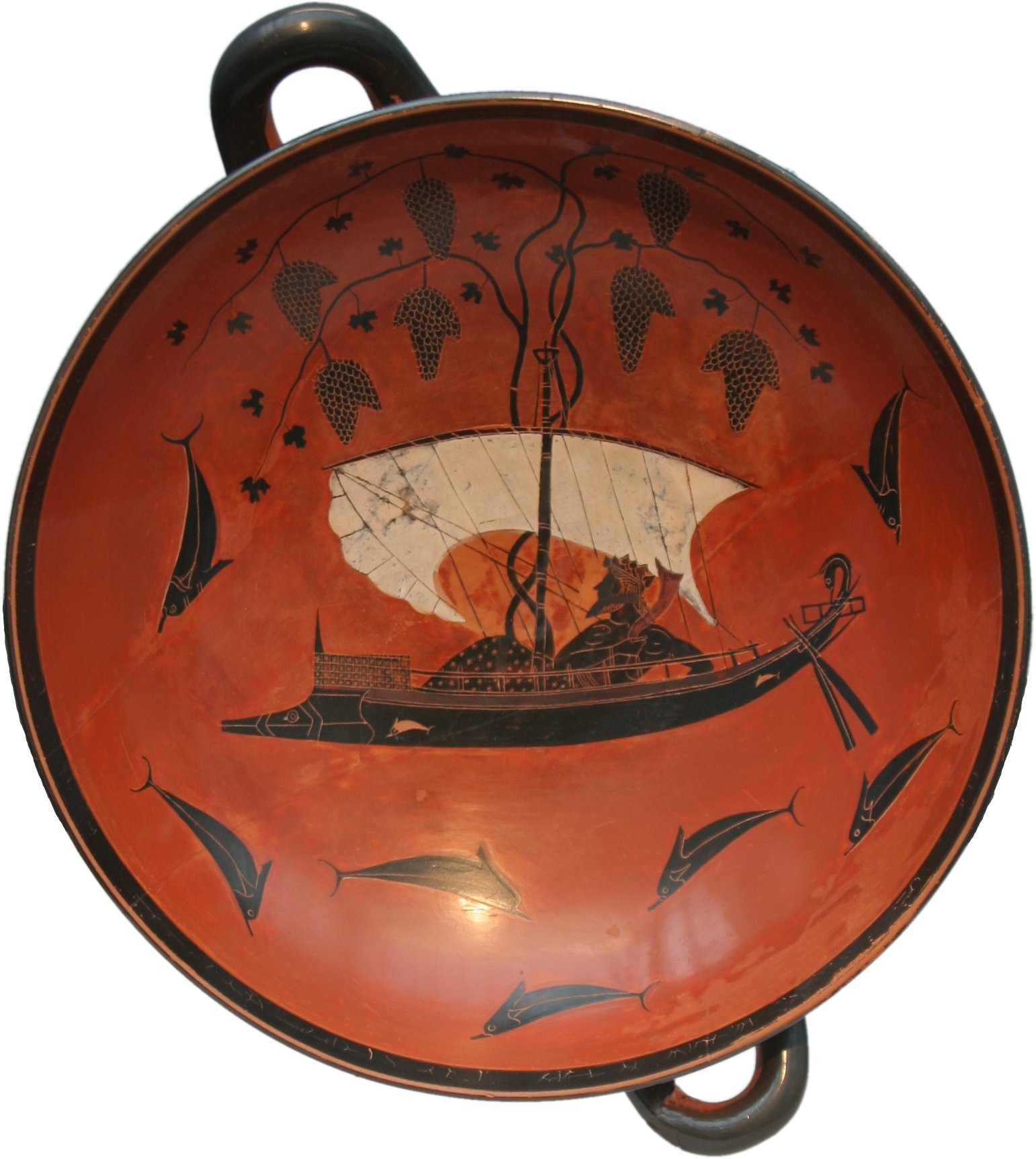
Kílix de ceràmica de figures negres signat per Exèquies, que representa Dionís en un vaixell envoltat de dofins. Cap al 530 aC.

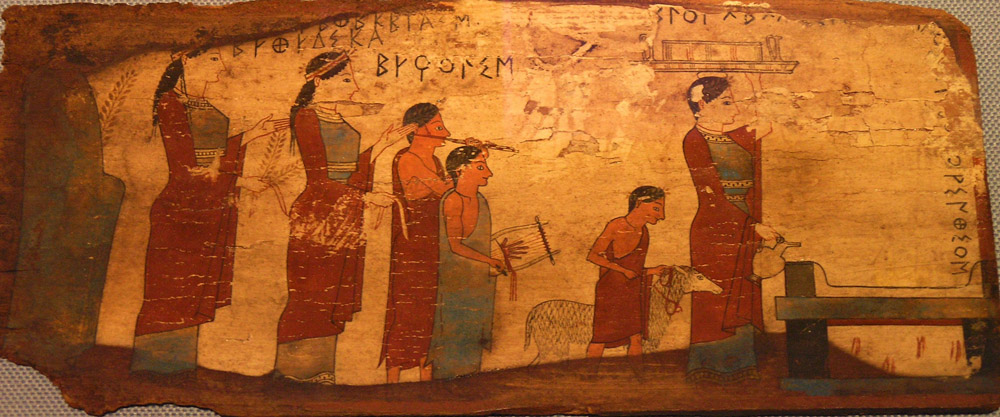
Pínax, taula votiva de fusta pintada que representan una processó, al so de la lira i l'aulos (αὐλός -doble flauta-), prèvia al sacrifici d'un xai a les Càrites (Χάριτες - "Gràcies" -). Trobada en una gruta de Sició, prop de Corint. Datada cap al 540 aC.

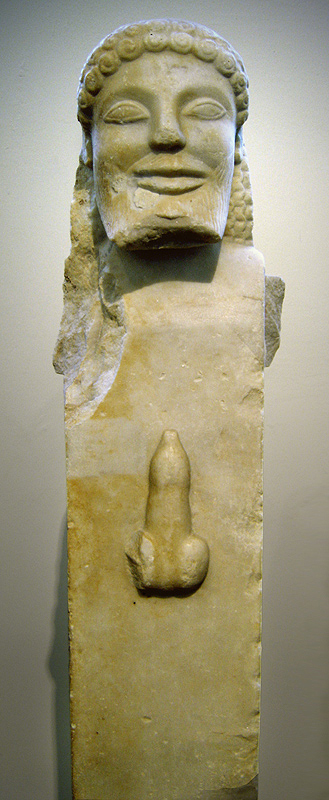
Herma (έρμα) de Sifnos. Cap al 520 aC.

Les manifestacions religioses en la Grècia arcaica estan íntimament lligades a la vida política i la conformació de la identitat grega, tant dins de cada  polis  (els cultes cívics entorn de l'espai privilegiat de les acròpolis - Panathénaia Παναθήναια a Atenes, Gumnopaidía Γυμνοπαιδία a Esparta-), com les amfictionies, que solidaritzaven amplis territoris (Micenes -dedicada a Hera -, Panionion -dedicada a Posidó -, Dodona i Olímpia -dedicades a Zeus-, Antela -dedicada a Demèter -, Alalcomenes -dedicada a la deessa AteneaDelos, Delfos i Triopion -dedicades a Apol·lo-); com a escala de tota l'Hèl·lade (els anomenats santuaris panhel·lènics i altres igualment prestigiosos - ja citats -). Els Jocs Panhel·lènics se celebraven en honor dels déus (a Olímpia i Nèmea en honor de Zeus, a Delfos els Pítics en honor d'Apol·lo, a Ístmia -al costat de Corint- els Ístmics en honor de Posidó), i hi havia molts altres d'importància local. Fins i tot el teatre va tenir un origen i una funció religiosa, vinculada a Dionís, que d'altra banda personificava l'ancestral cultura grega del vi (convertia les seves animades festivitats - Lenees, Dionísies i Antestèries - en les més populars) i trastocava les jerarquies aristocràtiques dels déus olímpics.
Aquesta  hierarchia  (ἱεραρχία - "govern sagrat" -), d'origen micènic, havia quedat sistematitzada al començament de l'època arcaica en els textos d'Homer i Hesíode. Zeus, Hera, Demèter, Posidó, Hefest, Ares, Apol·lo, Artemisa, Hermes, Atenea, Afrodita, Hestia, Hades i Dionís - vegeu la localització ja citada de les seves principals temples- són els déus que solien formar part dels olímpics, les llistes eren formades sovint per un nombre de dotze (Δωδεκάθεον - "12 déus" -) encara que existien molts altres déus prestigiosos que podien incloure o no en el còmput (Persèfone, Hèracles, Asclepi, Hebe, Eros), a més d'entitats primordials (Cronos i Rea -el temps i la maternitat-, Úranos i Gea -el cel i la terra-, Hèlios i Selene -el sol i la lluna-, els sàtirs, les nimfes i tota classe de divinitzacions de les forces naturals presents en el món - vents, aigües marines i terrestres, etc.- o dels enigmes de la psique humana -els somnis, les Càrites, les muses, les eumènides, les gòrgones, les moires, etc.).
| «                             | Τρὶς γὰρ χίλιαί εἰσι τανύσφυροι Ὠκεανῖναι, αἵ ῥα πολυσπερέες γαῖαν καὶ βένθεα λίμνης πάντη ὁμῶς ἐφέπουσι, θεάων ἀγλαὰ τέκνα. Τόσσοι δ᾽ αὖθ᾽ ἕτεροι ποταμοὶ καναχηδὰ ῥέοντες, υἱέες Ὠκεανοῦ, τοὺς γείνατο πότνια Τηθύς• τῶν ὄνομ᾽ ἀργαλέον πάντων βροτὸν ἀνέρ᾽ ἐνισπεῖν, Οἳ δὲ ἕκαστοι ἴσασιν, ὅσοι περιναιετάωσιν. Car tres mil són les Oceànides de fins turmells que, molt repartides, per igual guarden per tot arreu la terra i les profunditats de les llacunes, resplendents filles de deesses. I altres tants els rius que corren estrepitosament, fills de l'Oceà, engendrats per l'augusta Tetis. Una boca mortal no sabria nomenar-los tots Però coneixen llurs noms aquells que habiten a les seves ribes. | » |
| — Hesíode, Teogonia, II, 369. | |   |

No existia ni dogma ni un estament religiós separat com a tal de la resta de la població. Les funcions de sacerdoci i les obligacions rituals del culte eren exercides per certs magistrats (com el basileus) i per altres homes i dones que, només en alguns casos, estaven consagrats a aquestes tasques en exclusivitat o amb certes limitacions, com la virginitat (és el cas, per exemple de la pítia de l'Oracle de Delfos). En altres ocasions, la funció sagrada implicava obligacions oposades (prostitució ritual, hieros daines ἱερός γάμος). Molt estesos estaven els rituals de sacrifici animal (hecatombe  ἑκατόμβη - "cent bous" -). Minoritaris, però prestigiosos, eren els cultes mistèrics (mysteria μυστήρια) eleusins i dionisíacs (que incloïen l'orgion ὄργιον, en plural orgia).
Tot i la secularització del pensament i de l'absència o poca importància de la màgia o de les supersticions, tan cridaneres en altres religions, la gravitació de la religió era omnipresent en la vida quotidiana i fins i tot en la política: els enigmàtics missatges de l'Oracle de Delfos eren objecte d'acurada interpretació (i també de negociacions prèvies i manipulacions posteriors); mentre que les transgressions de les prohibicions religioses eren castigades, sota la greu acusació d'asebeia (ἀσέβεια - "impietat" -). Un dels fets amb més transcendència va succeir el 632 aC, quan Ciló i els seus partidaris van ser executats per ordre de Mègacles, tot i haver-se acollit al sagrat de l'Acròpolis d'Atenes; una condemna eterna va caure, no només sobre l'impiu, sinó sobre tota la seva família i descendència (els alcmeònides), el que va ser adduït en contra de diversos personatges destacats de la història grega posterior.